# Liste der Biografien/Ada
Liste der Biografien |
Portal Biografien |
Personensuche
# |
A |
B |
C |
D |
E |
F |
G |
H |
I |
J |
K |
L |
M |
N |
O |
P |
Q |
R |
S |
T |
U |
V |
W |
X |
Y |
Z |
?
 
Aa |
Ab |
Ac |
Ad |
Ae |
Af |
Ag |
Ah |
Ai |
Aj |
Ak |
Al |
Am |
An |
Ao |
Ap |
Aq |
Ar |
As |
At |
Au |
Av |
Aw |
Ax |
Ay |
Az
 
Ada |
Adc |
Add |
Ade |
Adg |
Adh |
Adi |
Adj |
Adk |
Adl |
Adm |
Adn |
Ado |
Adr |
Ads |
Adt |
Adu |
Adv |
Adw |
Ady |
Adz
Die Liste der Biografien führt alle Personen auf, die in der deutschsprachigen Wikipedia einen Artikel haben. Dieses ist eine Teilliste mit 1226 Einträgen von Personen, deren Namen mit den Buchstaben „Ada“ beginnt.

## Ada
- Ada, deutsche Minimal-Techno- und Minimal-House-Musikerin
- Ada, Tochter des karischen Fürsten Pixodaros
- Ada, karische Königin
- Ada, Äbtissin in Le Mans, Heilige
- Ada Eto, Sefora (* 2003), äquatorialguineische Sprinterin
- Ada von Holland, Ehefrau von Markgraf Otto II. von Brandenburg
- Ada von Holland, Adelige
- Ada, Almila (* 1994), türkische Schauspielerin
- Ada, Jacqueline (* 1994), kamerunische Fußballspielerin
- Adä, Johann (1814–1899), deutscher Mediziner und Politiker, MdR
- Ada, Joseph Franklin (* 1943), US-amerikanischer Politiker
- Ada, Selman (* 1953), türkischer Komponist
- Ada, Tito Mba (* 1964), äquatorialguineischer Diplomat und Jurist

### Adab
- Adabbo, Stefano (* 1956), italienischer Chorleiter, Dirigent, Komponist, Pianist und Musikpädagoge
- Adaberto, Ester (1872–1951), spanisch-italienische Opernsängerin in der Stimmlage Sopran
- Adabi, Siti Zubaidah (* 1986), malaysische Sprinterin

### Adac
- Adachi, Buntaro (1865–1945), japanischer Arzt, Anatom und Anthropologe
- Adachi, Gen’ichirō (1889–1973), japanischer Maler im Yōga-Stil, Schriftsteller und Bergsteiger
- Adachi, Gorō (1913–1999), japanischer Skispringer
- Adachi, Hatazō (1890–1947), Generalleutnant der Kaiserlich Japanischen Armee
- Adachi, Hirohide (* 1999), japanischer Fußballspieler
- Adachi, Kenzō (1864–1948), japanischer Politiker
- Adachi, Kiyoshi (* 1914), japanischer Stabhochspringer
- Adachi, Mami (* 1996), japanische Tennisspielerin
- Adachi, Mineichirō (1870–1934), japanischer Jurist und Präsident des Ständigen Internationalen Gerichtshofs
- Adachi, Mitsuru (* 1951), japanischer Manga-Zeichner
- Adachi, Miyuki (* 1960), japanische Squashspielerin
- Adachi, Motohiko (* 1940), japanischer Komponist
- Adachi, Ryō (* 1969), japanischer Fußballspieler
- Adachi, Tadashi (1883–1973), japanischer Unternehmer
- Adachi, Tomoya (* 1985), japanischer Marathonläufer
- Adachi, Tsubasa (* 2000), japanischer Fußballspieler
- Adachi, Tsutomu (1947–2004), japanischer Manga-Zeichner
- Adachi, Yositaka, palauischer Politiker
- Adachi, Yūsuke (* 1961), japanischer Fußballspieler
- Adachi, Yūto (* 2000), japanischer Dreispringer

### Adad
- Adad-apla-iddina, König von Babylon
- Adad-happe (650 v. Chr.–546 v. Chr.), Mutter des babylonischen Königs Nabu-na'id
- Adad-nirari I., assyrischer König der 5. Dynastie
- Adad-nirari II., assyrischer König
- Adad-nīrārī III., König von Assyrien
- Adad-sululi, altassyrischer Kaufmann
- Adad-šuma-iddina, kassitischer König von Babylon
- Adad-šuma-uṣur, 32. König der kassitischen Dynastie von Babylon (Königsliste A)
- Adad-šuma-uṣur, Schreiber, Gelehrter

### Adae
- Adae, Fritz (1875–1967), deutscher hoher Verwaltungsbeamter in Württemberg und im Deutschen Reich
- Adae, Joerg (* 1943), deutscher Schauspieler und Hörspielsprecher

### Adaf
- Adaf, Shimon (* 1972), israelischer Schriftsteller

### Adag
- Adagamow, Rustem Rinatowitsch (* 1961), russischer Blogger

### Adai
- Adaïewsky, Ella (1846–1926), russische Pianistin und Komponistin
- Adaios, griechischer Epigrammdichter
- Adaios Alektryon († 353 v. Chr.), makedonischer Offizier
- Adaios von Mytilene, griechischer Kunstschriftsteller
- Adair, Alex, britischer DJ
- Adair, Alice (* 1966), US-amerikanische Schauspielerin
- Adair, Beegie (1937–2022), US-amerikanische Jazzpianistin
- Adair, Brandon (* 1985), US-amerikanischer Basketballschiedsrichter und -spieler
- Adair, Charles Wallace, junior (1914–2006), US-amerikanischer Diplomat
- Adair, Craig (* 1963), neuseeländischer Radrennfahrer
- Adair, Daniel (* 1975), kanadischer SchlagzeugerDaniel Adair (* 1975)

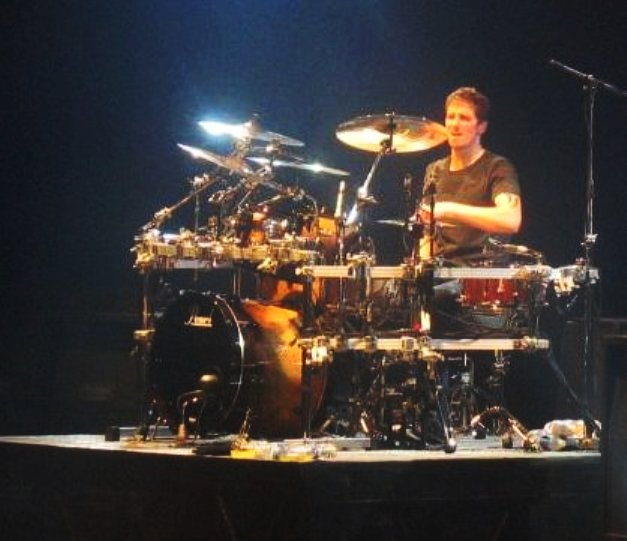
Daniel Adair (* 1975)

- Adair, Deborah (* 1952), US-amerikanische Schauspielerin
- Adair, Deborah (* 1966), amerikanische Tontechnikerin
- Adair, E. Ross (1907–1983), US-amerikanischer Politiker
- Adair, Ellen (* 1988), US-amerikanische Schauspielerin und Schriftstellerin
- Adair, Erin Saoirse (* 1991), kanadische Folkmusikerin
- Adair, Gilbert (1944–2011), schottischer Schriftsteller, Filmkritiker und Kolumnist
- Adair, Hugh R. (1889–1971), US-amerikanischer Jurist und Politiker
- Adair, J. Leroy (1887–1956), US-amerikanischer Jurist und Politiker
- Adair, James, irischer Händler und Indianerkenner
- Adair, James (1909–1999), US-amerikanischer Violinist, Dirigent, Hochschullehrer, Musikpädagoge und Komponist
- Adair, Jean (1873–1953), kanadische SchauspielerinJean Adair (1873–1953)

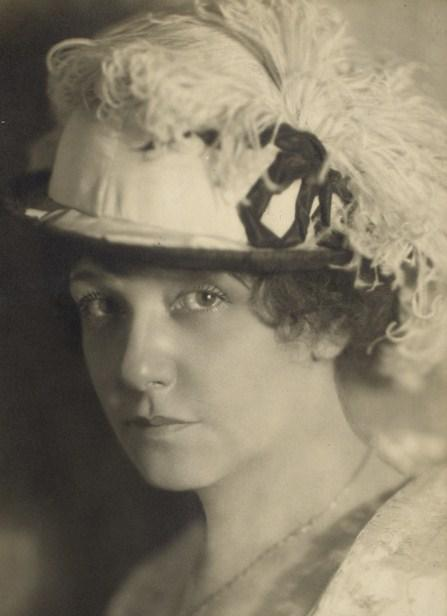
Jean Adair (1873–1953)

- Adair, John (1757–1840), britisch-amerikanischer Politiker und Gouverneur von Kentucky (1820–1824)
- Adair, John A. M. (1864–1938), US-amerikanischer Politiker
- Adair, John Eric (* 1934), britischer Ausbilder in Leadership
- Adair, Mark (* 1996), englischer Cricketspieler
- Adair, Mildred (1895–1943), US-amerikanische Pianistin, Organistin, Musikpädagogin und Komponistin
- Adair, Molly (1905–1990), britische Schauspielerin
- Adair, Paul Neal (1915–2004), US-amerikanischer Feuerwehrmann und UnternehmerPaul Neal Adair (1915–2004)

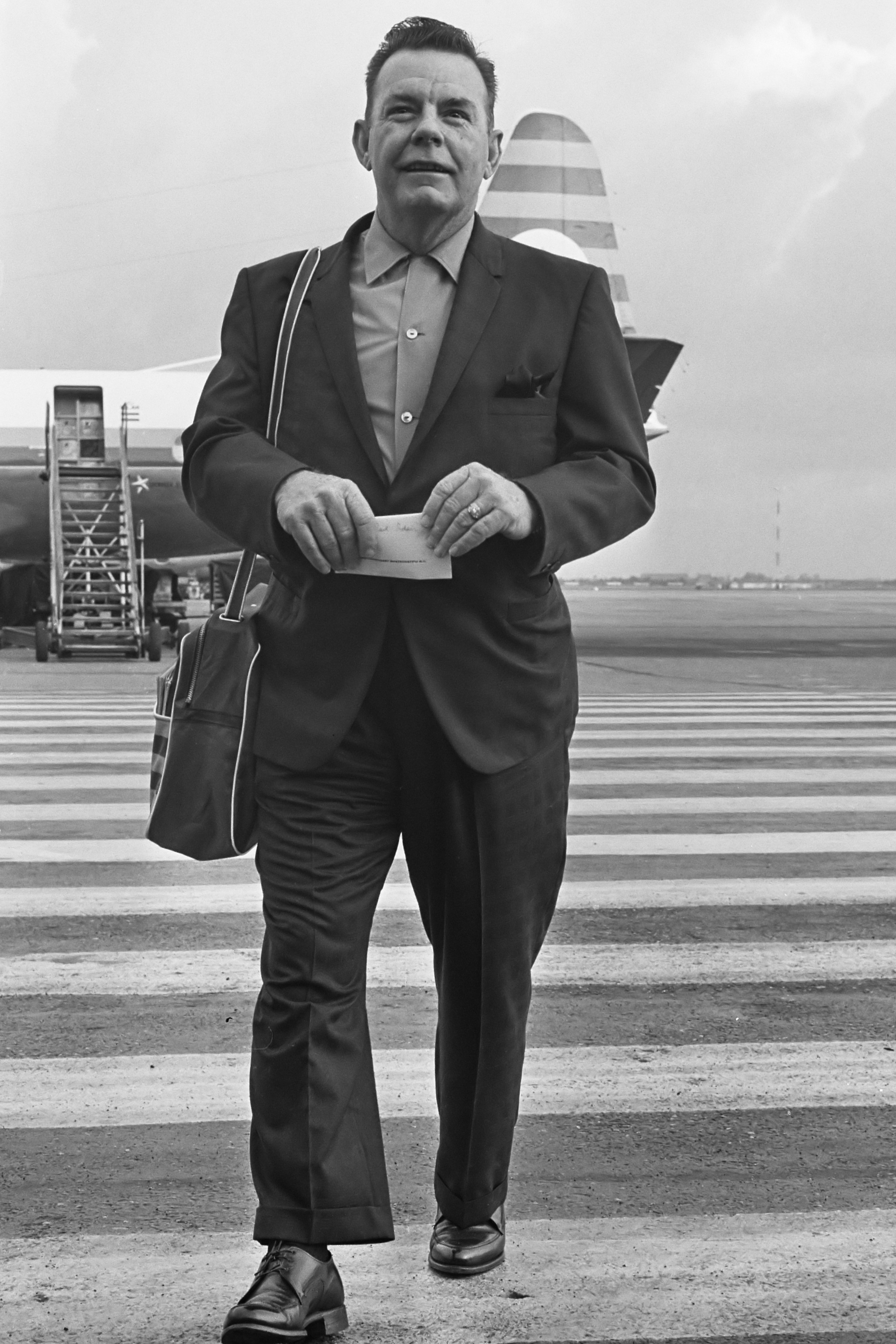
Paul Neal Adair (1915–2004)

- Adair, Robert (1763–1855), britischer Diplomat
- Adair, Robert K. (1924–2020), US-amerikanischer Physiker
- Adair, Ross (* 1994), englischer Cricketspieler
- Adair, Sandra (* 1952), US-amerikanische Filmeditorin
- Adair, Tom (1913–1988), amerikanischer Liedtexter, Drehbuchautor und Komponist
- Adair, William (1850–1931), Offizier der Royal Marines und Ulster Unionist

### Adaj
- Adaji, Anthony Ademu (* 1964), nigerianischer Ordensgeistlicher, Bischof von Idah

### Adak
- Adåker, Ulf (* 1945), schwedischer Jazzmusiker (Trompete, Komposition, Arrangements)
- Adaksina, Swetlana Borissowna (* 1960), sowjetisch-russische Mittelalterarchäologin
- Adaktusson, Lars (* 1955), schwedischer Journalist und Politiker (Kristdemokraterna), MdEP

### Adal
- Adala von Bayern, Pfalzgräfin von Bayern sowie Gräfin im Chiemgau
- Adala, Alice (* 1949), kenianische Sprinterin
- Adalar, Gefährte des heiligen Bonifatius, Bischof von Erfurt
- Adalbald II. († 1026), Bischof von Utrecht
- Adalbald von Ostrevant, fränkischer Adeliger und Heiliger
- Adalberg, Samuel (1868–1939), polnischer Literaturhistoriker und Sprachwissenschaftler
- Adalbero, Bischof von Basel
- Adalbero († 982), Pfalzgraf von Sachsen, Graf im Hessen- und Liesgau und Vogt des Klosters Hilwartshausen
- Adalbero († 1082), Traungauer Graf
- Adalbero I. von Bar († 962), Bischof von Metz
- Adalbero II. († 1025), Bischof von Basel
- Adalbero II. († 1005), Bischof von Verdun und Metz
- Adalbero II. von Ebersberg († 1045), Graf von Ebersberg (1029–1045)
- Adalbero III. († 1137), Abt von Prüm und Bischof in Basel
- Adalbero III. von Luxemburg († 1072), Bischof von Metz
- Adalbero von Augsburg († 909), Bischof von Augsburg
- Adalbero von Bremen († 1148), Erzbischof von Hamburg
- Adalbero von Eppenstein († 1057), Bischof von Bamberg
- Adalbero von Eppenstein († 1039), Herzog von Kärnten, Markgraf von Verona
- Adalbero von Laon († 1030), französischer Geistlicher, Bischof von Laon
- Adalbero von Luxemburg, Propst
- Adalbero von Reims († 989), Erzbischof von Reims
- Adalbero von Würzburg († 1090), Bischof von Würzburg und Graf von Lambach-WelsAdalbero von Würzburg († 1090)

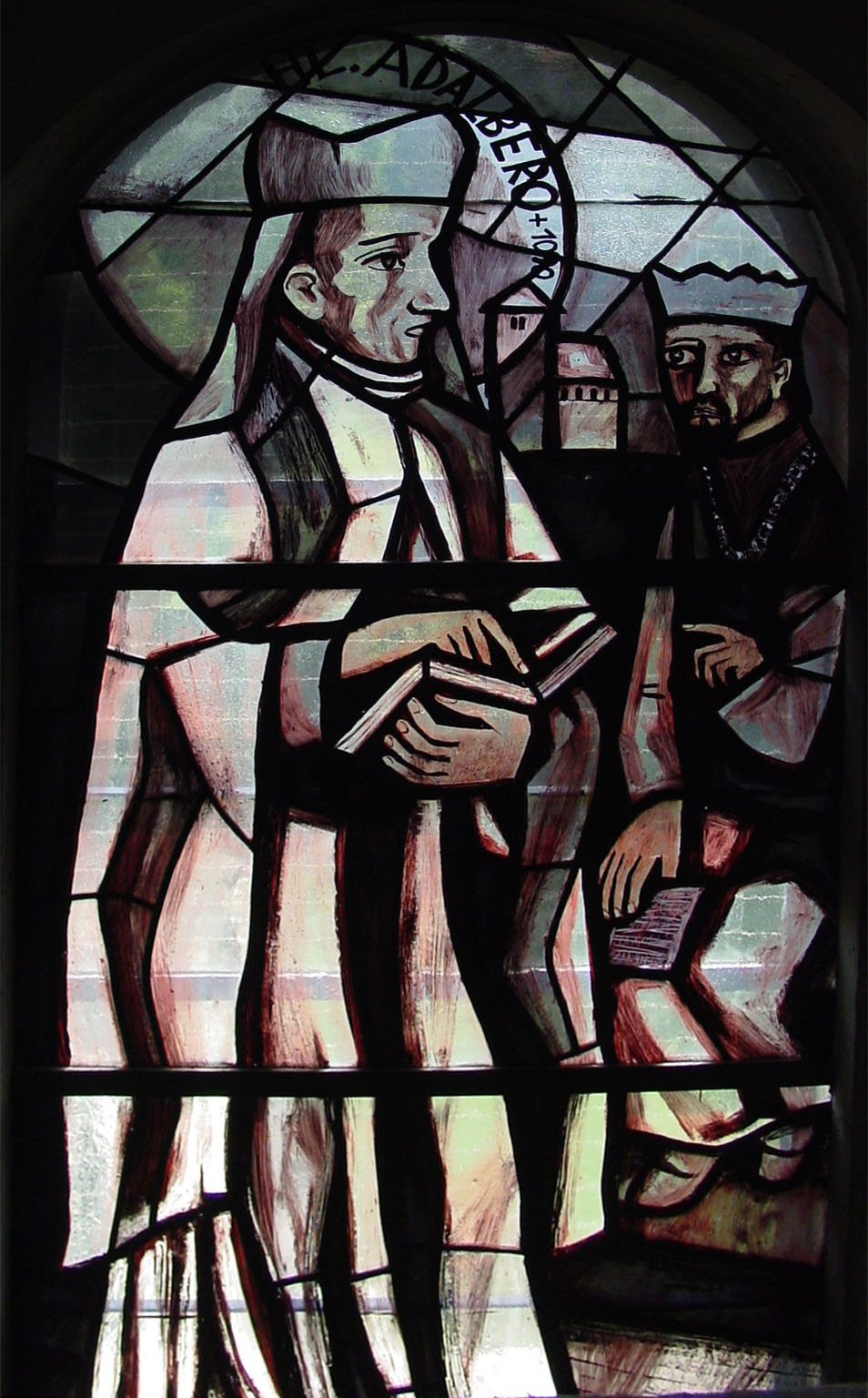
Adalbero von Würzburg († 1090)

- Adalbert († 723), Herzog im Elsass
- Adalbert (1000–1048), Herzog (Oberlothringen)
- Adalbert Atto von Canossa († 988), Markgraf, Graf von Canossa
- Adalbert der Siegreiche († 1055), Markgraf von Österreich
- Adalbert Guggomos (1641–1694), römisch-katholischer Geistlicher
- Adalbert Hettich von Heatingen, deutscher Adeliger
- Adalbert I., Erzbischof von Salzburg
- Adalbert I., Markgraf von Tuszien
- Adalbert I., Herrscher von Burgund
- Adalbert I. († 987), Graf von Vermandois
- Adalbert I. († 1070), Benediktiner, Bischof von Worms, Bruder des deutschen Gegenkönigs Rudolf von Rheinfelden
- Adalbert I., Herzog von Teck
- Adalbert I. von Saarbrücken († 1137), Kanzler Heinrichs V. und Erzbischof von Mainz (1111–1137)Adalbert I. von Saarbrücken († 1137)

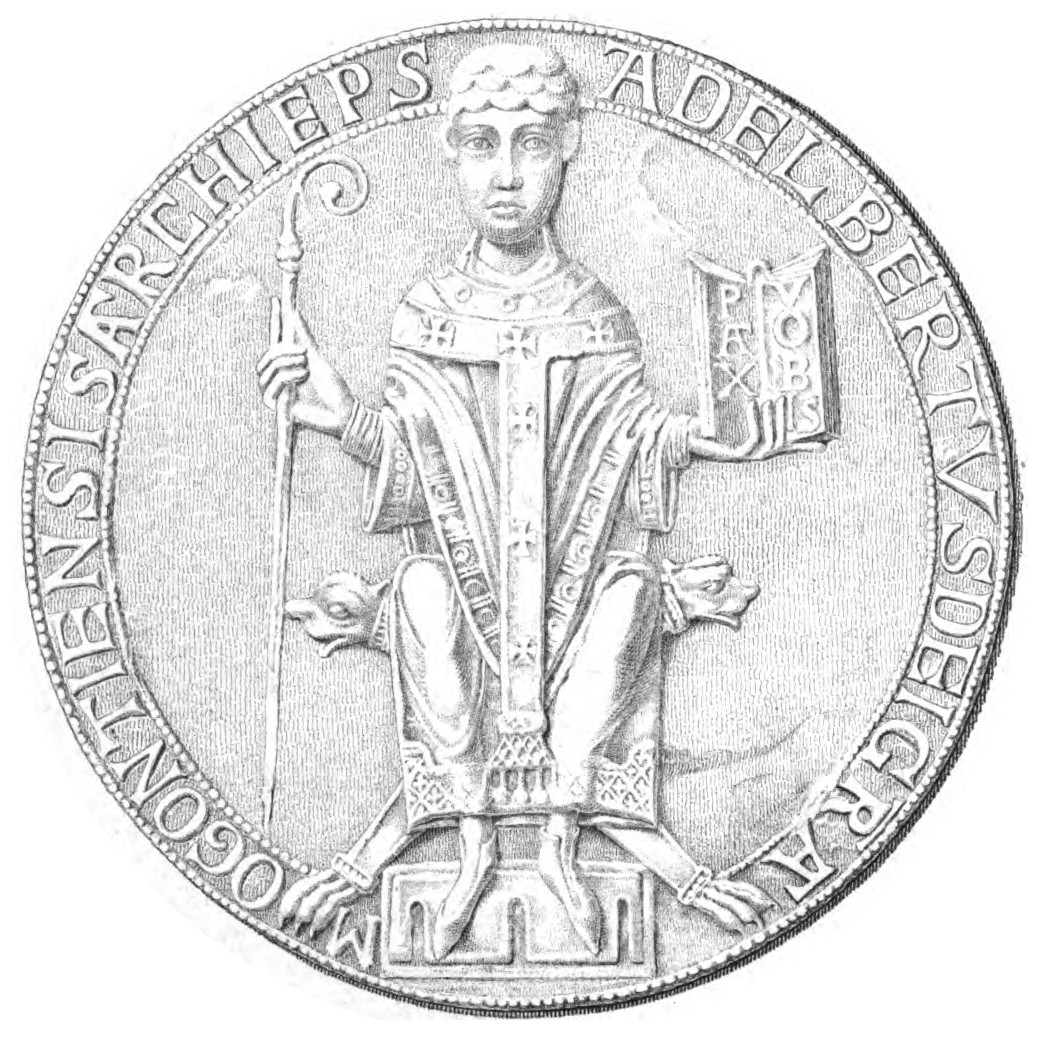
Adalbert I. von Saarbrücken († 1137)

- Adalbert I. von Winterthur († 1030), Graf von Winterthur
- Adalbert II., Graf
- Adalbert II. († 915), Markgraf von Tuszien, Graf und Herzog von Lucca
- Adalbert II., Herzog von Teck
- Adalbert II. († 935), Erzbischof von Salzburg
- Adalbert II. († 971), Markgraf von Ivrea und Mitkönig in Italien
- Adalbert II. († 1080), Graf von Ballenstedt
- Adalbert II. († 1107), Adliger, Bischof von Worms
- Adalbert II. von Saarbrücken († 1141), Erzbischof von Mainz (1138–1141)
- Adalbert II. von Winterthur († 1053), Graf von Winterthur
- Adalbert III. von Böhmen (1145–1200), Erzbischof von Salzburg
- Adalbert IV. von Calw, Graf von Calw, Graf von Löwenstein
- Adalbert von Aschersleben, Graf von Aschersleben aus dem Geschlecht der Askanier
- Adalbert von Babenberg (854–906), fränkischer Graf
- Adalbert von Ballenstedt, Graf von Ballenstedt, Vogt von Hagenrode und Nienburg
- Adalbert von Bayern († 1144), Abt von Corvey
- Adalbert von Bayern (1828–1875), Prinz von Bayern und Erbprinz von Griechenland
- Adalbert von Bremen († 1072), Erzbischof von Hamburg und Bremen
- Adalbert von Entringen, adliger Herr in Entringen, erster Besitzer von Hohenentringen
- Adalbert von Magdeburg († 981), deutscher Erzbischof, Heiliger und Geschichtsschreiber
- Adalbert von Minden, Bischof von Minden
- Adalbert von Mörsberg, Vogt der Klöster Allerheiligen in Schaffhausen und Schwabenheim bei Kreuznach, Graf von Dill
- Adalbert von Oberalteich (1239–1311), deutscher Benediktinermönch
- Adalbert von Passau († 970), 17. Bischof von Passau (946–970)
- Adalbert von Pommern, erster Bischof von Pommern
- Adalbert von Prag († 997), katholischer Glaubensbote in Ungarn und bei den Pruzzen, Bischof von Prag, Erzbischof von Gnesen und MärtyrerAdalbert von Prag († 997)

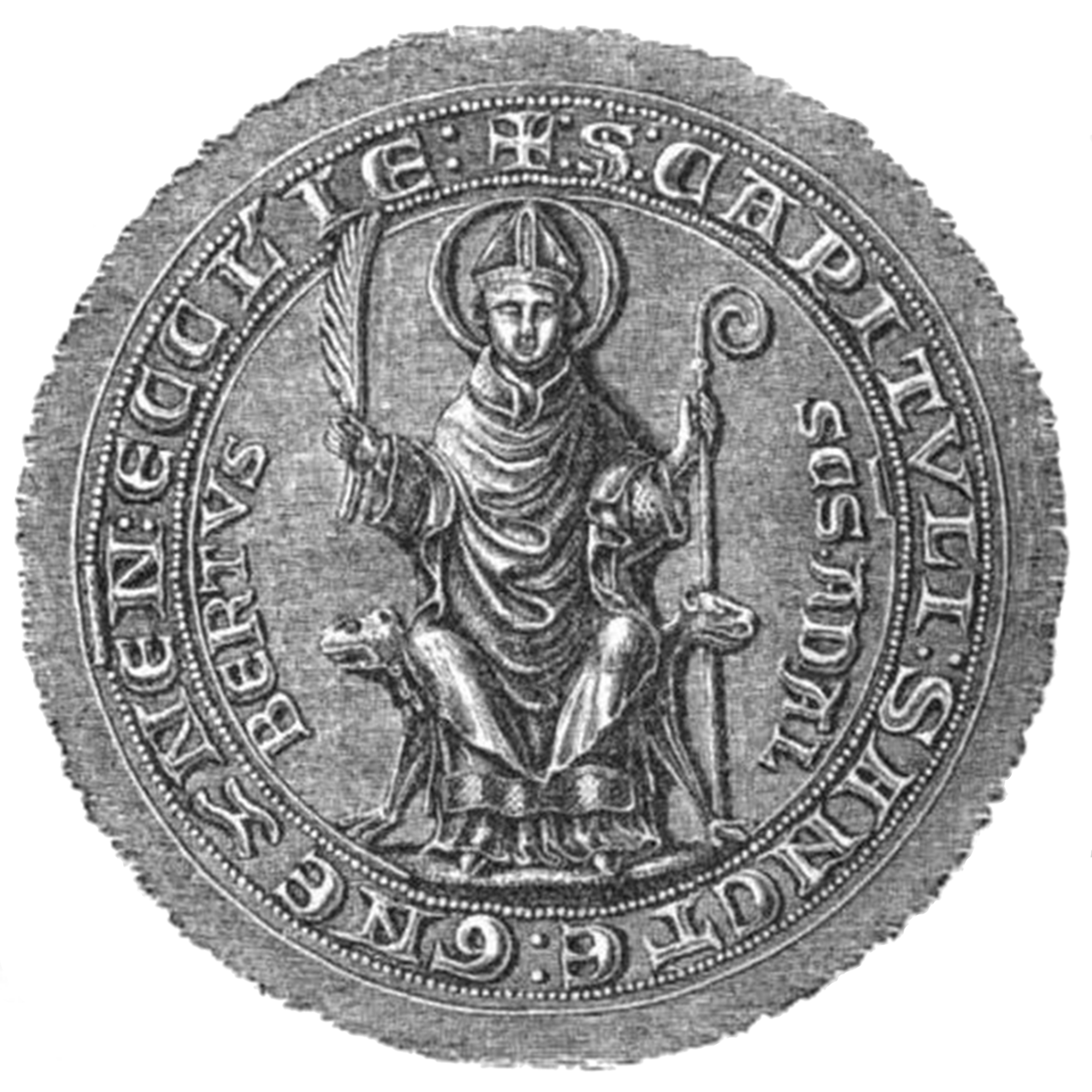
Adalbert von Prag († 997)

- Adalbert von Preußen (1811–1873), preußischer Prinz
- Adalbert von Sachsen (1467–1484), Administrator von Mainz (1482–1484)
- Adalbert von Saffenberg, Graf von Saffenburg und Nörvenich; Vogt von Klosterrath und der Abtei Kornelimünster
- Adalbert von Tegernsee, Heiliger des Mittelalters, Gründer und Abt von Tegernsee
- Adalbert, Max (1874–1933), deutscher Theater- und FilmschauspielerMax Adalbert (1874–1933)

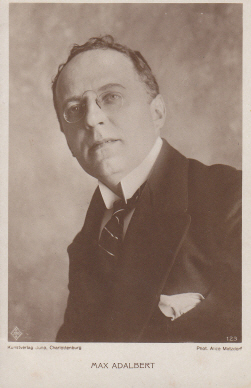
Max Adalbert (1874–1933)

- Adalbertus Samaritanus, Erster Autor der Ars dictandi
- Adalbrand von Bremen († 1043), Erzbischof von Bremen-Hamburg und Politiker
- Adaldag († 988), Mönch des Benediktiner-Ordens und Erzbischof von Hamburg-Bremen
- Adalgar († 876), Abt von Corvey (856–876)
- Adalgar († 909), Erzbischof von Hamburg-Bremen (888–909)
- Adalgisel Grimo, Diakon und Mitglied des austrasischen Adels
- Adalgisio Pitbull (* 1989), brasilianischer Fußballspieler
- Adalgisus, Priester und Heiliger der katholischen Kirche
- Adalgod von Osterburg († 1119), Graf von Veltheim und 1107 Erzbischof von Magdeburg
- Adalgot von Veltheim, Stammvater der Edelherren von Veltheim
- Adalgott († 1160), Bischof von Chur
- Adalhard, Seneschall des Kaisers Ludwig des Frommen und der Kaiserin Judith
- Adalhard († 903), Mitglied des fränkischen Geschlechtes der Babenberger
- Adalhard († 826), Abt von Corbie
- Adalhard († 890), westfränkischer Pfalzgraf und Graf von Paris
- Adalhard II. von Metz, Graf im Moselgau
- Adalhard von Burc, Laienabt von Cysoing
- Adalhelm († 892), Graf von Troyes
- Adalhelm († 932), Graf von Arras, Laienabt von Saint-Vaast in Arras
- Adalı, Handan (1922–1993), türkische Schauspielerin
- Adalid y Gurréa, Marcial del (1826–1881), spanisch-galicischer Pianist und Komponist der Romantik
- Adalis, Adelina (1900–1969), sowjetische Dichterin, Schriftstellerin und Übersetzerin
- Adaloald (602–626), König der Langobarden
- Adaloglou, Magdalini (* 1999), griechische Tennisspielerin
- Adalolf († 933), Graf von Boulogne
- Adalpertus, deutscher Benediktinermönch, Buchmaler
- Adalram, römisch-katholischer Bischof
- Adalram von Waldeck († 1182), Gründer des Stiftes Seckau
- Adalrich, Einsiedler auf der Insel Ufnau und Heiliger
- Adalrich († 663), burgundischer Adliger und Herzog
- Aðalsteinn Aðalsteinsson (* 1962), isländischer Fußballspieler
- Aðalsteinn Eyjólfsson (* 1977), isländischer Handballtrainer
- Adalung, Bischof von Eichstätt
- Adalung († 837), Abt des Klosters Lorsch, Abt von Saint-Vaast in Arras
- Adalward († 933), Bischof von Verden
- Adalwin († 816), Bischof von Regensburg
- Adalwin († 873), Erzbischof von Salzburg
- Adalwinus, Bischof von Basel

### Adam
- Adam, Woiwode von Sandomierz und Kastellan von Krakau
- Adam († 1222), schottischer Geistlicher
- Adam († 1596), polnischer Maler

##### Adam A
- Adam Asayut (* 1988), thailändischer Fußballspieler
- Adam aus Krakau, polnischer Maler
- Adam aus Wilna († 1517), polnischer Maler

##### Adam D
- Adam d’Ambergau, deutscher Buchdrucker
- Adam de Aróstegui, María de las Mercedes (1873–1957), kubanische Komponistin und Pianistin
- Adam de la Halle, französischer Trouvère
- Adam de Villebéon († 1235), Herr von Villebon, Großkammerherr von Frankreich

##### Adam F
- Adam Fitz William († 1238), englischer Ritter und Richter
- Adam FitzRoy, unehelicher Sohn von König Eduard II. von England
- Adam Franz Karl (1680–1732), österreichischer ObersthofmarschallAdam Franz Karl (1680–1732)

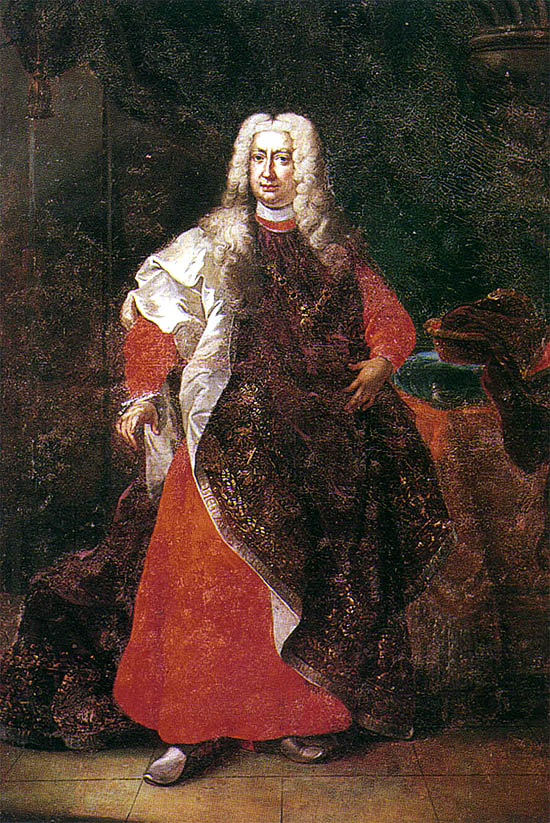
Adam Franz Karl (1680–1732)

##### Adam I
- Adam i Baiges, Rafael (1886–1952), spanisch-katalanischer Komponist
- Adam I., Herr von Bethsan
- Adam I. de Beaumont († 1191), Herr von Beaumont-en-Gâtinais, Großkämmerer von Frankreich
- Adam I. von Neuhaus (1494–1531), böhmischer Adliger und Oberstkanzler von Böhmen
- Adam II., Herr von Bethsan
- Adam II. von Neuhaus (1546–1596), böhmischer Adliger, Oberstkanzler von Böhmen und Prager Burggraf
- Adam III., Herr von Bethsan
- Adam Ilić, Maja (* 1979), serbische Volleyballspielerin

##### Adam L
- Adam Lassamano (* 1997), thailändischer Fußballspieler

##### Adam O
- Adam of Darlington († 1296), schottischer Geistlicher
- Adam of Kilconquhar († 1271), schottischer Adliger

##### Adam P
- Adam Parvipontanus, englischer Logiker und Philosoph

##### Adam V
- Adam von Adelon, Herr von Adelon
- Adam von Bochinia († 1514), polnischer Arzt und Humanist
- Adam von Bremen, Bremer Kleriker und Theologe
- Adam von Ebrach († 1167), deutscher Mönch und Abt
- Adam von Fulda († 1505), deutscher Komponist und Musiktheoretiker
- Adam von Köln, deutscher Autor
- Adam von Perseigne († 1221), französischer Zisterzienser-Abt und Theologe
- Adam von Rottweil, Buchdrucker
- Adam von St. Viktor († 1146), Dichter und Komponist
- Adam von Württemberg (1792–1847), Prinz von Württemberg, General der Kavallerie

##### Adam W
- Adam Wenzel (1574–1617), Herzog von Teschen (1579–1617)

##### Adam Z
- Adam z Veleslavína, Daniel (1546–1599), böhmischer Schriftsteller und Verleger, Mitglied der Unität der Böhmischen Brüder
- Adam z Wągrowca († 1629), polnischer Organist, Komponist und Zisterziensermönch

#### Adam,
- Adam, 2. Earl of Angus, schottischer Adeliger
- Adam, Adela Marion (1866–1944), britische Altphilologin
- Adam, Adolf (1912–2005), römisch-katholischer Geistlicher
- Adam, Adolf (1918–2004), österreichischer Statistiker und Informatiker
- Adam, Adolphe (1803–1856), französischer Opern- und BallettkomponistAdolphe Adam (1803–1856)

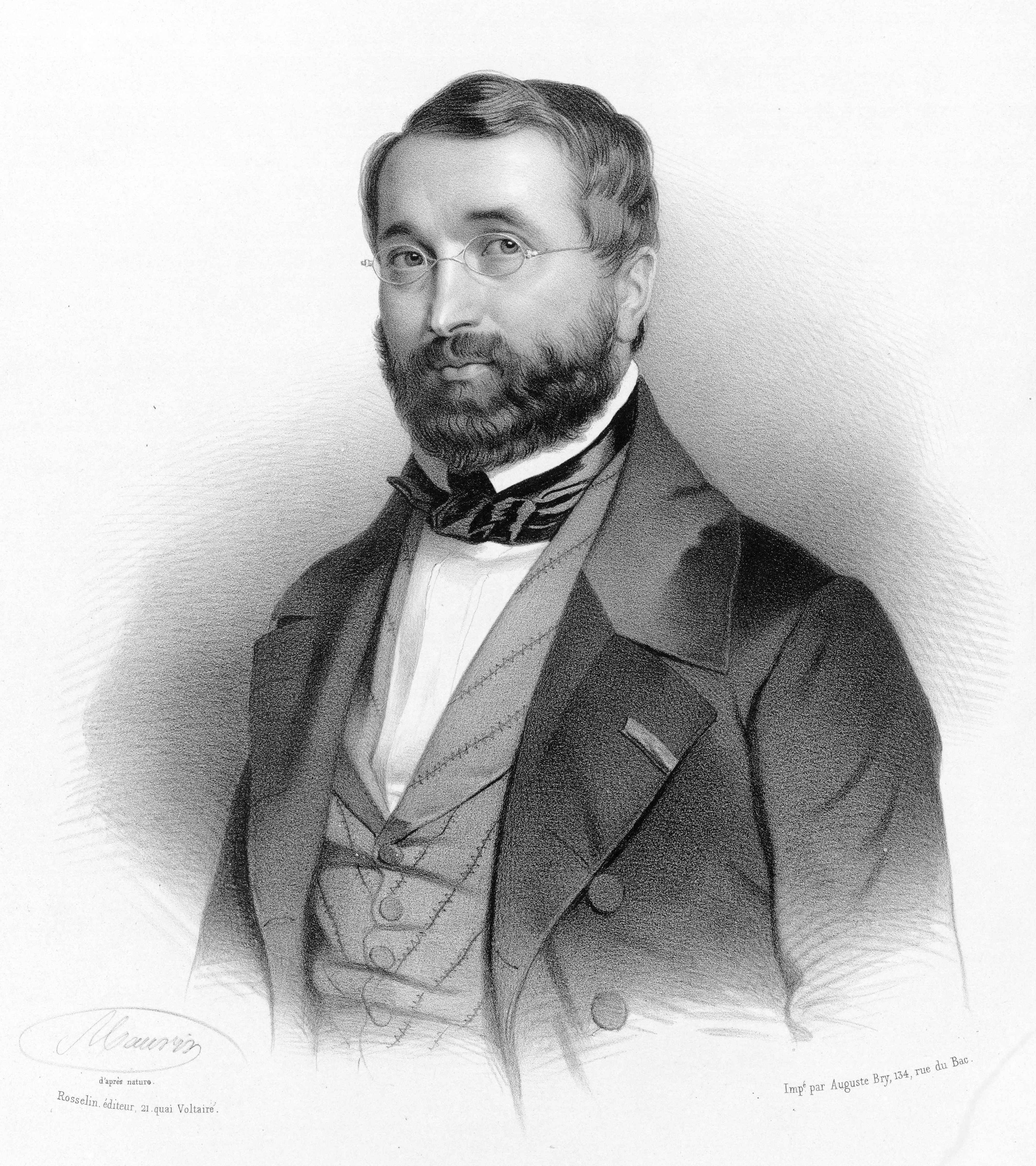
Adolphe Adam (1803–1856)

- Adam, Adriana (* 1999), rumänische Ruderin
- Adam, Ahmed (* 1966), sudanesischer Langstreckenläufer
- Adam, Albert Eugen (1855–1921), deutscher Bibliothekar
- Adam, Albrecht (1786–1862), deutscher Schlachtenmaler
- Adam, Alexander (1853–1917), badischer Komponist und Chorleiter
- Adam, Alfons (1944–2021), österreichischer Rechtsanwalt und Politiker
- Adam, Alfred (1888–1956), deutscher Humanmediziner, Arzt für Kinderheilkunde
- Adam, Alfred (1899–1975), deutscher evangelischer Theologe und Hochschullehrer für Kirchengeschichte
- Adam, Alfred (1905–1966), deutscher Lehrer, Naturschützer und Botaniker
- Adam, Alfred (1908–1982), französischer Schauspieler und Drehbuchautor
- Adam, Aloys Joseph (1763–1825), deutscher Jurist
- Adam, Amal (* 1981), ägyptische Bogenschützin
- Adam, Anastasius (1795–1848), Schweizer Geistlicher
- Adam, André (1911–1991), französischer Soziologe und Ethnologe
- Adam, André (1936–2016), belgischer Diplomat
- Adam, Andreas (1699–1746), deutscher Architekt
- Adam, Anna (* 1963), deutsche Malerin, Bühnenbildnerin, Diplompädagogin und Ausstellungsgestalterin
- Adam, Antoine (1899–1980), französischer Romanist und Literarhistoriker
- Adam, Anton (1908–1944), banatschwäbischer römisch-katholischer Geistlicher und Märtyrer
- Adam, Any (* 2000), deutsche Fußballspielerin
- Adam, August (1888–1965), deutscher katholischer Priester und Theologe
- Adam, August Wilhelm Theodor (1833–1886), deutscher Kapellmeister
- Adam, Ayishetu (* 1962), ghanaische Sprinterin
- Adam, Baki (* 1962), türkischer Schriftsteller und islamischer Geistlicher
- Adam, Barbara (* 1945), britische Sozialwissenschaftlerin
- Adam, Barry (* 1952), kanadischer Soziologe, AIDS-Aktivist und Autor
- Adam, Bashir (* 1987), deutscher Taekwondoin
- Adam, Beles (* 1944), deutsche Schauspielerin
- Adam, Benno (1812–1892), deutscher Tiermaler
- Adam, Bidwell (1894–1982), US-amerikanischer Politiker
- Adam, Bill (* 1946), kanadischer Autorennfahrer
- Adam, Birgit (* 1971), deutsche Lektorin und Sachbuch-Autorin
- Adam, Bob (* 1968), luxemburgischer Basketballspieler und -trainer
- Adam, Bora (* 2001), österreichischer Fußballspieler
- Adam, Brian (1948–2013), schottischer Politiker
- Adam, Bruder (1898–1996), deutscher Imker der Neuzeit und Züchter der Buckfast-BieneBruder Adam (1898–1996)

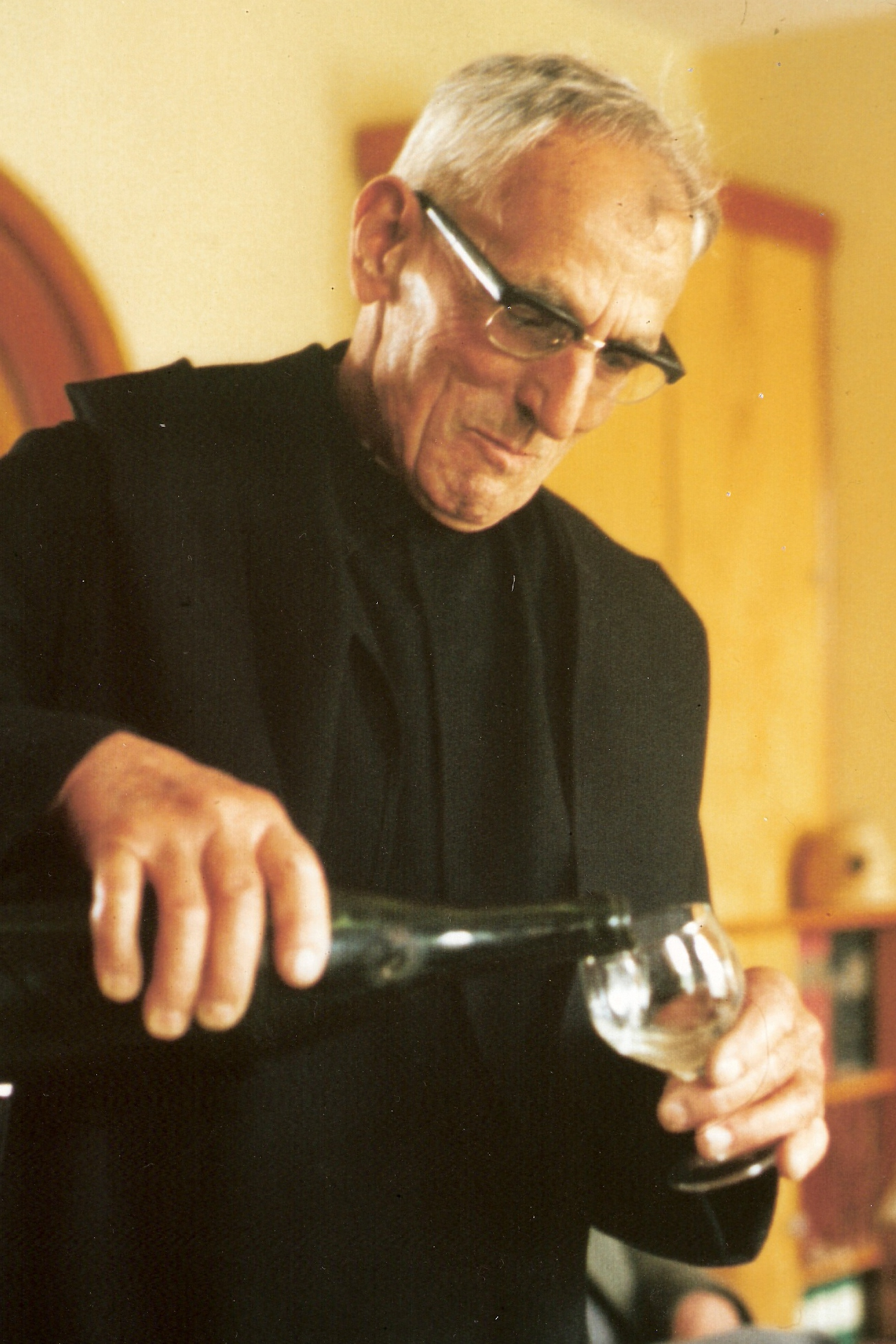
Bruder Adam (1898–1996)

- Adam, Bruno (1846–1918), deutscher Architekt
- Adam, Carl Ferdinand (1806–1868), deutscher Musikpädagoge, Kantor, Chorleiter und Komponist
- Adam, Charles (1780–1853), britischer Admiral, Mitglied des House of Commons und Erster Seelord
- Adam, Charles (1848–1917), elsässischer Lokalpolitiker, Bürgermeister und Landesausschussmitglied
- Adam, Charlie (* 1985), schottischer Fußballspieler und -trainer
- Adam, Christian (1941–2021), deutscher Künstler
- Adam, Christian (* 1966), deutscher Fotograf und Germanist
- Adam, Christian (* 1983), deutscher Fußballspieler
- Adam, Claude (* 1958), luxemburgischer Politiker
- Adam, Claus (1917–1983), US-amerikanischer Violoncellist, Musikpädagoge und Komponist österreichischer Herkunft
- Adam, Curt (1875–1941), deutscher Ophthalmologe
- Adam, David (1936–2020), britischer anglikanischer Geistlicher und Autor
- Adam, Dieter (* 1935), deutscher Mediziner
- Adam, Dieter (1941–2019), deutscher Autor und Musiker
- Adam, Dietrich (1953–2020), deutscher SchauspielerDietrich Adam (1953–2020)

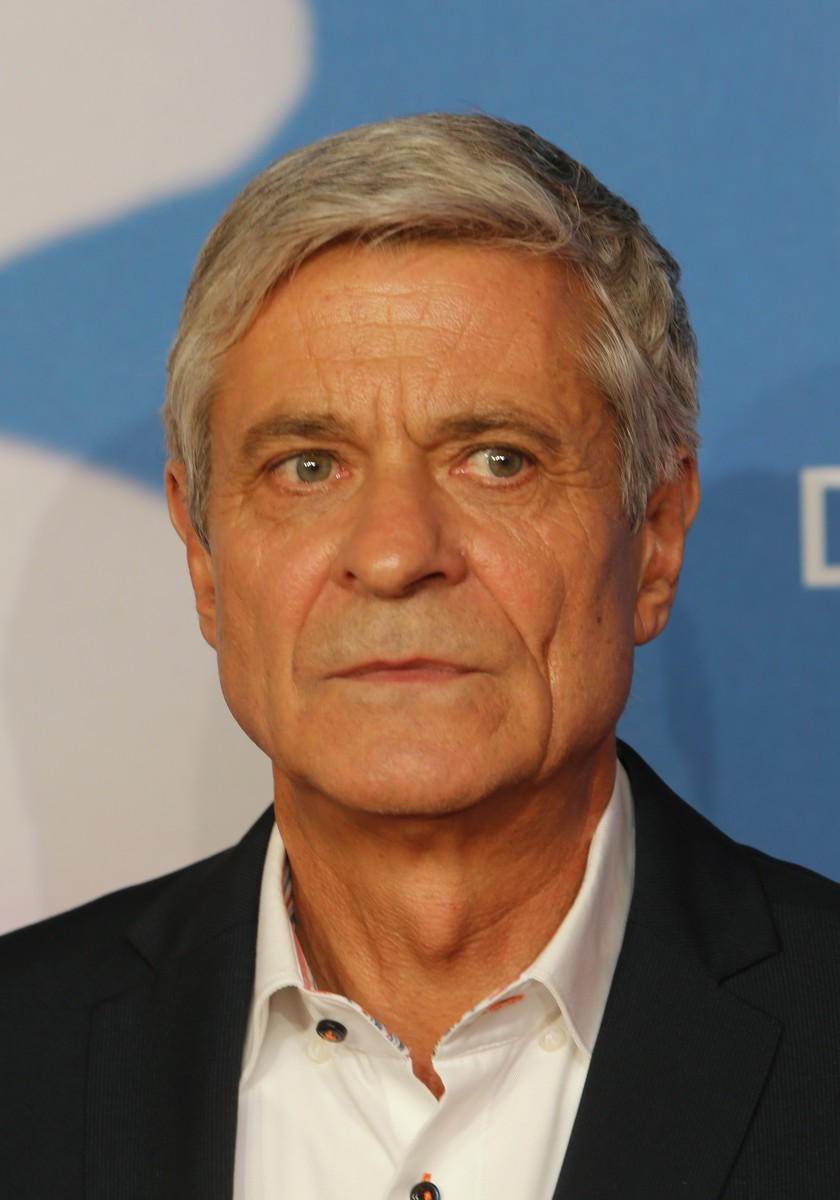
Dietrich Adam (1953–2020)

- Adam, Edmond (1889–1918), französischer Schriftsteller
- Adam, Edmund (1894–1958), deutscher Fernschachspieler
- Adam, Edouard (1911–1944), belgischer römisch-katholischer Geistlicher und Märtyrer
- Adam, Emil (1843–1924), deutscher Maler
- Adam, Emil (1859–1918), österreichischer Keramiker und Hochschullehrer
- Adam, Engelbert (1850–1919), Schauspieler und Schriftsteller
- Adam, Éric (* 1966), belgischer Comicautor
- Adam, Ernest (1868–1926), polnischer Bankier und Politiker
- Adam, Ernst (1879–1919), deutscher Schriftsteller
- Adam, Ernst (1884–1955), deutscher römisch-katholischer Priester
- Adam, Ernst (1898–1971), deutsch-britischer Journalist
- Adam, Euchar (1748–1830), Domdechant in Eichstätt
- Adam, Eugen (1817–1880), deutscher Schlachtenmaler
- Adam, Felix (1884–1967), deutscher Mandolinist, Zitherspieler, Gitarrist, Instrumentallehrer und Arrangeur
- Adam, François Gaspard (1710–1761), französischer Bildhauer
- Adam, François-Nestor (1903–1990), italienisch-schweizerischer Priester, Bischof von Sitten
- Adam, Franz (1815–1886), deutscher Schlachten- und Pferdemaler sowie Lithograf
- Adam, Franz (1885–1954), deutscher Dirigent, Kapellmeister und Komponist
- Adam, Frédéric (1904–1984), französischer Organist, Komponist, Dirigent und Operndirektor
- Adam, Frédéric (* 1973), französischer Fußballspieler
- Adam, Frederick (1781–1853), britischer Offizier und Kolonialgouverneur
- Adam, Frieda (1919–2013), deutsche Gerechte unter den Völkern
- Adam, Fritz (1889–1945), deutscher Politiker (NSDAP), MdR, MdLFritz Adam (1889–1945)

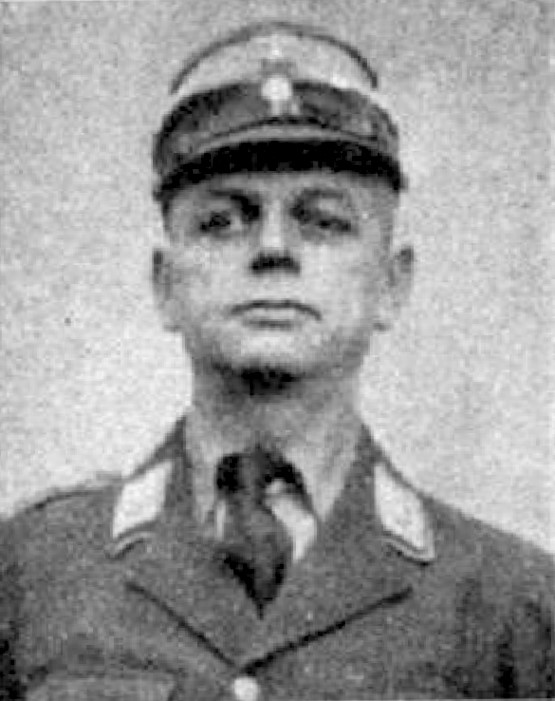
Fritz Adam (1889–1945)

- Adam, Fritz (* 1906), deutscher Journalist und Dichter
- Adam, Georg († 1823), deutscher Kupferstecher und Maler
- Adam, George (* 1969), schottischer Politiker
- Adam, Gerhard (* 1959), deutscher Radiologe
- Adam, Gerold (1933–1996), deutscher Biophysiker
- Adam, Gordon (1915–1992), US-amerikanischer Ruderer
- Adam, Gordon (* 1934), britischer Politiker der Labour Party, MdEP
- Adam, Gottfried (* 1939), deutscher evangelischer Theologe
- Adam, Günter (1932–2019), deutscher Chemiker und Hochschullehrer
- Adam, Günther (* 1927), deutscher Fußballspieler
- Adam, Gustav (* 1917), deutscher Fußballspieler
- Adam, Hans, deutscher Fußballspieler
- Adam, Hans († 1675), deutscher Scharfrichter
- Adam, Hans (1883–1948), deutscher Marineoffizier und U-Boot-Kommandant im Ersten WeltkriegHans Adam (1883–1948)

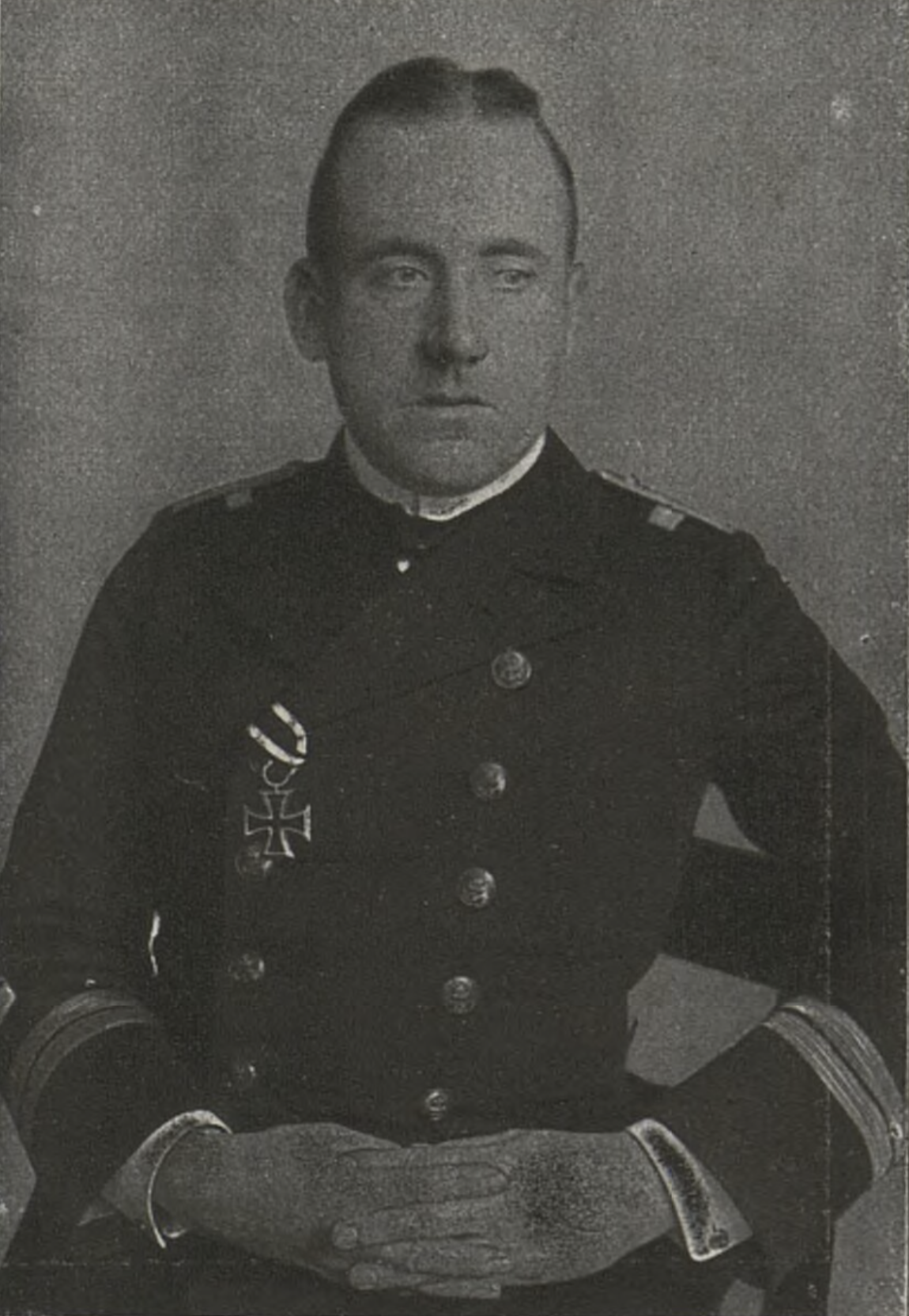
Hans Adam (1883–1948)

- Adam, Hans (1886–1917), bayerischer Offizier der Fliegertruppe mit 21 bestätigte Abschüsse im Ersten Weltkrieg
- Adam, Hans (1894–1942), deutscher Arbeiter und Widerständler gegen den Nationalsozialismus
- Adam, Hans Heinrich (1919–2007), deutscher Kunstmaler
- Adam, Hans Karl (1915–2000), deutscher Fernsehkoch
- Adam, Hansgünther (1924–2015), deutscher Journalist
- Adam, Harry (* 1923), deutscher Fußballspieler
- Adam, Heinrich (1787–1862), deutscher Radierer und Landschaftsmaler
- Adam, Heinrich (1839–1905), deutsch-österreichischer Architekt
- Adam, Helen (1909–1993), US-amerikanische Autorin und Künstlerin
- Adam, Helmut (* 1973), deutscher Barkeeper, Sachbuchautor, Unternehmer und Herausgeber
- Adam, Henri (1864–1917), französischer Landschaftsmaler und Aquarellist
- Adam, Henri-Georges (1904–1967), französischer Bildhauer und Gestalter von Bildteppichen
- Adam, Henry (* 1964), britischer Theaterautor
- Adam, Hermann (* 1948), deutscher Wirtschafts- und Politikwissenschaftler
- Adam, Horst (* 1939), sorbischer Journalist, Schriftsteller und Publizist
- Adam, Hubertus (* 1965), deutscher Kunst- und Architekturhistoriker
- Adam, Ibadulla (* 2002), maledivischer Sprinter
- Adam, Idrissa (* 1984), kamerunischer Leichtathlet
- Adam, Ines (* 1969), deutsche Fernsehmoderatorin
- Adam, Ingrid (* 1945), deutsche Geherin
- Adam, Ivo (* 1977), Schweizer Kochweltmeister und Autor
- Adam, Jacob-Sigisbert (1670–1747), französischer Bildhauer des Barock
- Adam, Jacques (1663–1735), französischer Gelehrter, Übersetzer und Mitglied der Académie française
- Adam, Jakob (1568–1618), deutscher reformierter Prediger
- Adam, Jakob (1748–1811), österreichischer Kupferstecher
- Adam, Jakob (1797–1865), Schweizer Politiker und Jurist
- Adam, Jakob Joseph (1828–1888), Schweizer Politiker
- Adam, James (1732–1794), schottischer Architekt und Möbeldesigner
- Adam, James (1860–1907), britischer Altphilologe
- Adam, Jean-Édouard (1768–1807), französischer Chemiker und Physiker
- Adam, Jean-Paul (* 1977), seychellischer Politiker und Schwimmer
- Adam, Jean-René (* 1964), deutscher Politiker (AfD)
- Ádám, Jenő (1896–1982), ungarischer Komponist, Musikpädagoge, Dirigent und Volksliedforscher
- Adam, Jiří (* 1950), tschechoslowakischer Pentathlet und Fechter
- Adam, Johann (1704–1779), deutscher Bratschist und Komponist des Barock
- Adam, Johann (1867–1936), deutscher geistlicher Inspektor und evangelischer Pfarrer
- Adam, Johann Georg (1806–1867), deutscher Organist, Kantor und Komponist
- Adam, Johann Jakob († 1791), deutscher Goldschmied
- Adam, Johannes, deutscher reformierter Pfarrer
- Adam, Johannes (* 1871), deutscher Fechter und Olympiateilnehmer
- Adam, Johannes (* 1923), deutscher Biostatistiker und KZ-Wachmann
- Adam, John (1779–1825), britischer Beamter und interimistischer Generalgouverneur von Fort William
- Adam, John (1875–1946), britischer Segler
- Adam, Jonny (* 1984), britischer Rennfahrer
- Adam, Joseph August (1817–1891), österreichischer Kapellmeister, Komponist und Tierpräparator
- Adam, Juliette (1836–1936), französische Schriftstellerin
- Adam, Julius (1821–1874), deutscher Genremaler und Lithograf
- Adam, Julius (1852–1913), deutscher Genre- und Tiermaler
- Adam, Julius (1862–1942), deutscher Arzt und Verbandsfunktionär
- Adam, Karel Petr (1906–1977), tschechoslowakischer Filmarchitekt und Schauspieler
- Adam, Karl (1849–1916), niederdeutscher Autor
- Adam, Karl (1876–1966), deutscher Theologe und Professor für Dogmatik in Tübingen
- Adam, Karl (1899–1943), deutscher Jurist und Nationalsozialist
- Adam, Karl (1912–1976), deutscher RudertrainerKarl Adam (1912–1976)

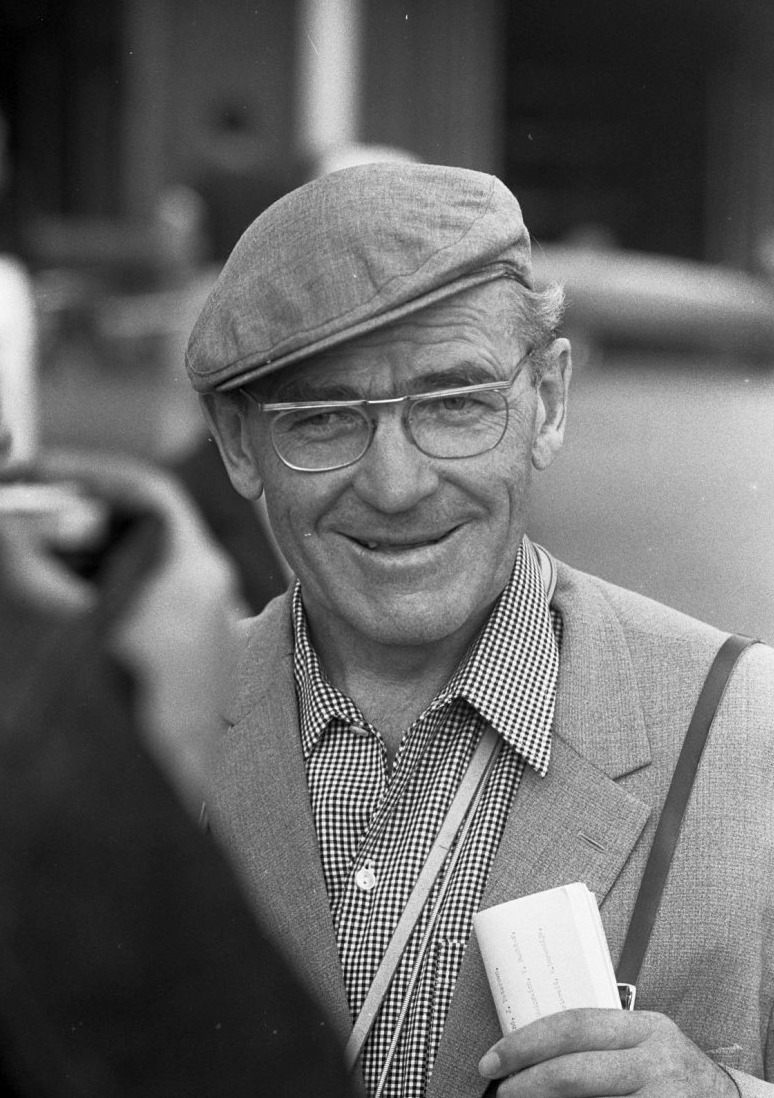
Karl Adam (1912–1976)

- Adam, Karl (1924–1999), deutscher Fußballspieler
- Adam, Karl Dietrich (1921–2012), deutscher Paläontologe
- Adam, Karl Richard (1899–1981), deutscher NSDAP-Funktionär, Abgeordneter des Provinziallandtages Hessen-Nassau
- Adam, Ken (1921–2016), deutsch-britischer Szenenbildner
- Adam, Klaus (* 1942), deutscher Basketballspieler
- Adam, Klaus (* 1971), deutscher Wirtschaftswissenschaftler
- Adam, Konrad (* 1942), deutscher Journalist, Publizist und Politiker (AfD)Konrad Adam (* 1942)

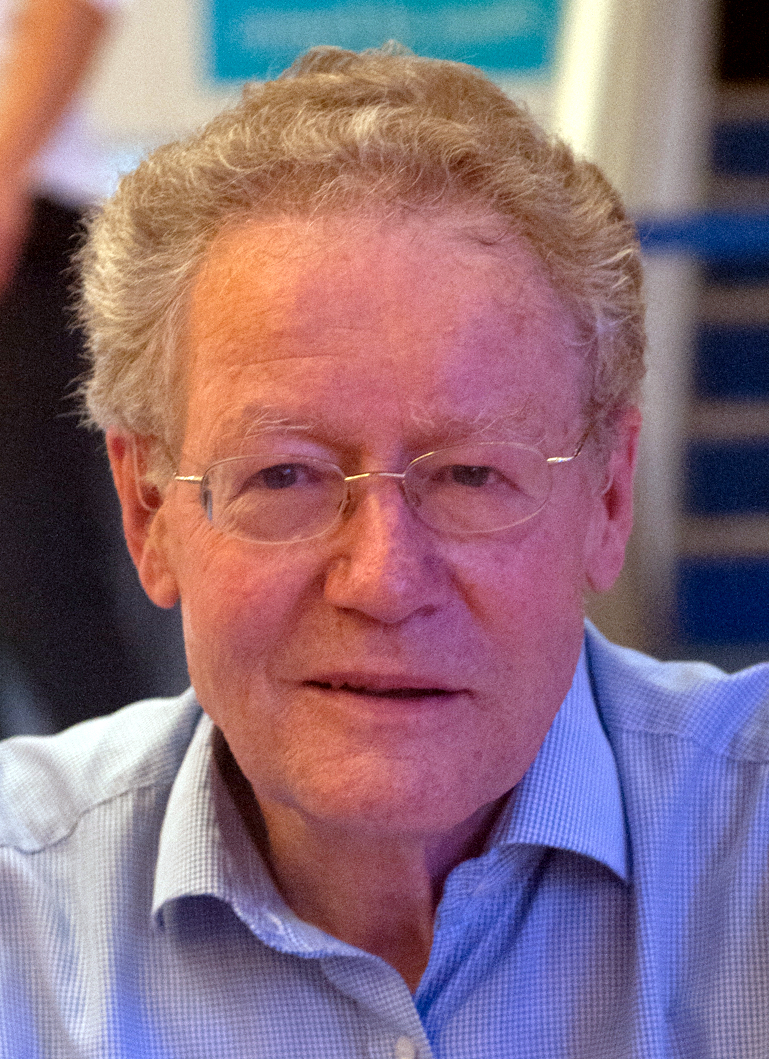
Konrad Adam (* 1942)

- Ádám, Krisztina (* 1981), ungarische Badmintonspielerin
- Adam, Krystian (* 1979), polnischer Sänger (Tenor)
- Adam, Kurt (1897–1973), deutscher Generalmajor im Zweiten Weltkrieg
- Adam, Lambert-Sigisbert (1700–1759), französischer Bildhauer des Neobarock
- Adam, Lawrence (1908–1941), niederländischer Fußballspieler
- Adam, Leonhard (1891–1960), deutscher Ethnologe
- Adam, Leonie (* 1993), deutsche Trampolinturnerin
- Adam, Louis (1758–1848), französischer Komponist und Klaviervirtuose
- Adam, Ludwig (* 1949), österreichischer Musiker
- Adam, Luitpold der Ältere (1888–1950), deutscher Maler
- Adam, Luke (* 1990), kanadischer Eishockeyspieler
- Adam, Madge (1912–2001), britische Astronomin und die erste Doktorandin für Sonnenphysik an der Sternwarte der Universität Oxford
- Adam, Marcel (* 1951), lothringischer LiedermacherMarcel Adam (* 1951)

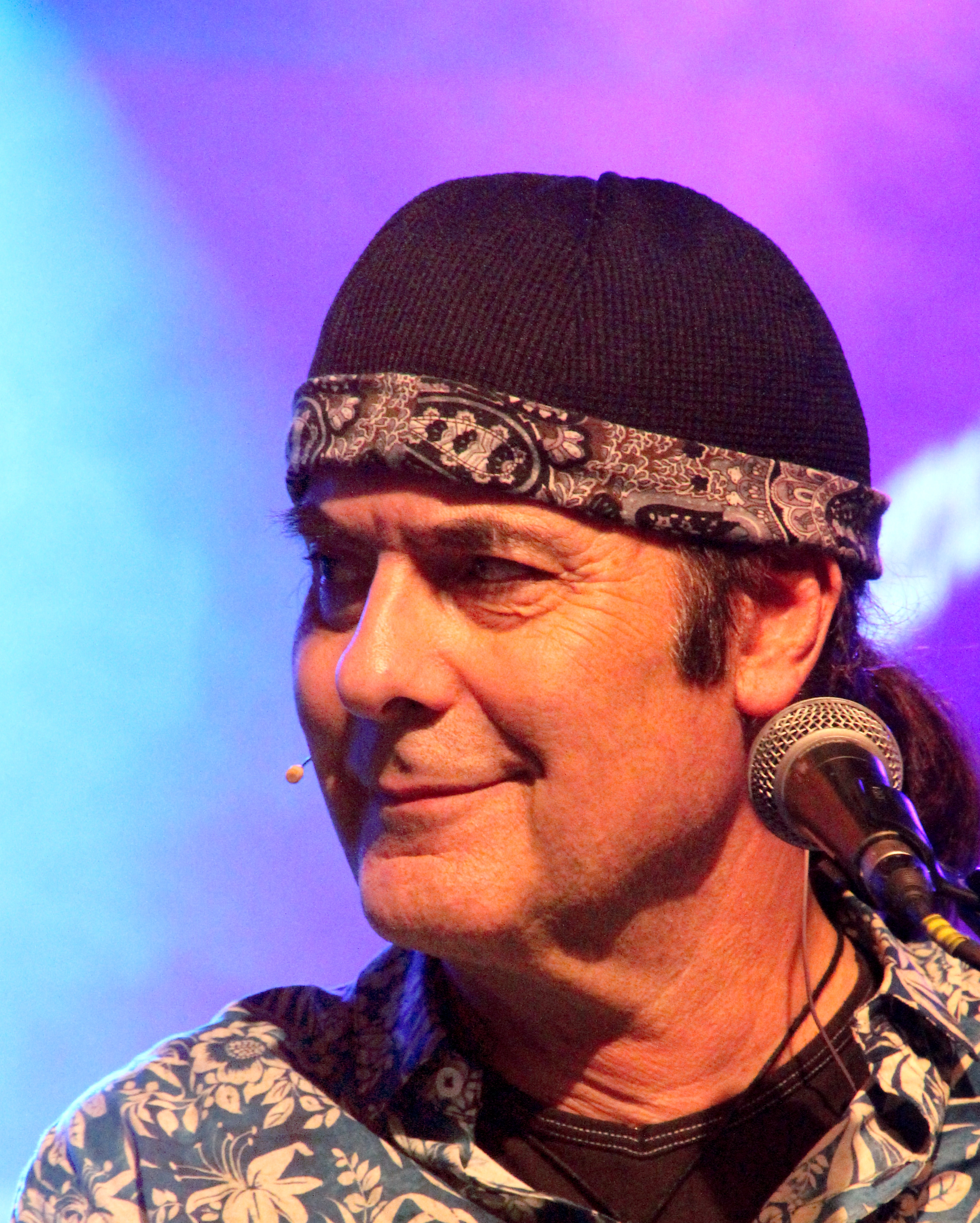
Marcel Adam (* 1951)

- Adam, Marcel (* 1995), deutscher Badmintonspieler
- Adam, Marcela (* 1974), moldauische Politikerin (PAS)
- Adam, Marcus (* 1968), britischer Sprinter und Bobfahrer
- Adam, Margarete (1885–1946), deutsche Philosophin und Hochschullehrerin
- Adam, Margie (* 1947), US-amerikanische Sängerin, Pianistin, Singer-Songwriterin und Komponistin
- Adam, Marianne (* 1951), deutsche Leichtathletin
- Adam, Marie-Christine (* 1950), französische Schauspielerin
- Adam, Marika (* 1954), österreichische Schauspielerin und Theaterregisseurin
- Adam, Marinus (1900–1977), niederländischer Klarinettist, Geiger, Dirigent und Komponist
- Ádám, Martin (* 1994), ungarischer Fußballspieler
- Adam, Max (1894–1978), deutscher Ingenieur und Marineoffizier, zuletzt Konteradmiral der Kriegsmarine
- Adam, Maximilian (* 1998), deutscher Eishockeyspieler
- Adam, Melchior († 1622), deutscher Pädagoge, Lexikograph, Literarhistoriker und Biograph
- Adam, Michael (* 1984), deutscher Kommunalpolitiker (SPD), Bürgermeister
- Adam, Mihai (1940–2015), rumänischer Fußballspieler
- Adam, Mike (* 1981), kanadischer Curler
- Adam, Miroslav Konštanc (* 1963), slowakischer Ordenspriester, Theologe und Rechtswissenschaftler
- Adam, Muna Jabir (* 1987), sudanesische Hürdenläuferin
- Adam, Nicolas (1881–1957), luxemburgischer Turner
- Adam, Nicolas Sébastien (1705–1778), französischer Bildhauer
- Adam, Noëlle (* 1933), französische Tänzerin und Schauspielerin
- Adam, Norbert (1931–2020), österreichischer Sportfunktionär und Journalist
- Adam, Olivier, französischer UN-Diplomat
- Adam, Olivier (* 1974), französischer Schriftsteller
- Adam, Omer (* 1993), amerikanisch-israelischer SängerOmer Adam (* 1993)

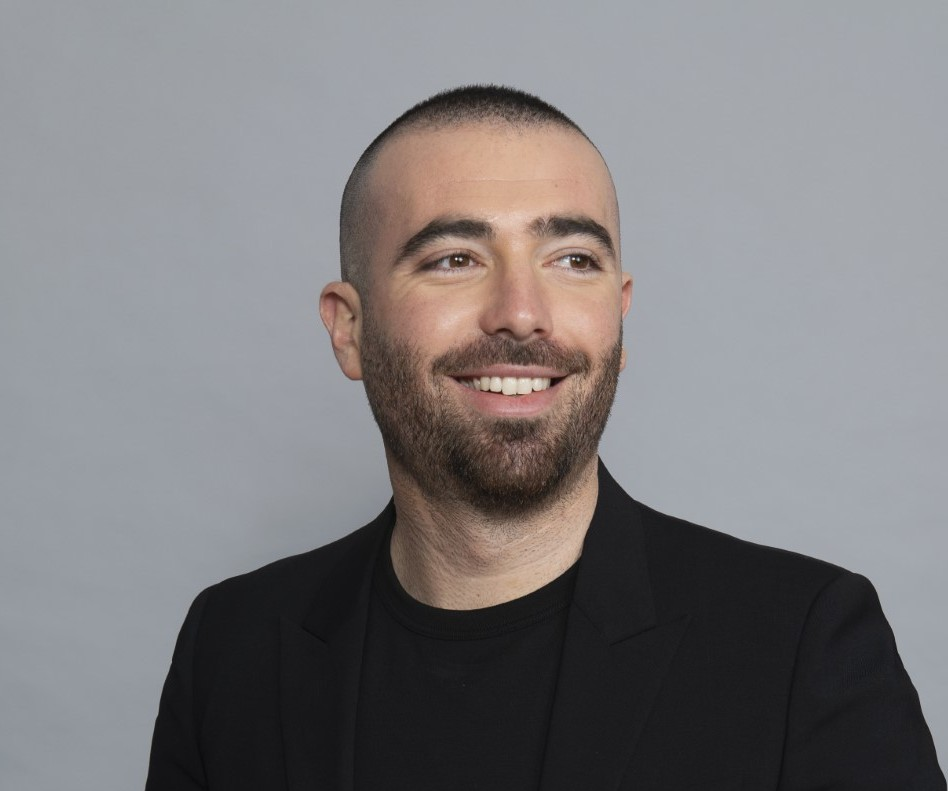
Omer Adam (* 1993)

- Adam, Otto (1901–1973), deutscher Maler und Grafiker
- Adam, Otto (1903–1967), sudetendeutscher SS-Hauptsturmführer und Lagerarzt im KZ Sachsenhausen
- Adam, Otto (1907–1943), deutscher Widerstandskämpfer
- Adam, Otto (1909–1977), deutscher Florett- und Säbelfechter
- Adam, Patricia (* 1953), französische Politikerin der Parti socialiste
- Adam, Patrizia (* 1962), Schweizer Politikerin (CVP) und Kantonsrätin
- Adam, Paul (1849–1931), deutscher Buchbinder und Autor zahlreicher Fachpublikationen
- Adam, Paul (1856–1907), Zitherspieler, Instrumentallehrer, Dirigent und Komponist
- Adam, Paul (1862–1920), französischer Schriftsteller
- Adam, Peter R. (1957–2023), deutscher Filmeditor
- Adam, Philipp Ludwig (1813–1893), deutscher Unternehmer und Politiker
- Adam, Pierre (1820–1890), französischer Bratschist und Komponist
- Adam, Pierre (1924–2012), französischer Radrennfahrer
- Adam, Ralf (* 1972), deutscher Jurist, Richter am Bundesfinanzhof
- Adam, Reinhold (* 1602), Theologe und Pädagoge
- Adam, Richard Benno (1873–1937), deutscher Pferdemaler
- Adam, Rita (* 1969), Schweizer Diplomatin
- Adam, Robert (1728–1792), schottischer ArchitektRobert Adam (1728–1792)

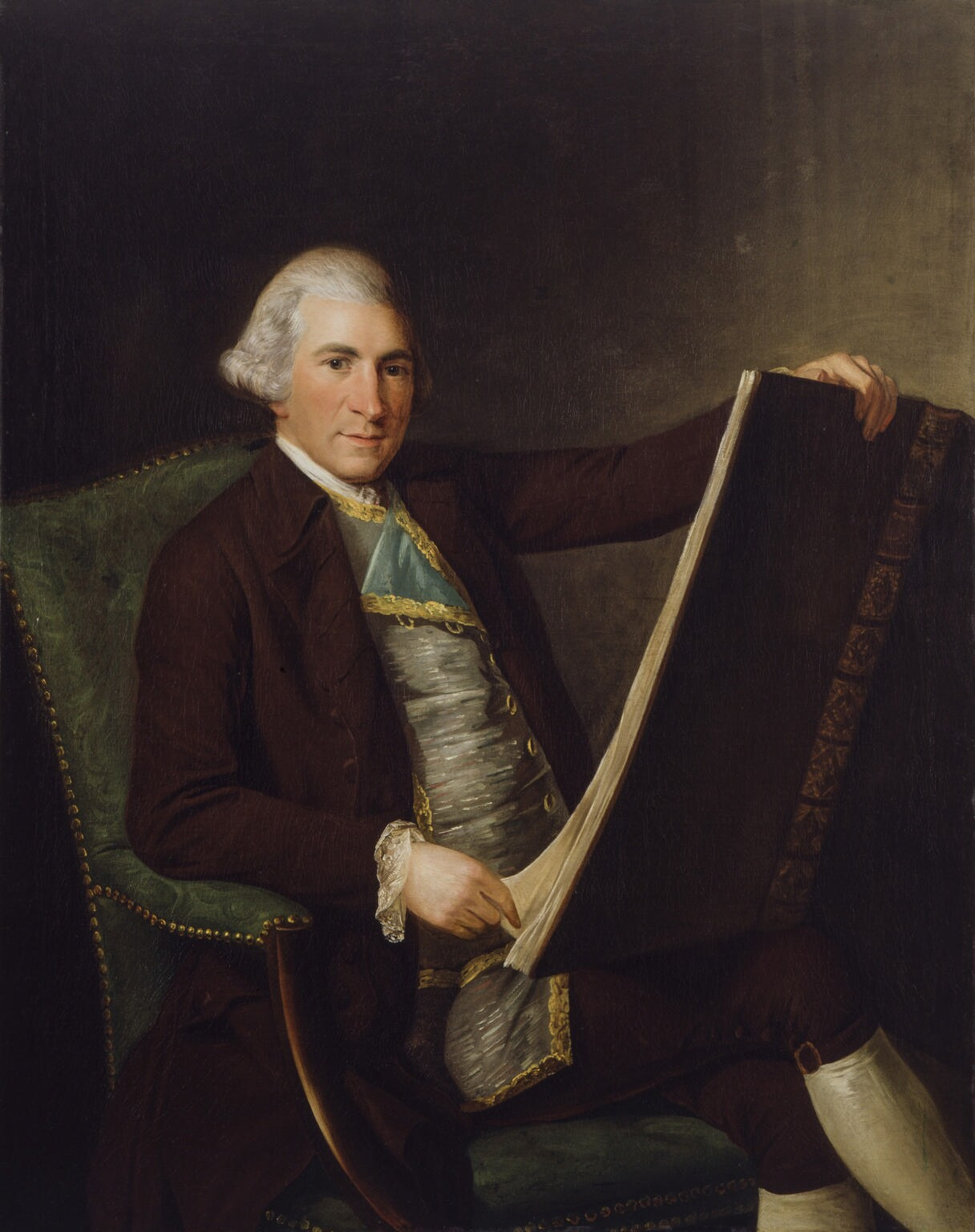
Robert Adam (1728–1792)

- Adam, Robert (1877–1961), österreichischer Schriftsteller, Übersetzer und Jurist
- Adam, Ronald (* 1958), deutscher Fußballspieler
- Adam, Ronald Forbes (1885–1982), britischer General
- Adam, Rudolf (* 1948), deutscher Diplomat
- Adam, Rudolphus, US-amerikanischer Musiker und Musikpädagoge österreichischer Herkunft
- Adam, Russ (* 1961), kanadischer Eishockeyspieler und -trainer
- Ádám, Sándor (* 1892), ungarischer Wasserballspieler und Schwimmer
- Adam, Serge (* 1957), französischer Jazzmusiker (Trompete, Komposition)
- Adam, Shockat (* 1972), britischer Optiker und Politiker
- Adam, Siegfried (1943–2012), deutscher Maler und Grafiker
- Adam, Stanislav (1889–1974), tschechoslowakischer Lehrer, Chorleiter, Violinist und Komponist
- Adam, Stefan (* 1973), deutscher Handballspieler und Handballfunktionär
- Adam, Stephan (* 1954), deutscher Komponist
- Adam, Suzane (* 1952), israelische Autorin
- Adam, Terangi (* 1947), nauruanischer Politiker
- Adam, Teresa (* 1990), neuseeländische Triathletin
- Adam, Theo (1926–2019), deutscher Opernsänger (Bassbariton) und -regisseurTheo Adam (1926–2019)

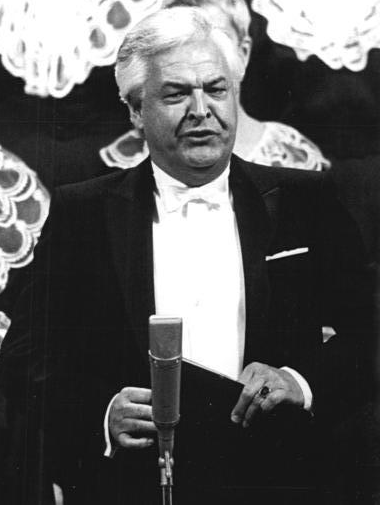
Theo Adam (1926–2019)

- Adam, Thomas (* 1967), deutscher Soziologe, Kulturamtsleiter und Autor
- Adam, Tony (* 1986), deutscher Wasserspringer
- Adam, Udi (* 1958), israelischer Militär, General der Israelischen Streitkräfte
- Adam, Ulrich (* 1950), deutscher Politiker (CDU), MdB
- Adam, Ursula (1922–1979), deutsche Journalistin und Dichterin
- Adam, Uwe Dietrich (1940–1987), deutscher Historiker
- Adam, Vicent, spanisch-valencianischer Komponist, Organist und Musiktheoretiker
- Adam, Victor (1801–1866), französischer Historienmaler und Lithograf
- Adam, Walter (1886–1947), österreichischer Journalist und Politiker
- Adam, Walther (1881–1964), deutscher Industrieller und Kunstsammler
- Adam, Werner (1935–2009), deutscher Journalist und Germanist
- Adam, Wilfrid (* 1947), deutscher Politiker (SPD), MdL
- Adam, Wilhelm (1877–1949), deutscher GeneraloberstWilhelm Adam (1877–1949)

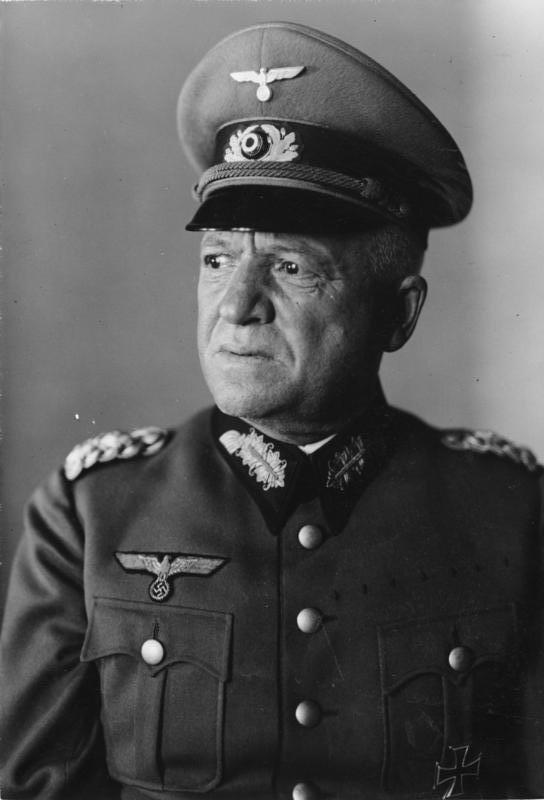
Wilhelm Adam (1877–1949)

- Adam, Wilhelm (1893–1978), deutscher NDPD-Funktionär, Finanzminister in Sachsen, MdV
- Adam, Wilhelm (1905–1991), deutscher Politiker (SED) und Hochschullehrer
- Adam, Wilhelm (1906–1989), deutscher Landrat
- Adam, William (1689–1748), schottischer Architekt
- Adam, Willibald (1873–1935), deutscher Geistlicher und Abt des bayerischen Benediktinerklosters Metten

#### Adam-

##### Adam-D
- Adam-Doerrer, Marie (1838–1908), deutsch-schweizerische Frauenrechtlerin

##### Adam-F
- Adam-Ferger, Petra (* 1944), deutsche Politikerin (SPD), MdHB

##### Adam-L
- Adam-Leonhard, Karl (1876–1926), deutscher Kunstmaler und Landschaftsmaler

##### Adam-S
- Adam-Schwarz, Wiebke (* 1968), deutsche Schauspielerin

#### Adama
- Adama, Diomande (* 1991), ivorischer Fußballspieler
- Adama, Modibo († 1847), Anführer im Dschihad der Fulbe und der Gründer des Emirates Adamaua
- Adama, Osumanu (* 1980), ghanaischer Boxer
- Adama, Samba (* 1955), mauretanischer Ringer
- Adamache, Stere (1941–1978), rumänischer Fußballspieler
- Adamakis, Emmanuel (* 1958), griechischer Metropolit der Griechisch-Orthodoxen Metropolie von Frankreich
- Adamantidis, Themis (* 1957), griechischer Sänger
- Adamantios, jüdischer Arzt
- Adamany, David W. (1936–2016), US-amerikanischer Politikwissenschaftler und Hochschullehrer
- Adamaschwili, Beka (* 1990), georgischer Schriftsteller und Blogger

#### Adamb
- Adamberger, Antonie (1790–1867), österreichische Schauspielerin, Verlobte Theodor Körners
- Adamberger, Josef Valentin (1740–1804), deutscher Opernsänger (Tenor), Theaterschauspieler, Komponist und Gesangslehrer
- Adamberger, Maria Anna (1752–1804), österreichische Theaterschauspielerin

#### Adamc
- Adamcıl, Tuğay (* 1993), türkischer Fußballspieler
- Adamczak, Bernhard (* 1953), deutscher Fußballspieler
- Adamczak, Bini (* 1979), politische AutorinBini Adamczak (* 1979)

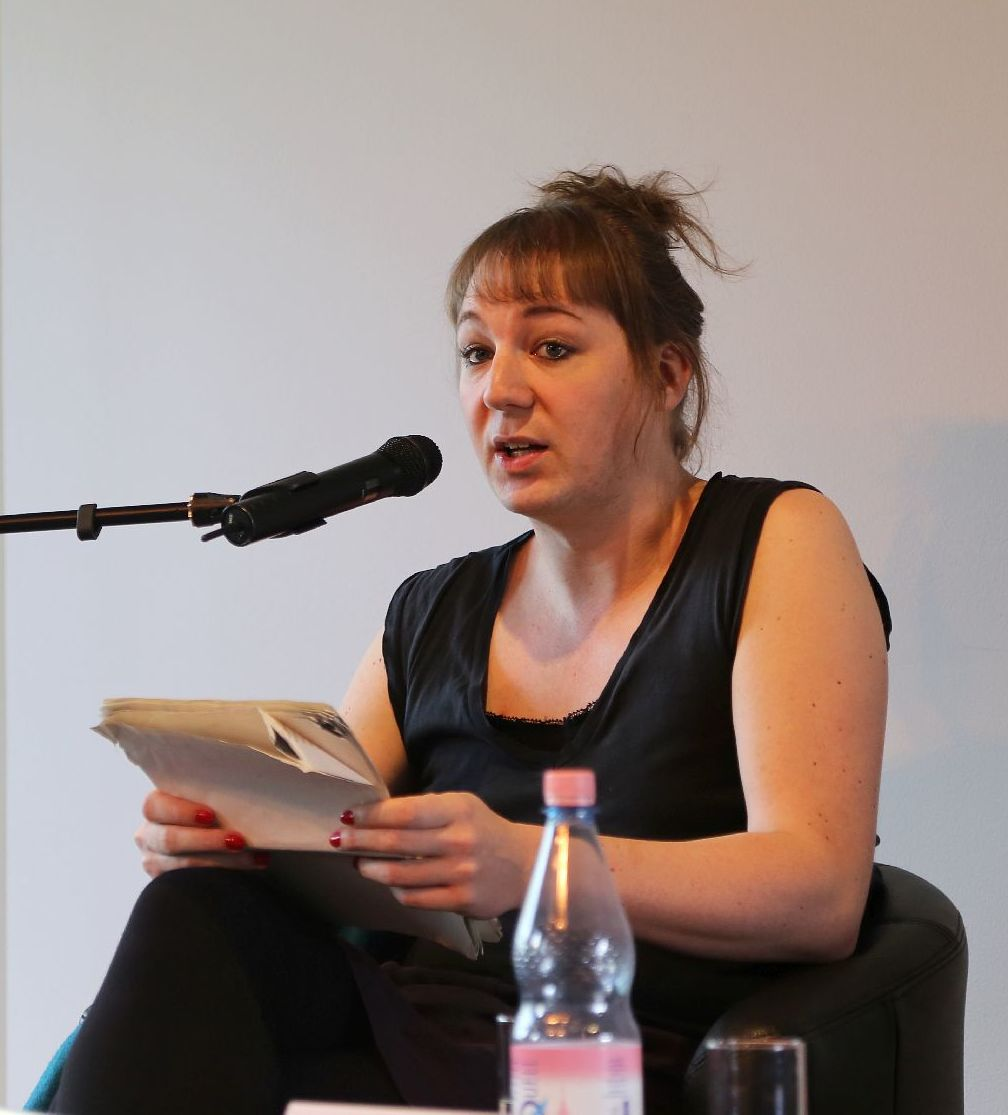
Bini Adamczak (* 1979)

- Adamczak, Monique (* 1983), australische Tennisspielerin
- Adamczak, Nico (* 1990), deutscher Basketballspieler
- Adamczak, Olaf (* 1955), deutscher Fußballspieler
- Adamczewski, Marco (* 1981), deutscher Basketballspieler
- Adamczewski, Matthias (* 1958), deutscher Segler
- Adamczewski, René (* 1968), deutscher Fußballspieler
- Adamczewski, Stanisław (1883–1952), polnischer Literaturhistoriker, Literaturkritiker und Herausgeber
- Adamczewski, Ute, deutsche Filmschaffende
- Adamczuk, Dariusz (* 1969), polnischer Fußballspieler
- Adamczyk, Adam (* 1950), polnischer Judoka
- Adamczyk, Alexander (1903–1967), deutscher Slavist und Bibliothekar
- Adamczyk, Alojzy (1895–1940), polnischer Widerstandskämpfer
- Adamczyk, Andrzej (* 1959), polnischer Politiker, Mitglied des Sejm
- Adamczyk, Daniel (* 2002), deutscher Fußballtorwart
- Adamczyk, Dariusz (* 1966), polnisch-deutscher Historiker
- Adamczyk, Edward (1921–1993), polnischer Leichtathlet
- Adamczyk, Josef (1901–1971), deutscher Politiker (NSDAP), MdR, MdL
- Adamczyk, Marie (1879–1973), österreichische Krankenpflegerin
- Adamczyk, Mirosław (* 1962), polnischer Geistlicher, römisch-katholischer Erzbischof und Diplomat des Heiligen Stuhls
- Adamczyk, Patryk (* 1994), polnischer Hürdenläufer
- Adamczyk, Piotr (* 1972), polnischer Schauspieler und SynchronsprecherPiotr Adamczyk (* 1972)

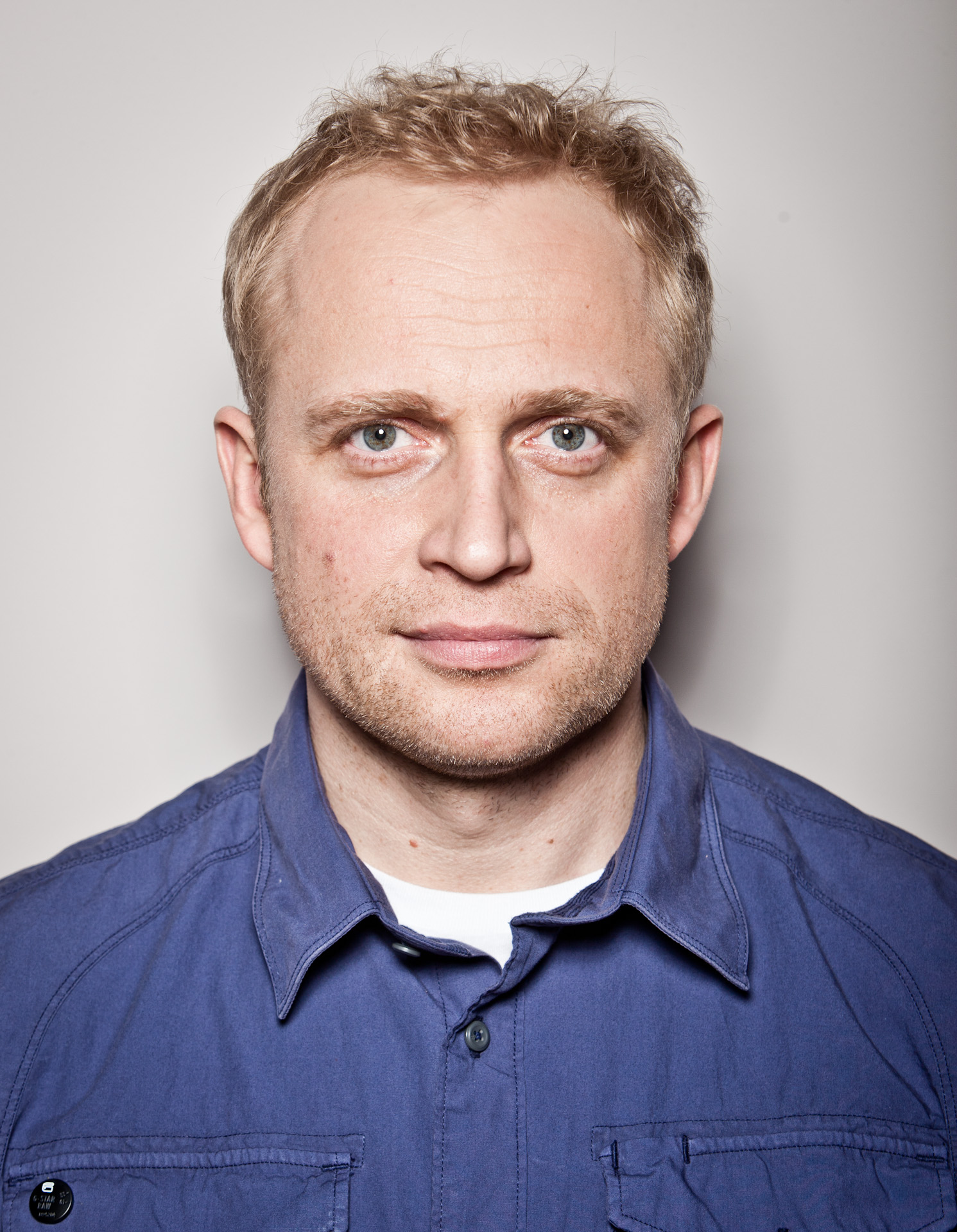
Piotr Adamczyk (* 1972)

- Adamczyk, Rebecca (* 2005), deutsche Fußballtorhüterin
- Adamczyk, Uwe (* 1962), deutscher Politiker (PDS), MdL
- Adamczyk, Zbigniew (* 1951), polnischer Politiker, Mitglied des Sejm
- Adamczyk, Zdzisław (1936–2024), polnischer Literaturhistoriker und Herausgeber
- Adamczyková, Eva (* 1993), tschechische Snowboarderin

#### Adame
- Adame, Gilberto (* 1972), mexikanischer Fußballspieler
- Adame, Rafael (1906–1963), mexikanischer Komponist, Cellist und Gitarrist
- Adamec, Čeněk (1916–1997), tschechoslowakischer Soziologe
- Adamec, Herbert (1943–2009), österreichischer Schauspieler und Regisseur
- Adamec, Joseph Victor (1935–2019), US-amerikanischer Geistlicher, römisch-katholischer Bischof von Altoona-Johnstown
- Adamec, Jozef (1942–2018), tschechoslowakischer bzw. slowakischer Fußballspieler und -trainer
- Adamec, Ladislav (1926–2007), tschechoslowakischer Politiker
- Adamec, Luboš (* 1994), tschechischer Fußballspieler
- Adamec, Ludwig W. (1924–2019), österreichisch-US-amerikanischer Historiker und Afghanistan-Experte
- Adamec, Martin (* 1998), slowakischer Fußballspieler
- Adamec, Quido (1924–2007), tschechischer Eishockeyschiedsrichter
- Adameck, Heinz (1921–2010), deutscher Fernsehintendant, Vorsitzender des Staatlichen Komitees für Fernsehen (1968–1989), Mitglied des ZK der SED
- Adamecki, Josef (1912–1944), deutsch-polnischer römisch-katholischer Geistlicher und Märtyrer
- Adamek, Barbara (* 1950), deutsche Malerin und Objektkünstlerin
- Adamek, Heinz P. (* 1944), österreichischer Jurist und Kunstmanager
- Adámek, Jiří (* 1947), tschechischer Mathematiker und Hochschullehrer
- Adamek, Karl (1910–2000), österreichischer Fußballspieler
- Adamek, Karl (* 1952), deutscher Musiksoziologe
- Adamek, Karl von (1838–1900), österreichischer Alpinist, Vereinsfunktionär und Beamter
- Adamek, Kirsten, deutsche Galeristin, Künstlerin, Autorin und freie Kulturpädagogin
- Adamek, Klaudia (* 1999), polnische Sprinterin
- Adamek, Leo (1914–2000), deutscher Politiker (CDU)
- Adámek, Ondřej (* 1979), tschechischer Komponist und Dirigent
- Adamek, Sascha (* 1968), deutscher investigativer Journalist, Autor und Filmemacher
- Adamek, Thomas (* 1991), deutscher Schauspieler
- Adamek, Tomasz (* 1976), polnischer BoxerTomasz Adamek (* 1976)

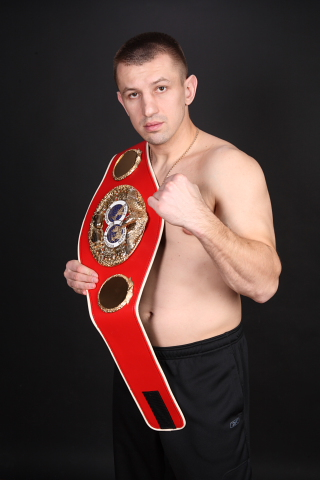
Tomasz Adamek (* 1976)

- Adamer, Joseph, österreichischer Instrumentalist und Komponist
- Adamer, Peter (1881–1961), österreichischer Pastoraltheologe und Hochschullehrer
- Adames, Nicolas (1813–1887), erster Bischof von Luxemburg
- Adămescu, Cristina (* 1995), rumänische Tennisspielerin
- Adameșteanu, Gabriela (* 1942), rumänische Schriftstellerin
- Adametz, Addi (* 1921), deutsche Schauspielerin, Synchron- und Hörspielsprecherin
- Adametz, Gustav (1854–1931), deutscher Landrat
- Adametz, Hans (1896–1966), österreichischer Keramiker und Bildhauer
- Adametz, Heinrich Emil (* 1884), deutscher Maler
- Adametz, Karoline (1879–1966), österreichische autodidaktische Paläontologin und Prähistorikerin
- Adametz, Leopold (1861–1941), österreichischer Verhaltensforscher
- Adametz, Rudolf (1923–1983), deutscher Politiker (SPD)
- Adametz, Walter (1883–1967), deutscher Ministerialbeamter

#### Adamh
- Adamheit, Theodor (1899–1942), deutscher Ostwissenschaftler, Publizist und nationalsozialistischer Propagandist

#### Adami
- Adami, Adam (1610–1663), benediktinischer Ordensgeistlicher, Weihbischof in Hildesheim
- Adami, Auguste (1813–1886), deutsche Theaterschauspielerin und Opernsängerin
- Adami, Ernst Daniel (1716–1795), deutscher Kapellmeister, Organist, Musikpädagoge, Schriftsteller, Chordirektor, Lehrer und evangelischer Theologe
- Adami, Friedrich Wilhelm (1816–1893), deutscher Schriftsteller
- Adami, Giancarlo (* 1982), italienischer Skispringer und Trainer
- Adami, Giuseppe (1878–1946), italienischer Dramatiker, Librettist, Drehbuchautor und Musikkritiker
- Adami, Giuseppe (1891–1964), italienischer Generalmajor
- Adami, Glenda (* 1984), italienische Grasskiläuferin
- Adami, Greta (* 1992), italienische Fußballspielerin
- Adami, Guido, italienischer Ingenieur und Rennfahrer
- Adami, Heinrich Joseph (1807–1895), österreichischer Schriftsteller
- Adami, Johann Christian (1662–1715), deutscher lutherischer Theologe und Kirchenlieddichter
- Adami, Johann Christian (1689–1753), deutscher lutherischer Theologe
- Adami, Johann Helfrich (1792–1864), deutscher Kaufmann und Bremer Senator
- Adami, Johann Samuel (1638–1713), deutscher Theologe, Schriftsteller und Sprachforscher
- Adami, John George (1862–1926), englischer Pathologe
- Adami, Kurt (* 1886), deutscher Komponist
- Adami, Paul (1739–1814), österreichischer Veterinärmediziner
- Adami, Tobias (1581–1643), deutscher Philosoph
- Adami, Valerio (* 1935), italienischer Maler
- Adamia, Marina (* 1959), georgische Komponistin und Musikpädagogin
- Adamiak, Elżbieta (* 1964), polnische katholische feministische Theologin
- Adamiak, Josef (1932–2014), deutscher Fotograf und Kunsthistoriker
- Adamič, Bojan (1912–1995), jugoslawischer Komponist und Dirigent
- Adamič, Emil (1877–1936), jugoslawischer Komponist
- Adamič, Karlo (1887–1945), slowenischer Organist, Chorleiter, Musikpädagoge und Komponist
- Adamic, Louis (1899–1951), US-amerikanischer Journalist und Schriftsteller
- Adamiecki, Karol (1866–1933), polnischer Metallurg und Techniker im Hüttenwesen
- Adamietz, Axel (* 1947), deutscher Politiker (FDP, BGL), Rechtsanwalt und Notar in Bremen
- Adamietz, Horst (1916–1985), deutscher Journalist
- Adamietz, Joachim (1934–1996), deutscher Altphilologe
- Adamietz, Johannes (* 1998), deutscher RadrennfahrerJohannes Adamietz (* 1998)

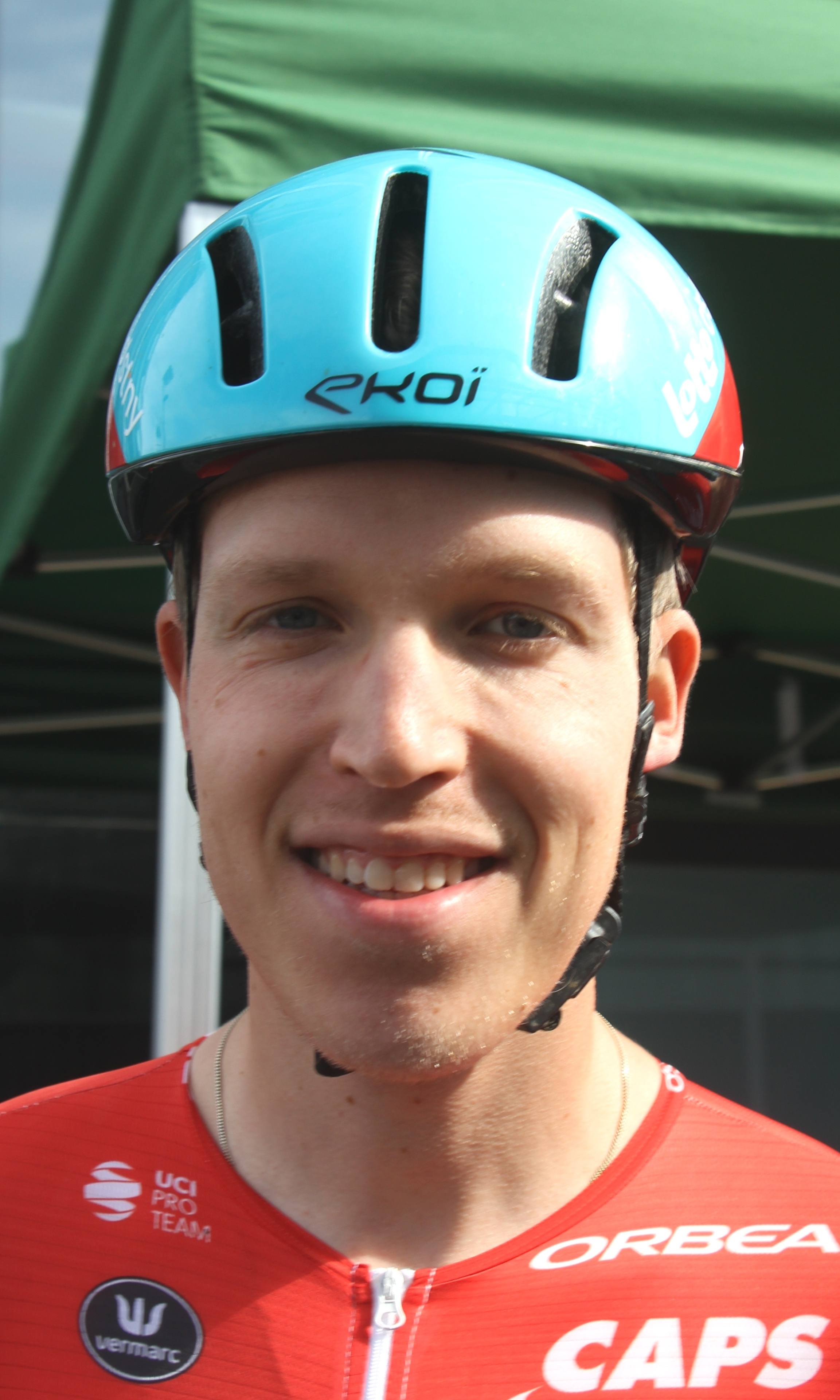
Johannes Adamietz (* 1998)

- Adamik, Johann (1925–2005), deutscher Fußballspieler
- Adamík, Josef (1947–2009), tschechischer Komponist, Musikpädagoge und Chorleiter
- Adamík, Richard (1867–1952), tschechischer Arzt und Moralidealist
- Adamina, Victor († 1958), Schweizer Fussballnationalspieler
- Adamini, Antonio (* 1792), russischer Architekt
- Adamini, Domenico (1792–1860), Schweizer Architekt in Russland
- Adamini, Leone (1789–1854), russischer Architekt Schweizer Herkunft
- Adamini, Tommaso (1763–1828), Schweizer Architekt in Russland
- Adamíra, Jiří (1926–1993), tschechischer Schauspieler
- Adamis, Mihalis (1929–2013), griechischer Musikwissenschaftler, Chorleiter und Komponist
- Adamischin, Anatoli Leonidowitsch (1934–2025), russischer Diplomat, Politiker und Geschäftsmann
- Adamiuk, Antoni (1913–2000), polnischer römisch-katholischer Geistlicher, Weihbischof in Opole
- Adamius, Theodor († 1613), deutscher Jurist und Hochschullehrer

#### Adamj
- Adamjan, Arman Asatowitsch (* 1997), russischer Judoka
- Adamjan, Arschak (1884–1956), sowjetisch-armenischer Dirigent, Komponist, Musikwissenschaftler und Musikkritiker
- Adamjan, Gurgen (1911–1987), sowjetischer Cellist, Komponist und Musikpädagoge armenischer Herkunft
- Adamjan, Howhannes (1879–1932), armenischer Ingenieur und FernsehpionierHowhannes Adamjan (1879–1932)

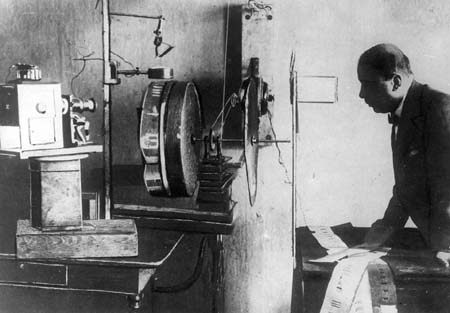
Howhannes Adamjan (1879–1932)

#### Adamk
- Adamkavičius, Edvardas (1888–1957), litauischer General
- Adamkienė, Alma (1927–2023), US-amerikanische Ehefrau des litauischen Politikers Valdas Adamkus und war während dessen Amtszeit als Präsident First Lady Litauens
- Adamkiewicz, Albert (1850–1921), polnischer Arzt
- Adamkiewicz, Edmund (1920–1991), deutscher Fußballspieler
- Adamkiewicz, Jan Krzysztof (1952–1986), polnischer Lyriker und Literaturkritiker
- Adamkiewicz, Maciej (* 1966), polnischer Unternehmer
- Adamkiewicz, Małgorzata (* 1966), polnische Ärztin und Unternehmerin
- Adámková, Jana (* 1978), tschechische Fußballnationalspielerin und Schiedsrichterin
- Adamkovič, Peter (* 1970), slowakischer Jazzmusiker (Keyboards, Komposition)
- Adamkus, Valdas (* 1926), litauischer Präsident

#### Adaml
- Adamle, Mike (* 1949), US-amerikanischer Sportjournalist und ehemaliger American-Football-Spieler

#### Adamo
- Adamo d’Arogno, Tessiner Bildhauer und Architekt der Romanik
- Adamo, Albert (1849–1887), deutscher Genremaler und Zeichner
- Adamo, Antonio (* 1957), italienischer Regisseur von Pornofilmen
- Adamo, Franz (1896–1977), deutscher Politiker (SPD), MdL
- Adamo, Gabriel Salvador (* 1955), argentinischer Komponist, Musikpädagoge und Chorleiter
- Adamo, Mark (* 1962), US-amerikanischer Komponist und Librettist
- Adamo, Max (1837–1901), deutscher Historienmaler und Illustrator
- Adamo, Salvatore (* 1943), belgischer Musiker, Liedermacher und Schlagersänger, Komponist und AutorSalvatore Adamo (* 1943)

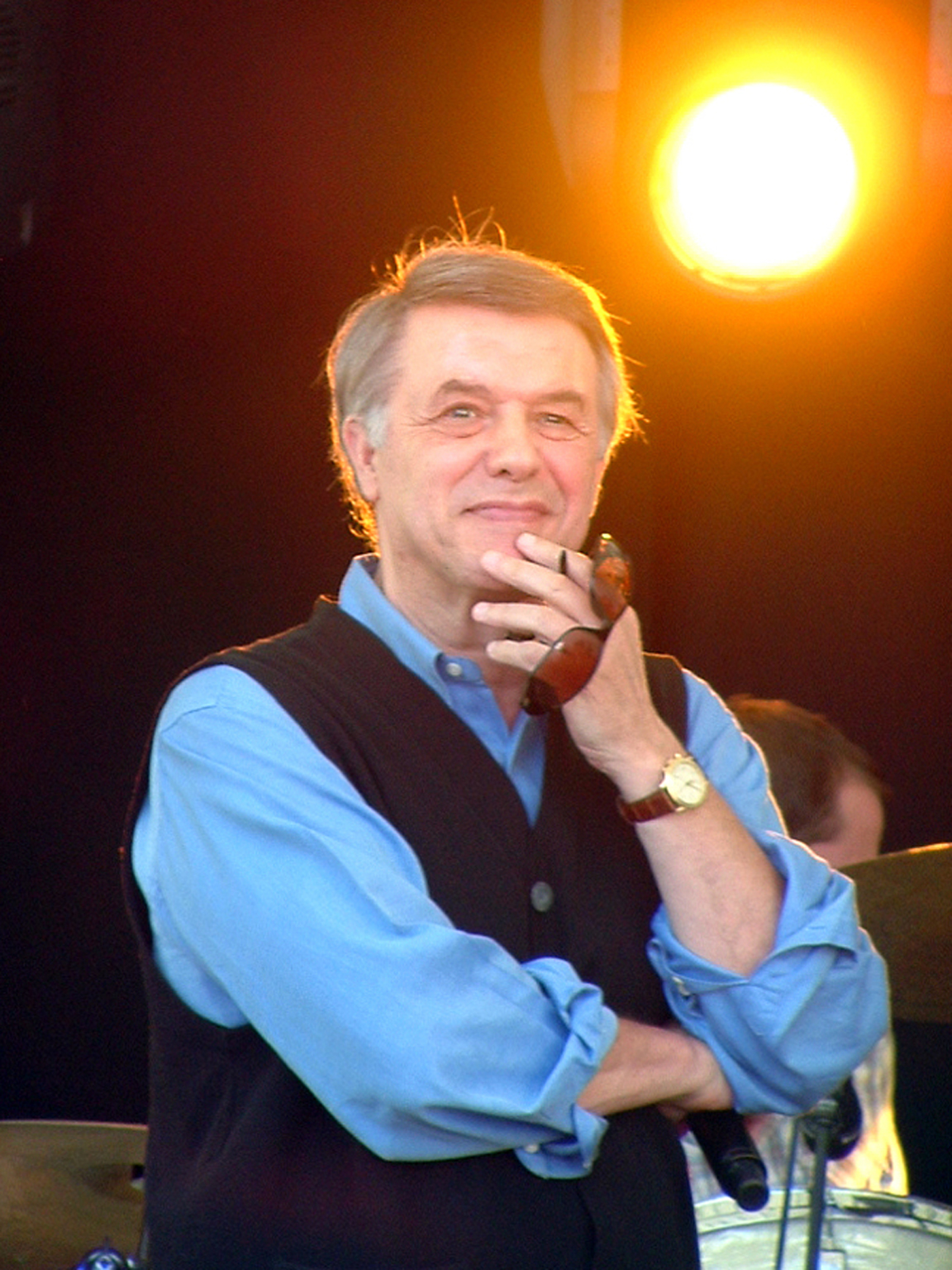
Salvatore Adamo (* 1943)

- Adamopoulou, Ariadni (* 2000), griechische Stabhochspringerin
- Adamopoulou, Domna (* 1940), griechische Schauspielerin
- Adamou, Adamos (* 1950), zyprischer Politiker, MdEP
- Adamou, Assoumane (* 1942), nigrischer Beamter und Politiker
- Adamou, Hima († 2017), nigrischer Journalist, Schauspieler und Dramatiker
- Adamou, Ivi (* 1993), zypriotische Sängerin
- Adamou, Vassilis (* 1989), zyprischer Mountainbiker und Straßenradrennfahrer
- Adamov, Arthur (1908–1970), französischer Schriftsteller, Dramatiker und Übersetzer russischer Herkunft
- Adamov, Denis (* 1999), österreichischer Fußballspieler
- Adamov, Philippe (1956–2020), französischer Comiczeichner
- Adamová, Jaroslava (1925–2012), tschechische Schauspielerin
- Adamović, Duško (* 1973), serbischer Fußballspieler
- Adamović, Lujo (1864–1935), serbischer Botaniker
- Adamović, Miloš (* 1988), serbischer Fußballspieler
- Adamović, Živko R. (1923–1998), serbischer beziehungsweise jugoslawischer Entomologe und Ökologe
- Adamovich, Ludwig junior (1932–2024), österreichischer Jurist und Präsident des VerfassungsgerichtshofesLudwig Adamovich junior (1932–2024)

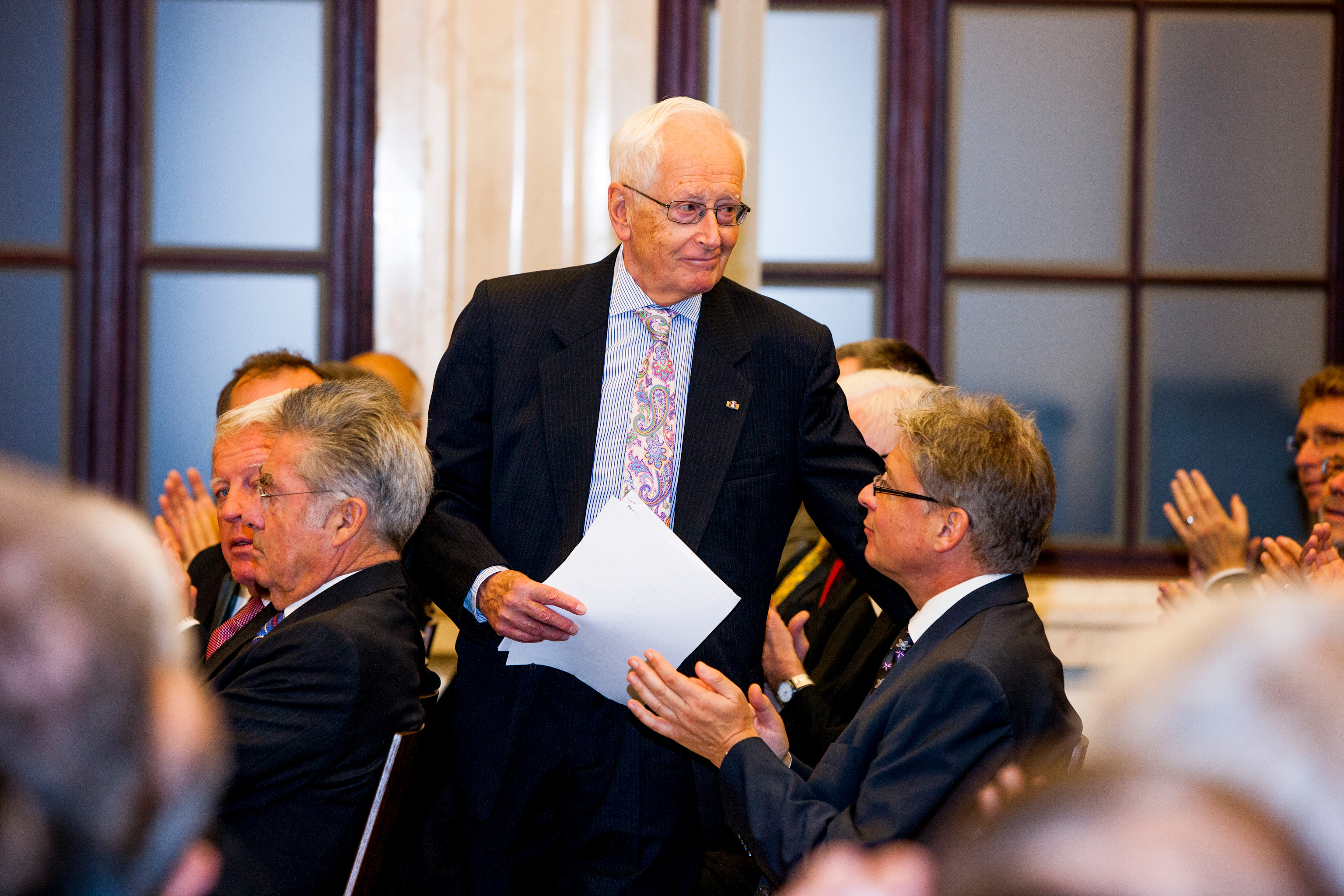
Ludwig Adamovich junior (1932–2024)

- Adamovich, Ludwig senior (1890–1955), österreichischer Jurist, Justizminister und Präsident des Verfassungsgerichtshofs
- Adamovská, Zlata (* 1959), tschechische Schauspielerin und Synchronsprecherin
- Adamow, Arkadi Grigorjewitsch (1920–1991), sowjetischer Schriftsteller
- Adamow, Arsen Ruslanowitsch (* 1999), russischer Fußballspieler
- Adamow, Denis Andrejewitsch (* 1998), russischer Fußballspieler
- Adamow, Grigori Borissowitsch (1886–1945), sowjetischer Schriftsteller
- Adamow, Jewgeni Olegowitsch (* 1939), russischer Atomwissenschaftler
- Adamow, Roman Stanislawowitsch (* 1982), russischer Fußballspieler
- Adamow, Sailan (* 1986), kirgisischer Billardspieler
- Adamowicz, Adam Ferdynand (1802–1881), polnischer Mediziner und Veterinärmediziner
- Adamowicz, Andrzej (* 1947), polnischer Politiker, Sejm-Abgeordneter
- Adamowicz, Bogusław (1870–1944), polnischer Schriftsteller
- Adamowicz, Jan († 1908), polnischer Aktivist und Publizist
- Adamowicz, Magdalena (* 1973), polnische Hochschullehrerin und Politikerin
- Adamowicz, Paweł (1965–2019), polnischer PolitikerPaweł Adamowicz (1965–2019)

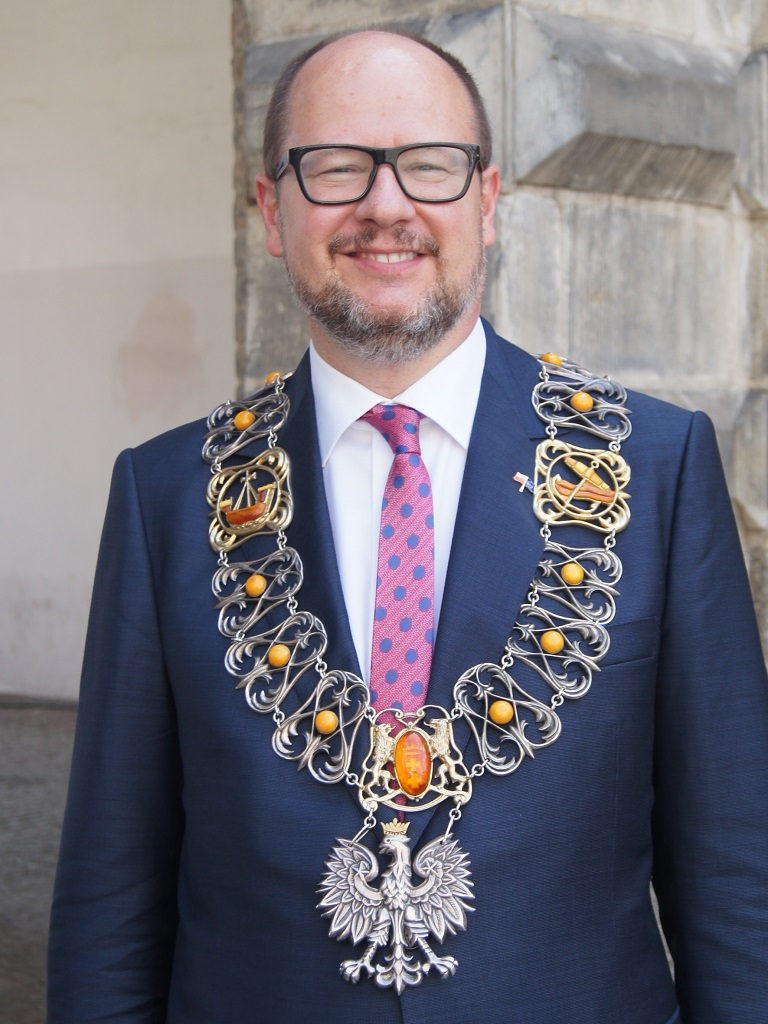
Paweł Adamowicz (1965–2019)

- Adamowicz, Tony (1941–2016), US-amerikanischer Automobilrennfahrer
- Adamowitsch, Ales (1927–1994), belarussischer Schriftsteller, Kritiker und Literaturwissenschaftler
- Adamowitsch, Georg Wilhelm (* 1947), deutscher Ingenieur, Verwaltungswissenschaftler, Verwaltungsbeamter und Politiker (SPD)
- Adamowski, Joseph (1862–1930), US-amerikanischer Cellist und Musikpädagoge polnischer Herkunft
- Adamowski, Tadeusz (1901–1994), polnischer Eishockeyspieler und -trainer
- Adamowsky, Natascha (* 1967), deutsche Kulturwissenschaftlerin

#### Adams E – Adamss

##### Adams E
- Adams Earley, Charity (1918–2002), US-amerikanische OffizierinCharity Adams Earley (1918–2002)

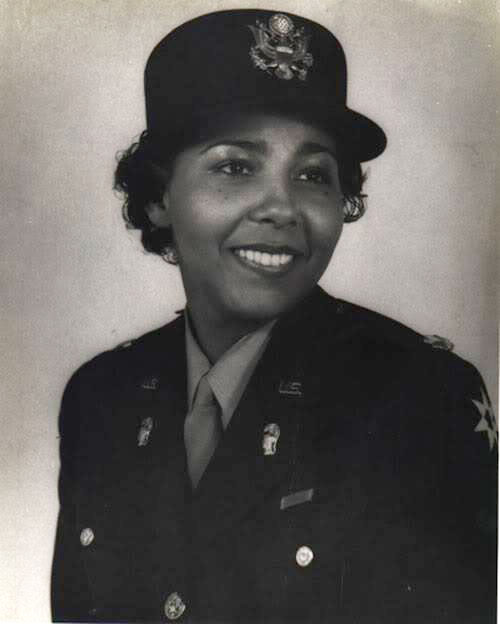
Charity Adams Earley (1918–2002)

##### Adams N
- Adams Nuhu, Kasim (* 1995), ghanaischer Fußballspieler

##### Adams, A – Adams, Y

###### Adams, A
- Adams, Abigail (1744–1818), britisch-US-amerikanische Gattin des zweiten US-Präsidenten John Adams
- Adams, Abraham, englischer Organist
- Adams, Adrienne (1906–2002), US-amerikanische Kinderbuchillustratorin, -autorin und Künstlerin
- Adams, Adrienne (* 2000), jamaikanische Leichtathletin
- Adams, Akeem (1991–2013), Fußballspieler aus Trinidad und Tobago
- Adams, Akor (* 2000), nigerianischer Fußballspieler
- Adams, Alberta (1917–2014), amerikanische Blues-Sängerin
- Adams, Alexander James, US-amerikanischer Sänger, Musiker und Komponist
- Adams, Alf (* 1939), britischer Physiker
- Adams, Alice (1926–1999), US-amerikanische Autorin und Universitätsprofessorin
- Adams, Alma (* 1946), US-amerikanische Politikerin der Demokratischen Partei
- Adams, Alva (1850–1922), US-amerikanischer Politiker
- Adams, Alva B. (1875–1941), US-amerikanischer Politiker
- Adams, Alvan (* 1954), US-amerikanischer Basketballspieler
- Adams, Amy (* 1971), neuseeländische Politikerin (National Party)
- Adams, Amy (* 1974), US-amerikanische Schauspielerin und FilmproduzentinAmy Adams (* 1974)

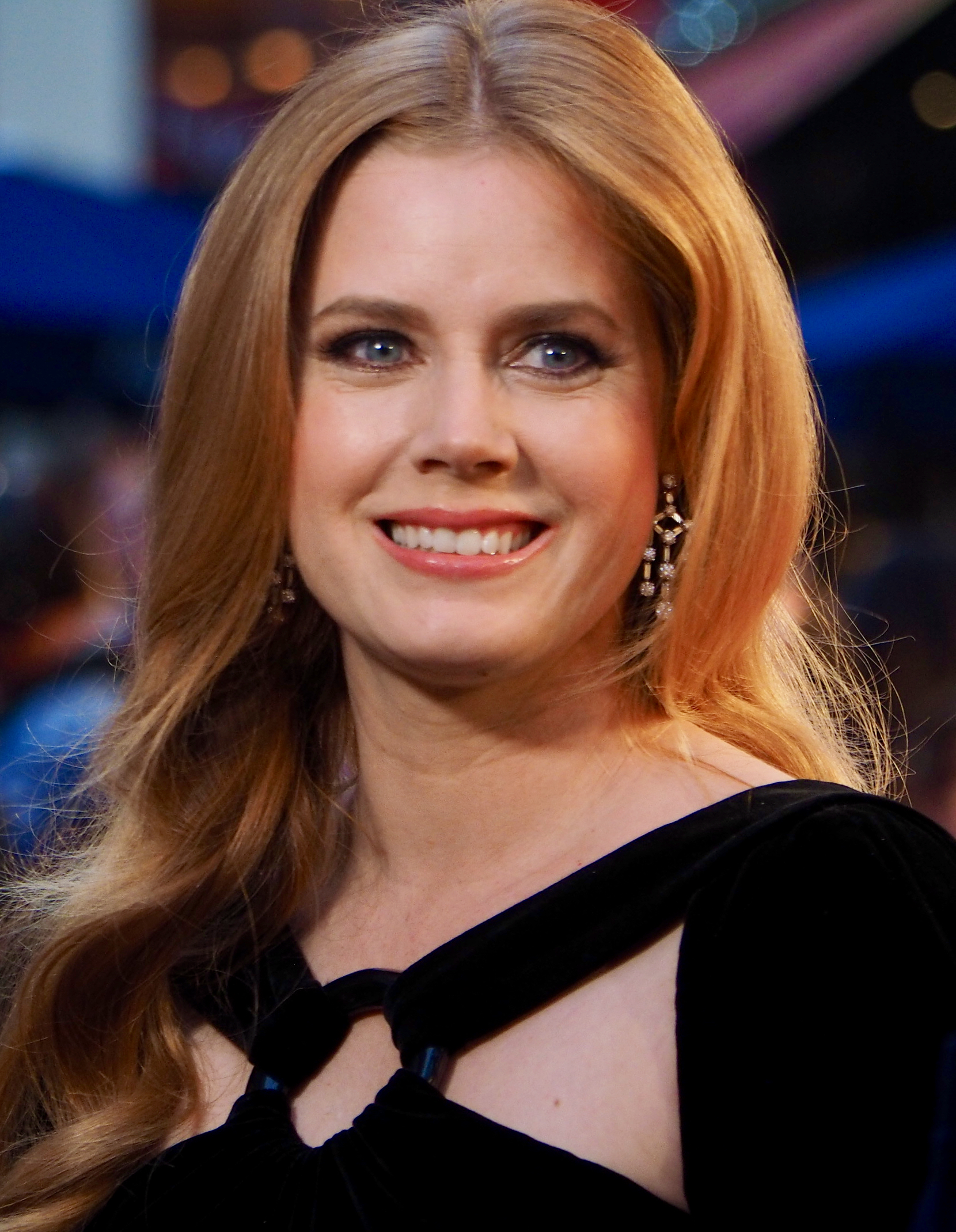
Amy Adams (* 1974)

- Adams, Amy Elizabeth (1892–1962), US-amerikanische Zoologin
- Adams, Andrew (1736–1797), britisch-amerikanischer Rechtsanwalt, Jurist und politischer Führer
- Adams, Andrew Leith (1827–1882), schottischer Mediziner, Naturforscher und Geologe
- Adams, Andy (1859–1935), amerikanischer Schriftsteller
- Adams, Annette Abbott (1877–1956), US-amerikanische Rechtsanwältin, Staatsanwältin und Richterin
- Adams, Ansel (1902–1984), US-amerikanischer Fotograf
- Adams, Anthony, Autor, Produzent und Regisseur mit den Schwerpunkten Film, Fernsehen und Theater
- Adams, Antoine (* 1988), Leichtathlet von St. Kitts und Nevis
- Adams, Art (* 1935), US-amerikanischer Rockabilly-Musiker
- Adams, Art (* 1963), US-amerikanischer Comiczeichner
- Adams, Arthur (1820–1878), englischer Schiffsarzt und Malakologe

###### Adams, B
- Adams, Barbara (1945–2002), britische Ägyptologin
- Adams, Ben (1890–1961), US-amerikanischer Leichtathlet
- Adams, Ben (* 1981), britischer Sänger
- Adams, Benjamin (1764–1837), US-amerikanischer Politiker
- Adams, Bennie (* 1967), US-amerikanischer Basketballschiedsrichter
- Adams, Berle (1917–2009), US-amerikanischer Platten- und Fernsehproduzent
- Adams, Bernhard (* 1930), deutscher Bibliothekar
- Adams, Bertrand (* 1953), deutscher Politiker (CDU), MdL
- Adams, Bill (1902–1963), englischer Fußballspieler
- Adams, Bill (1921–1997), englischer Fußballspieler
- Adams, Billy (1897–1945), englischer Fußballspieler
- Adams, Billy (1902–1953), englischer Fußballspieler
- Adams, Billy (1940–2019), US-amerikanischer Rockabilly-Musiker
- Adams, Blair (* 1991), englischer Fußballspieler
- Adams, Bob (1917–1970), englischer Fußballspieler
- Adams, Bob (1924–2019), kanadischer Zehnkämpfer, Stabhochspringer und Hochspringer
- Adams, Bob (* 1942), britischer Mittelstreckenläufer
- Adams, Brandon (* 1978), US-amerikanischer Pokerspieler, Autor und Hochschullehrer
- Adams, Brandon Quintin (* 1979), US-amerikanischer Schauspieler
- Adams, Brenden (* 1995), größter Teenager der Welt
- Adams, Brian (* 1947), englischer Fußballspieler
- Adams, Brian (* 1949), britischer Geher
- Adams, Brian (1963–2007), US-amerikanischer Wrestler
- Adams, Brockman (1927–2004), US-amerikanischer Politiker
- Adams, Brooke (* 1949), US-amerikanische Schauspielerin
- Adams, Brooks (1848–1927), US-amerikanischer Historiker
- Adams, Bruce (* 1951), britischer Jazzmusiker (Trompete)
- Adams, Bruno (1963–2009), australischer Sänger, Songwriter und Musiker
- Adams, Bryan (* 1959), kanadischer Sänger und KomponistBryan Adams (* 1959)

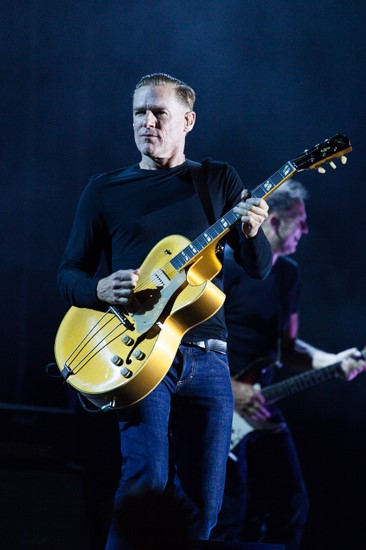
Bryan Adams (* 1959)

- Adams, Bryan (* 1977), kanadischer Eishockeyspieler
- Adams, Buck (1955–2008), US-amerikanischer Pornodarsteller
- Adams, Bucky (1937–2012), kanadischer Jazzsaxophonist und Bandleader
- Adams, Bud (1923–2013), US-amerikanischer Footballfunktionär

###### Adams, C
- Adams, Carl (1811–1849), deutscher Mathematiker und Lehrer
- Adams, Carl (1834–1900), US-amerikanischer Opernsänger (Tenor)
- Adams, Carl (1834–1865), deutscher Maler
- Adams, Carol (1918–2012), US-amerikanische Tänzerin und Schauspielerin
- Adams, Carol J. (* 1951), US-amerikanische Autorin mit den Themenschwerpunkten Feminismus und Tierrechte/Tierethik
- Adams, Carrie Belle († 1940), US-amerikanische Organistin, Sängerin, Dirigentin und Komponistin
- Adams, Cecil, US-amerikanischer Schriftsteller und Kolumnist
- Adams, Cecily (1958–2004), US-amerikanische Schauspielerin und RegisseurinCecily Adams (1958–2004)

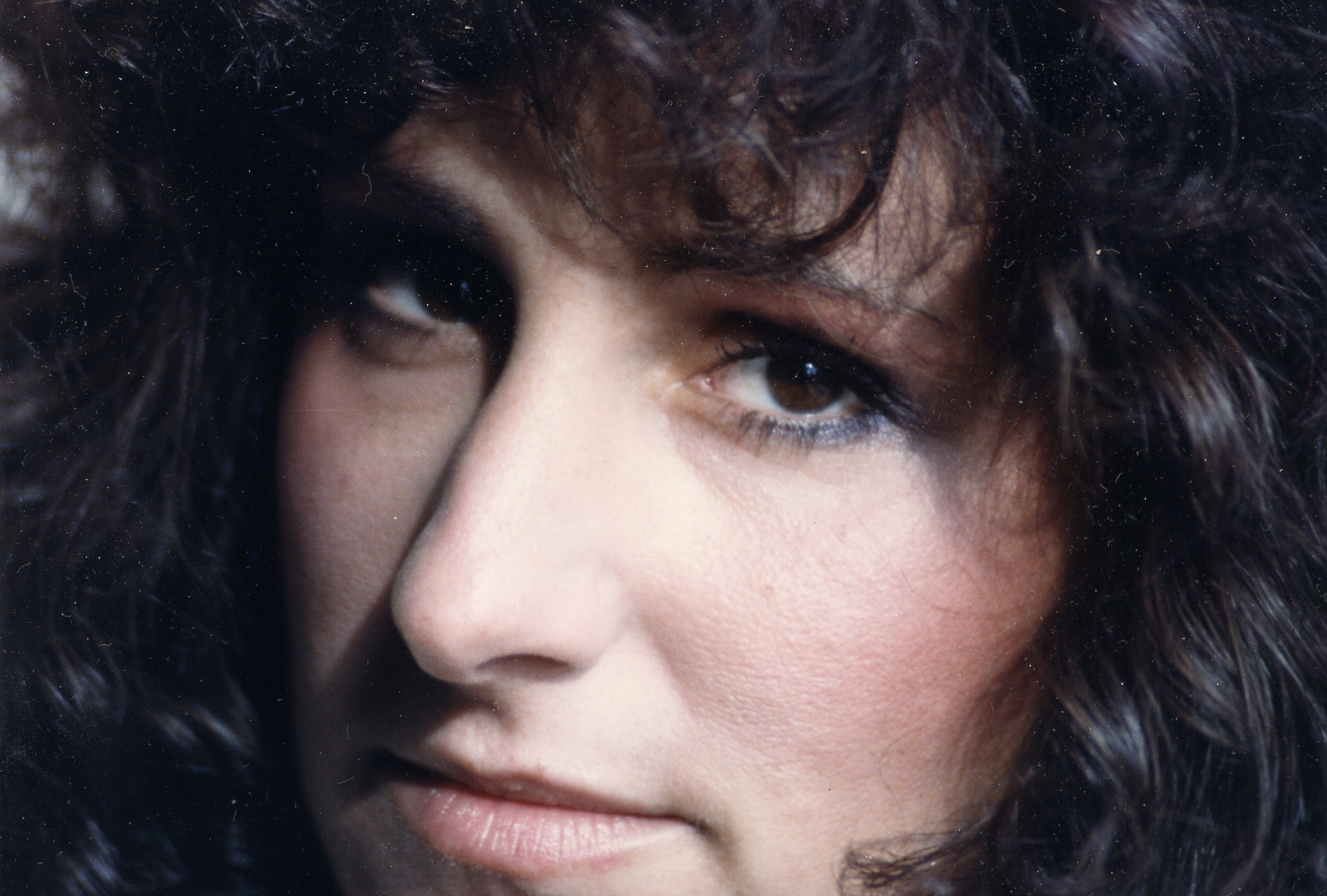
Cecily Adams (1958–2004)

- Adams, Chanté (* 1994), US-amerikanische Schauspielerin
- Adams, Charles (1876–1947), US-amerikanischer Unternehmer, Eigentümer der Boston Bruins
- Adams, Charles Baker (1814–1853), US-amerikanischer Naturforscher
- Adams, Charles Edward (1867–1936), US-amerikanischer Politiker
- Adams, Charles Follen (1842–1918), US-amerikanischer Dichter
- Adams, Charles Francis III (1866–1954), US-amerikanischer Politiker
- Adams, Charles Francis IV (1910–1999), US-amerikanischer Wirtschaftsmanager und Unternehmer
- Adams, Charles Francis, Jr. (1835–1915), US-amerikanischer Brevet-Brigadegeneral und Unternehmer
- Adams, Charles Francis, Sr. (1807–1886), US-amerikanischer Jurist und Politiker
- Adams, Charles H. (1824–1902), US-amerikanischer Jurist und Politiker
- Adams, Charles Hitchcock (1868–1951), US-amerikanischer Chemiker, Holzhändler und Amateur-Astronom
- Adams, Charles J. (1917–2008), US-amerikanischer Jurist und Politiker
- Adams, Charles Kendall (1835–1902), US-amerikanischer Historiker
- Adams, Charles Kingsley (1899–1971), britischer Kunsthistoriker
- Adams, Charles Warren (1833–1903), englischer Rechtsanwalt, Verleger und Anti-Vivisektionist
- Adams, Charlie (1920–2004), US-amerikanischer Country-Musiker
- Adams, Ché (* 1996), englisch-schottischer Fußballspieler
- Adams, Chef (1927–2017), kanadischer Country-Sänger
- Adams, Chris (1927–2012), englischer Fußballspieler
- Adams, Chris (1955–2001), englischer Wrestler und Judoka
- Adams, Christina, Produzentin und Drehbuchautorin
- Adams, Christine (* 1974), deutsche Stabhochspringerin
- Adams, Christine (* 1974), britisch-amerikanische SchauspielerinChristine Adams (* 1974)

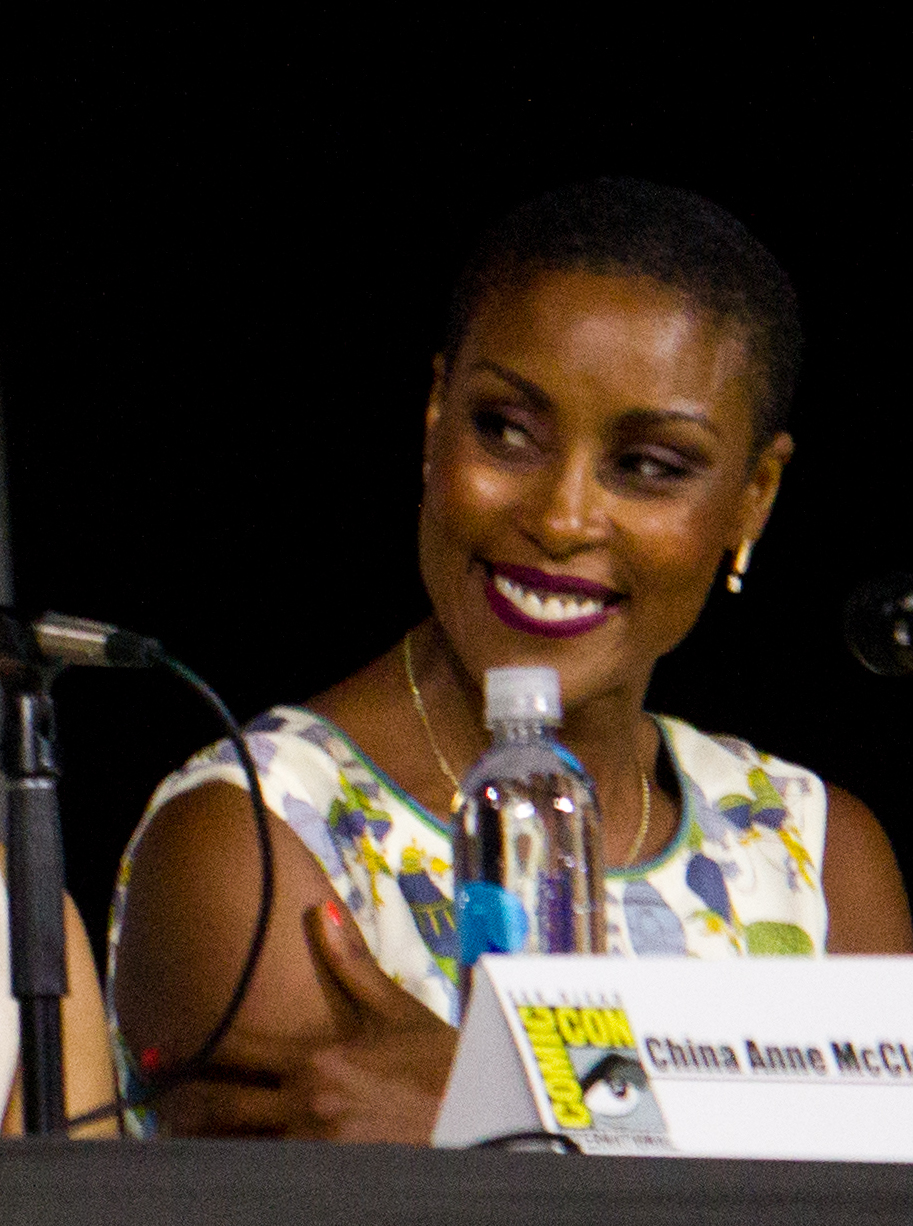
Christine Adams (* 1974)

- Adams, Christoph (* 1965), deutscher Jazzmusiker (Piano, Gesang)
- Adams, Chuck (* 1971), US-amerikanischer Tennisspieler
- Adams, CJ (* 2000), US-amerikanischer Schauspieler
- Adams, Clarence (* 1974), US-amerikanischer Boxer (Superbantamgewicht)
- Adams, Clarence Raymond (1898–1965), US-amerikanischer Mathematiker
- Adams, Clark (1969–2007), US-amerikanischer Bürgerrechtler
- Adams, Claude (1894–1958), US-amerikanischer Offizier der US Army
- Adams, Clayton (1890–1965), US-amerikanischer Offizier der US Army
- Adams, Clemens (1864–1941), deutscher Unternehmer und Politiker
- Adams, Clemens (1891–1962), deutscher Politiker (CDU), MdL
- Adams, Clemens Joseph (1831–1876), deutscher Kommunalpolitiker
- Adams, Cliff (1923–2001), britischer Orchesterleiter, Sänger und Radiomoderator
- Adams, Clinton (1918–2002), amerikanischer Lithograph, Maler und Kunsthistoriker
- Adams, Craig (* 1977), kanadischer Eishockeyspieler
- Adams, Cuno (1912–1942), deutscher Maler

###### Adams, D
- Adams, Danesha (* 1986), US-amerikanische Fußballspielerin
- Adams, Daniel Weisiger (1821–1872), US-amerikanischer Rechtsanwalt und Brigadegeneral des konföderierten Heeres im Amerikanischen Bürgerkrieg
- Adams, Darius (* 1989), US-amerikanischer Basketballspieler
- Adams, Davante (* 1992), US-amerikanischer American-Football-SpielerDavante Adams (* 1992)

Davante Adams (* 1992)

- Adams, David (1871–1943), britischer Politiker (Labour Party)
- Adams, David (1923–2006), kanadischer Filmproduzent
- Adams, David (* 1970), südafrikanischer Tennisspieler
- Adams, David R. (1941–2021), US-amerikanischer Mathematiker
- Adams, Davie (1883–1948), schottischer Fußballtorwart
- Adams, Dean (* 1990), irischer Sprinter
- Adams, Derroll (1925–2000), US-amerikanischer Folksänger
- Adams, Dirk (* 1968), deutscher Politiker (Bündnis 90/Die Grünen), MdL
- Adams, Don (1923–2005), US-amerikanischer Schauspieler
- Adams, Don (1943–1995), britischer Sänger
- Adams, Don Alden (1925–2019), US-amerikanischer Präsident der Wachtturm-Gesellschaft
- Adams, Donald, kanadischer Theater- und Filmschauspieler sowie Synchronsprecher
- Adams, Dorothy (1900–1988), US-amerikanische Schauspielerin
- Adams, Douglas (1952–2001), britischer SchriftstellerDouglas Adams (1952–2001)

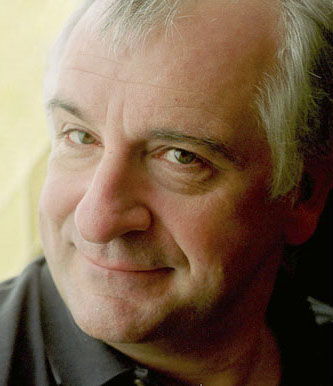
Douglas Adams (1952–2001)

- Adams, Douglas Quentin, US-amerikanischer Sprachwissenschaftler
- Adams, Dub (1919–1987), US-amerikanischer Western-Swing-Musiker und Viehzüchter
- Adams, Dudley (1762–1830), englischer Instrumentenhersteller

###### Adams, E
- Adams, Ebenezer (1765–1841), US-amerikanischer Hochschullehrer
- Adams, Ebou (* 1996), gambischer Fußballspieler
- Adams, Eddie (1933–2004), US-amerikanischer Fotojournalist
- Adams, Edgar (1868–1940), US-amerikanischer Schwimmer und Wasserspringer
- Adams, Edie (1927–2008), US-amerikanische Schauspielerin
- Adams, Edward J. (1887–1921), US-amerikanischer Serienmörder und Bankräuber
- Adams, Edward Joseph (* 1944), US-amerikanischer, römisch-katholischer Geistlicher, Erzbischof und Diplomat des Heiligen Stuhls
- Adams, Edward Larrabee (1878–1957), US-amerikanischer Romanist und Provenzalist
- Adams, Edward Robert (* 1934), südafrikanischer Geistlicher, Altbischof von Oudtshoorn
- Adams, Edwin Plimpton (1878–1956), Physiker
- Adams, Eleston Montgomery, antiguanischer Politiker und Fußballfunktionär
- Adams, Elke (* 1975), deutsche Juristin, Richterin am Bundesgerichtshof
- Adams, Ellen C. (1925–1982), kanadische Politikerin (ONDP)
- Adams, Emory Sherwood (1881–1967), US-amerikanischer Offizier der US Army
- Adams, Eric (* 1954), US-amerikanischer Sänger
- Adams, Eric (* 1960), US-amerikanischer Polizeibeamter im Ruhestand, Politiker und AutorEric Adams (* 1960)

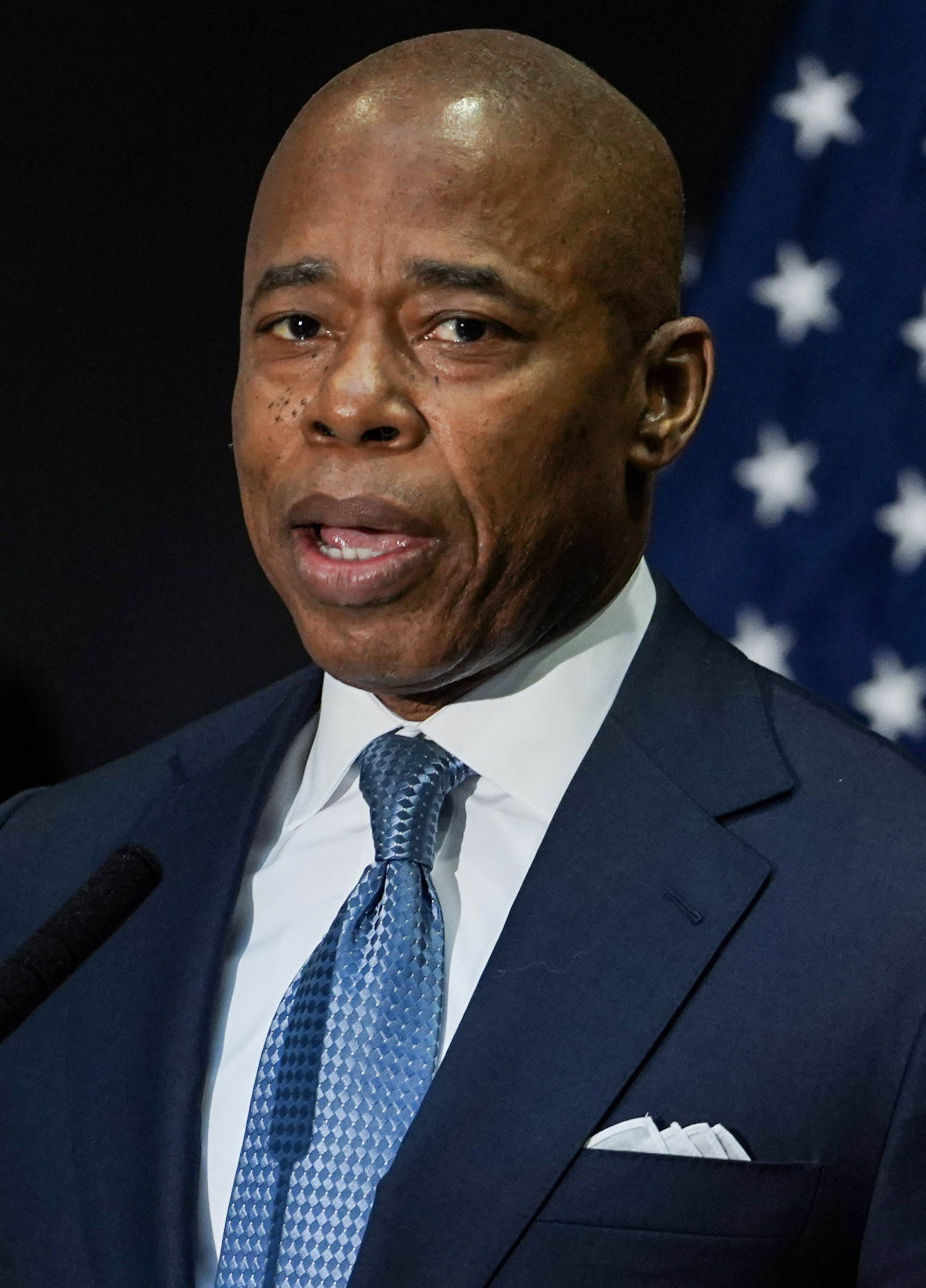
Eric Adams (* 1960)

- Adams, Ernie (1885–1947), US-amerikanischer Schauspieler
- Adams, Ernie (1922–2009), englischer Fußballspieler
- Adams, Ernie, US-amerikanischer Jazzmusiker
- Adams, Ernst (1890–1973), deutscher Politiker (CDU), MdL
- Adams, Evangeline (1868–1932), US-amerikanische Beraterin, Astrologin und Buchautorin

###### Adams, F
- Adams, Faye (1923–2016), US-amerikanische R&B-Sängerin
- Adams, Ferdinand (1903–1985), belgischer Fußballspieler und -trainer
- Adams, Flozell (* 1975), US-amerikanischer American-Football-Spieler
- Adams, Frank Dawson (1859–1942), kanadischer Geologe
- Adams, Frankie (* 1994), samoanisch-neuseeländische Schauspielerin und BoxerinFrankie Adams (* 1994)

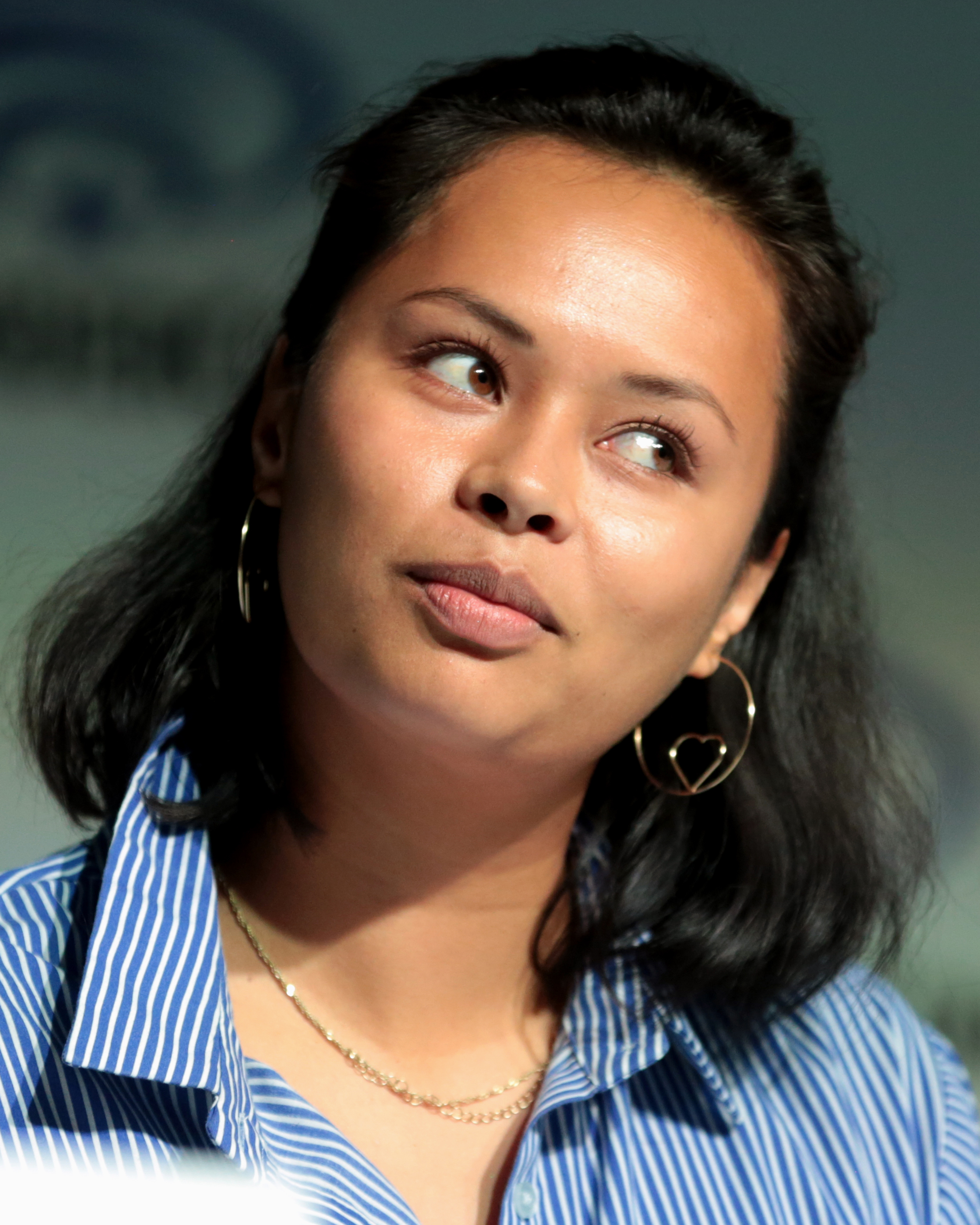
Frankie Adams (* 1994)

- Adams, Franklin Pierce (1881–1960), US-amerikanischer Journalist und Radiosprecher
- Adams, Franklin Stewart (1885–1964), US-amerikanischer Organist und Chorleiter
- Adams, Franz der Ältere (1800–1868), Anwalt und Mitglied des Vorparlaments und der Frankfurter Nationalversammlung
- Adams, Franz der Jüngere (1828–1891), deutscher Verwaltungsjurist

###### Adams, G
- Adams, Gaines (1983–2010), US-amerikanischer American-Football-Spieler
- Adams, Geoffrey (* 1957), britischer Botschafter
- Adams, George, schottischer Fußballspieler
- Adams, George (1784–1844), US-amerikanischer Jurist und Politiker
- Adams, George (1894–1963), britischer Mathematiker und Anthroposoph
- Adams, George (1904–1983), österreichisch-britischer Grafiker
- Adams, George (1926–2011), schottischer Fußballspieler
- Adams, George (1940–1992), US-amerikanischer Jazzmusiker (Saxophonist, Sänger, Flötist und Komponist)
- Adams, George (* 1947), englischer Fußballspieler
- Adams, George Archibald Emmett (1889–1938), britischer Songwriter, Texter und Arrangeur
- Adams, George Clifford (1887–1961), US-amerikanischer Pianist und Songwriter
- Adams, George E. (1840–1917), US-amerikanischer Politiker
- Adams, George junior (1750–1795), britischer Instrumentenbauer und Verfasser wissenschaftlicher Bücher
- Adams, George Madison (1837–1920), US-amerikanischer Politiker
- Adams, George Washington (1801–1829), US-amerikanischer Anwalt und Politiker
- Adams, Gerald († 2018), US-amerikanischer Jazzmusiker
- Adams, Gerry (* 1948), nordirischer Politiker, Mitglied des House of CommonsGerry Adams (* 1948)

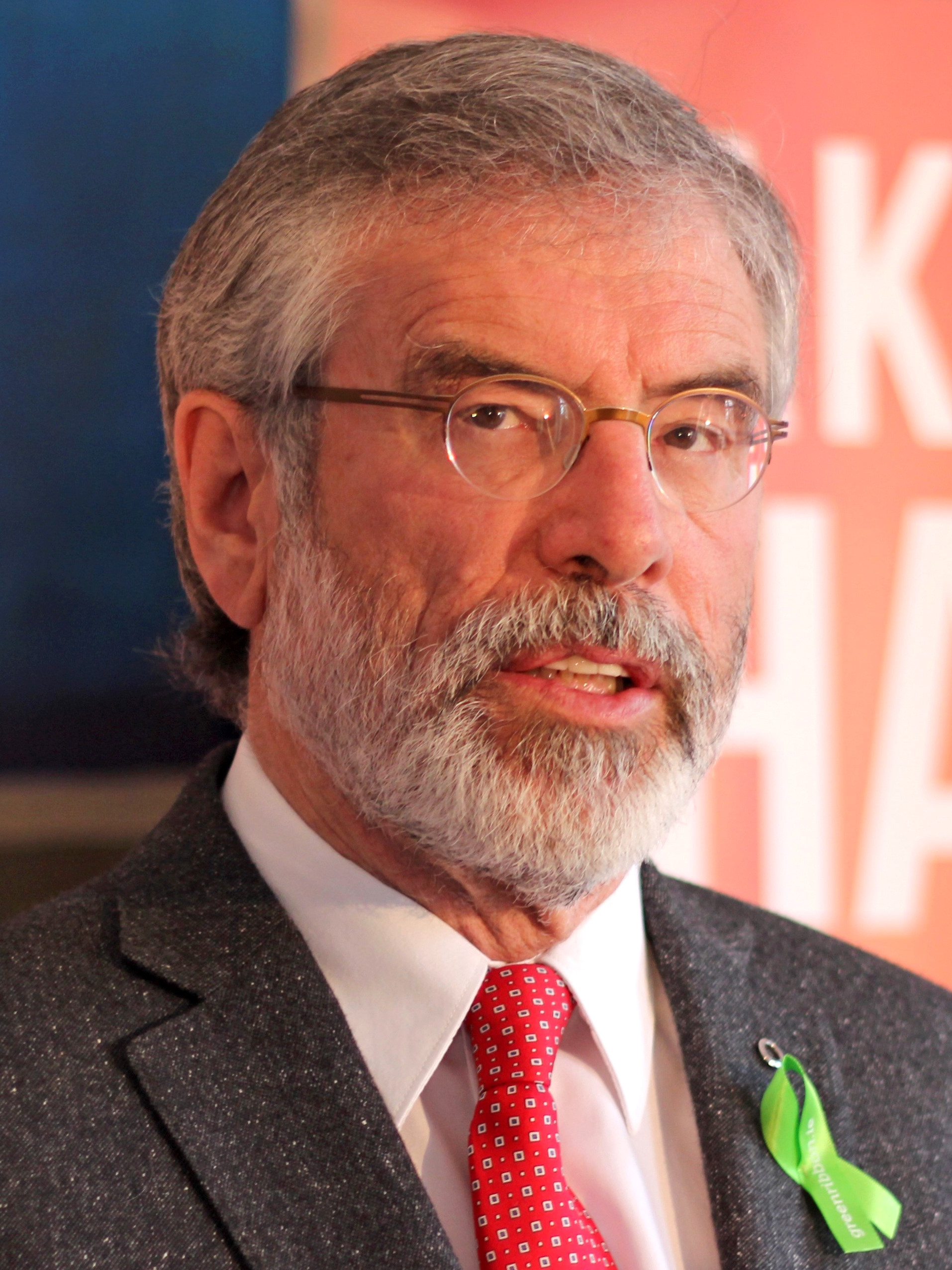
Gerry Adams (* 1948)

- Adams, Glenda (1939–2007), australische Schriftstellerin
- Adams, Graham (1933–2020), englischer Fußballspieler und -trainer
- Adams, Grantley Herbert (1898–1971), barbadischer Politiker
- Adams, Green (1812–1884), US-amerikanischer Politiker der Whig Party
- Adams, Greg (* 1960), kanadischer Eishockeyspieler und -trainer
- Adams, Greg (* 1963), kanadischer Eishockeyspieler

###### Adams, H
- Adams, H. Leslie (1932–2024), US-amerikanischer Komponist und Pianist
- Adams, Hannah (* 1755), US-amerikanische Schriftstellerin
- Adams, Harriet Chalmers (1875–1937), US-amerikanische Entdeckerin, Journalistin und Fotografin
- Adams, Harriet Stratemeyer (1892–1982), US-amerikanische Autorin
- Adams, Harry (* 1876), US-amerikanischer Marine-Offizier und Polarreisender
- Adams, Harry (1880–1968), US-amerikanischer Sportschütze
- Adams, Helene (1865–1943), Opfer des Holocaust
- Adams, Henry (1813–1877), englischer Malakologe
- Adams, Henry (1838–1918), US-amerikanischer Historiker und SchriftstellerHenry Adams (1838–1918)

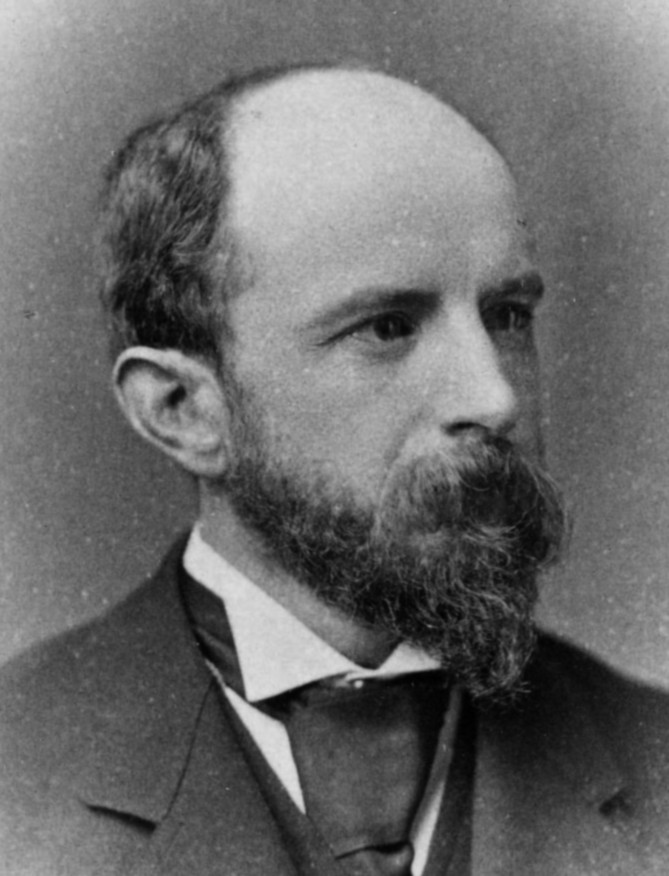
Henry Adams (1838–1918)

- Adams, Henry (1858–1929), US-amerikanischer Bauingenieur
- Adams, Henry Carter (1851–1921), US-amerikanischer Wirtschaftswissenschaftler
- Adams, Henry Cullen (1850–1906), US-amerikanischer Politiker
- Adams, Henry Mason (1907–1992), US-amerikanischer Historiker
- Adams, Herbert (1874–1958), britischer Schriftsteller
- Adams, Herbert Baxter (1850–1901), US-amerikanischer Historiker und Hochschullehrer

###### Adams, I
- Adams, Irene (* 1947), britische Politikerin, Mitglied des House of Commons
- Adams, Isaac (1802–1883), US-amerikanischer Erfinder

###### Adams, J
- Adams, J. C. (* 1970), US-amerikanischer Autor, Journalist, Blogger und Filmregisseur
- Adams, J. Ottis (1851–1927), US-amerikanischer Maler und Kunstpädagoge sowie Mitglied der Hoosier Group
- Adams, Jack (* 1625), englischer Astrologe
- Adams, Jack (1895–1968), kanadischer Eishockeyspieler und -trainer
- Adams, Jack (* 1998), neuseeländischer Skirennläufer
- Adams, Jamal (* 1995), US-amerikanischer American-Football-SpielerJamal Adams (* 1995)

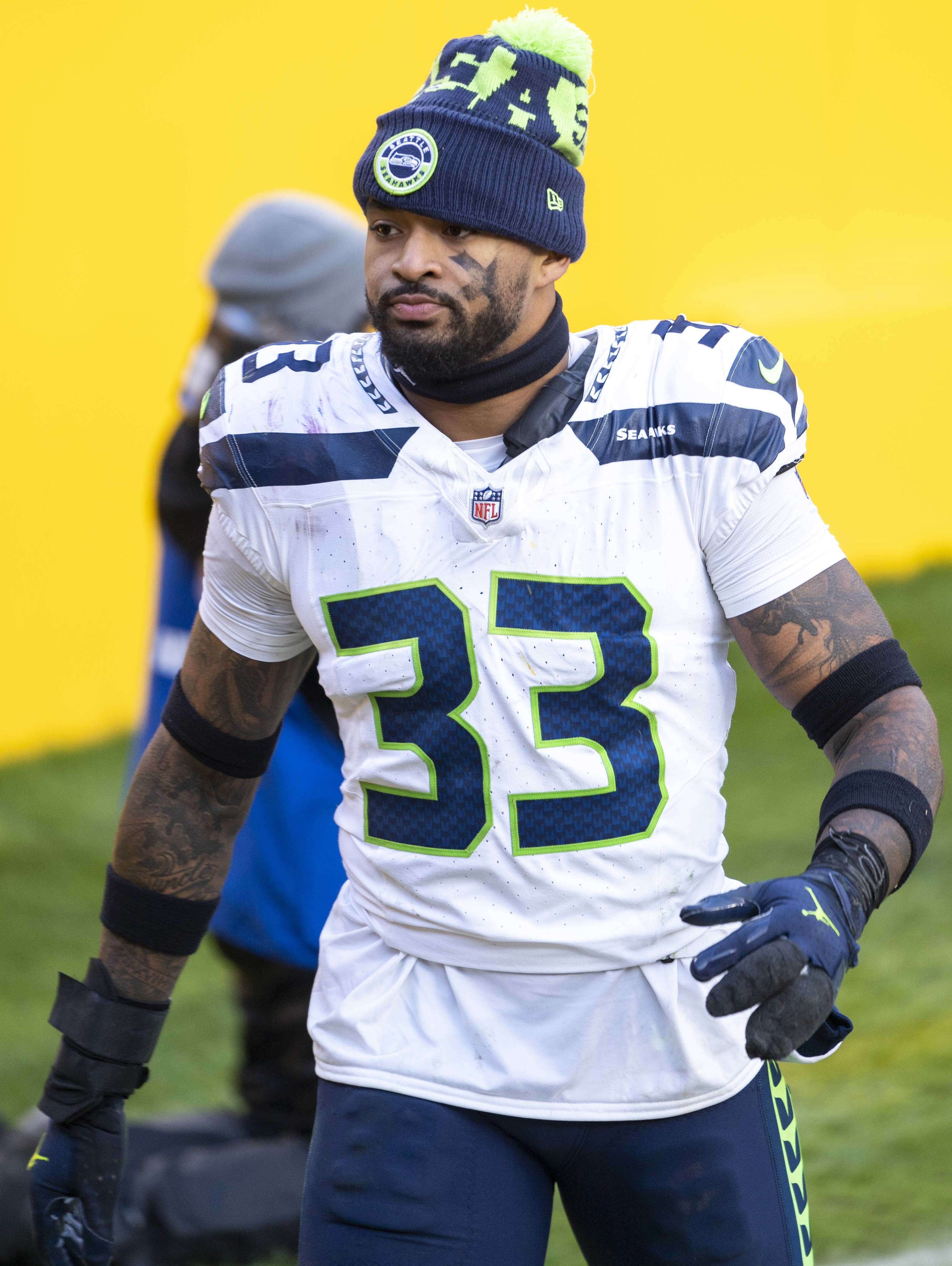
Jamal Adams (* 1995)

- Adams, James (1737–1802), englischer Jesuit und Philologe
- Adams, James (1864–1943), schottischer Fußballspieler
- Adams, James (1896–1973), englischer Fußballspieler
- Adams, James (* 1903), schottischer Fußballspieler
- Adams, James B. (1926–2020), US-amerikanischer Regierungsbeamter
- Adams, James Capen (1807–1860), US-amerikanischer Tierfänger, Dompteur und Schausteller
- Adams, James Hopkins (1812–1861), Gouverneur von South Carolina
- Adams, James Noel (1943–2021), australischer Klassischer Philologe
- Adams, James Truslow (1878–1949), amerikanischer Historiker und Schriftsteller
- Adams, Jameson (1880–1962), britischer Meteorologe und Südpolarforscher
- Adams, Jane (1918–2014), US-amerikanische Schauspielerin
- Adams, Jane (* 1965), US-amerikanische Schauspielerin
- Adams, Jane A. (* 1960), britische Schriftstellerin
- Adams, Jasper (* 1989), niederländischer Handballspieler
- Adams, Jay (1961–2014), US-amerikanischer SkateboarderJay Adams (1961–2014)

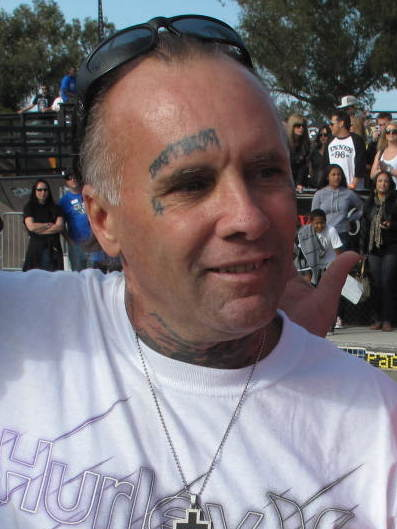
Jay Adams (1961–2014)

- Adams, Jay E. (1929–2020), US-amerikanischer reformierter Theologe, Psychologe, Seelsorger, Sachbuchautor und Referent
- Adams, Jean-Pierre (1948–2021), französischer Fußballspieler
- Adams, Jeffrey (* 1955), US-amerikanischer Mathematiker
- Adams, Jens (* 1992), belgischer Radrennfahrer
- Adams, Jerell (* 1992), US-amerikanischer American-Football-Spieler
- Adams, Jerome (* 1974), amerikanischer Arzt, Sanitätsinspekteur der Vereinigten Staaten
- Adams, Jewett W. (1835–1920), US-amerikanischer Politiker
- Adams, Jill (1930–2008), britische Schauspielerin und Glamourgirl
- Adams, Jimmie V. (* 1936), US-amerikanischer Pilot, General der US-Luftwaffe
- Adams, Jimmy (1937–2005), englischer Fußballspieler
- Adams, Joeri (* 1989), belgischer Cyclocrossfahrer
- Adams, Joey Lauren (* 1968), US-amerikanische Schauspielerin
- Adams, Johann Rudolf (1820–1908), deutscher Porträtmaler und Journalist
- Adams, John (1735–1826), US-amerikanischer Politiker und zweiter Präsident der Vereinigten Staaten (1797–1801)John Adams (1735–1826)

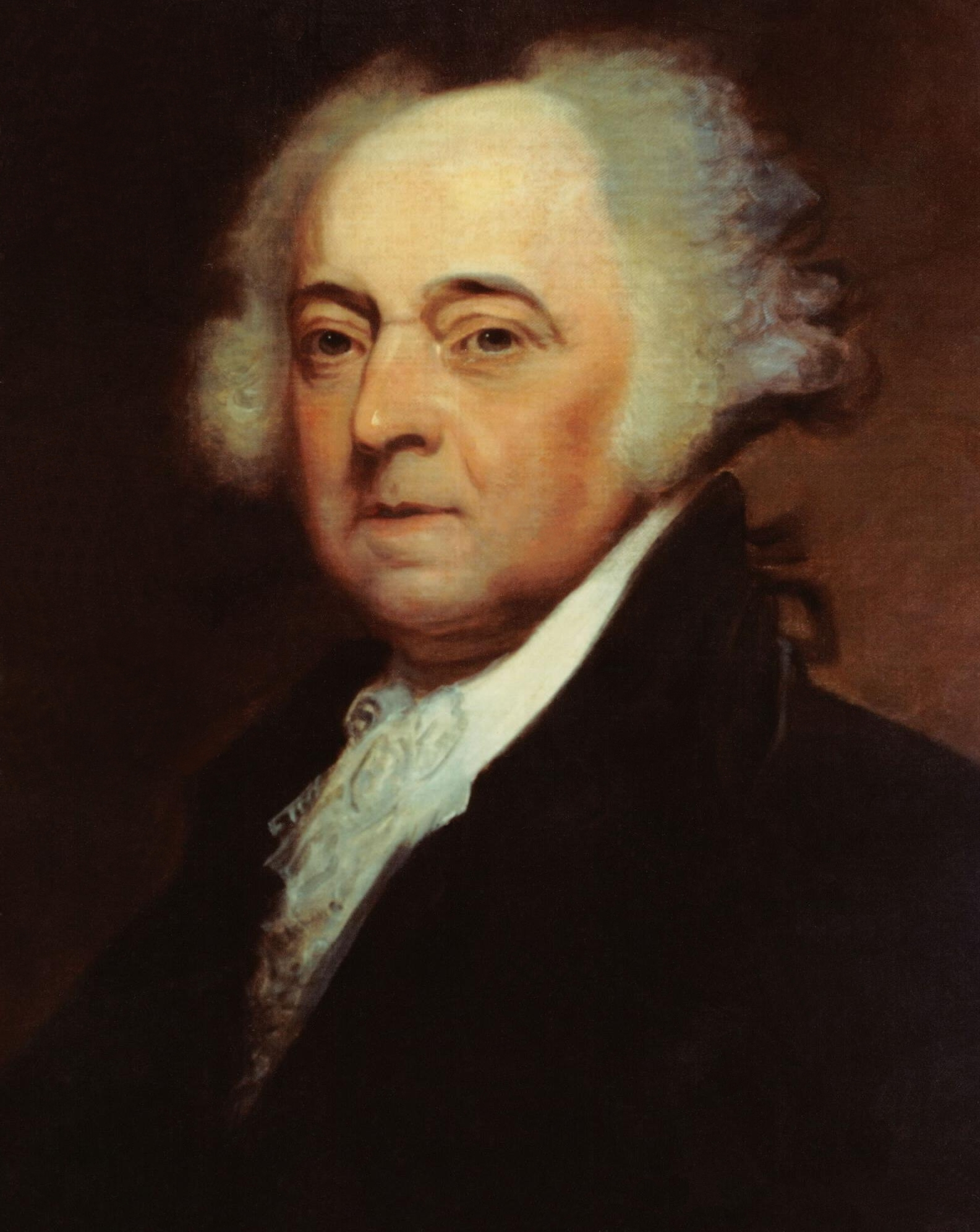
John Adams (1735–1826)

- Adams, John (1767–1829), Meuterer auf der Bounty; geistiger Gründervater der Pitcairner
- Adams, John (1778–1854), US-amerikanischer Jurist und Politiker
- Adams, John (1825–1864), General der Konföderierten Staaten von Amerika im Amerikanischen Bürgerkrieg
- Adams, John, US-amerikanischer Filmproduzent und Filmregisseur
- Adams, John (* 1947), US-amerikanischer Komponist
- Adams, John Bertram (1920–1984), britischer Physiker
- Adams, John Bodkin (1899–1983), britischer Mediziner, mutmaßlicher Serienmörder
- Adams, John Clement (* 1947), US-amerikanischer Komponist und Musikpädagoge
- Adams, John Couch (1819–1892), britischer Mathematiker
- Adams, John Frank (1930–1989), englischer Mathematiker
- Adams, John II (1803–1834), zweitgeborene Sohn des sechsten US-Präsidenten John Quincy Adams und Louisa Adams
- Adams, John J. (1848–1919), US-amerikanischer Jurist und Politiker
- Adams, John Lewis (* 1963), neuseeländischer Geistlicher, römisch-katholischer Bischof von Palmerston North
- Adams, John Luther (* 1953), US-amerikanischer Komponist
- Adams, John Michael G. (1931–1985), barbadischer Politiker, Premierminister von Barbados
- Adams, John Quincy (1767–1848), US-amerikanischer Politiker, sechster Präsident der Vereinigten StaatenJohn Quincy Adams (1767–1848)

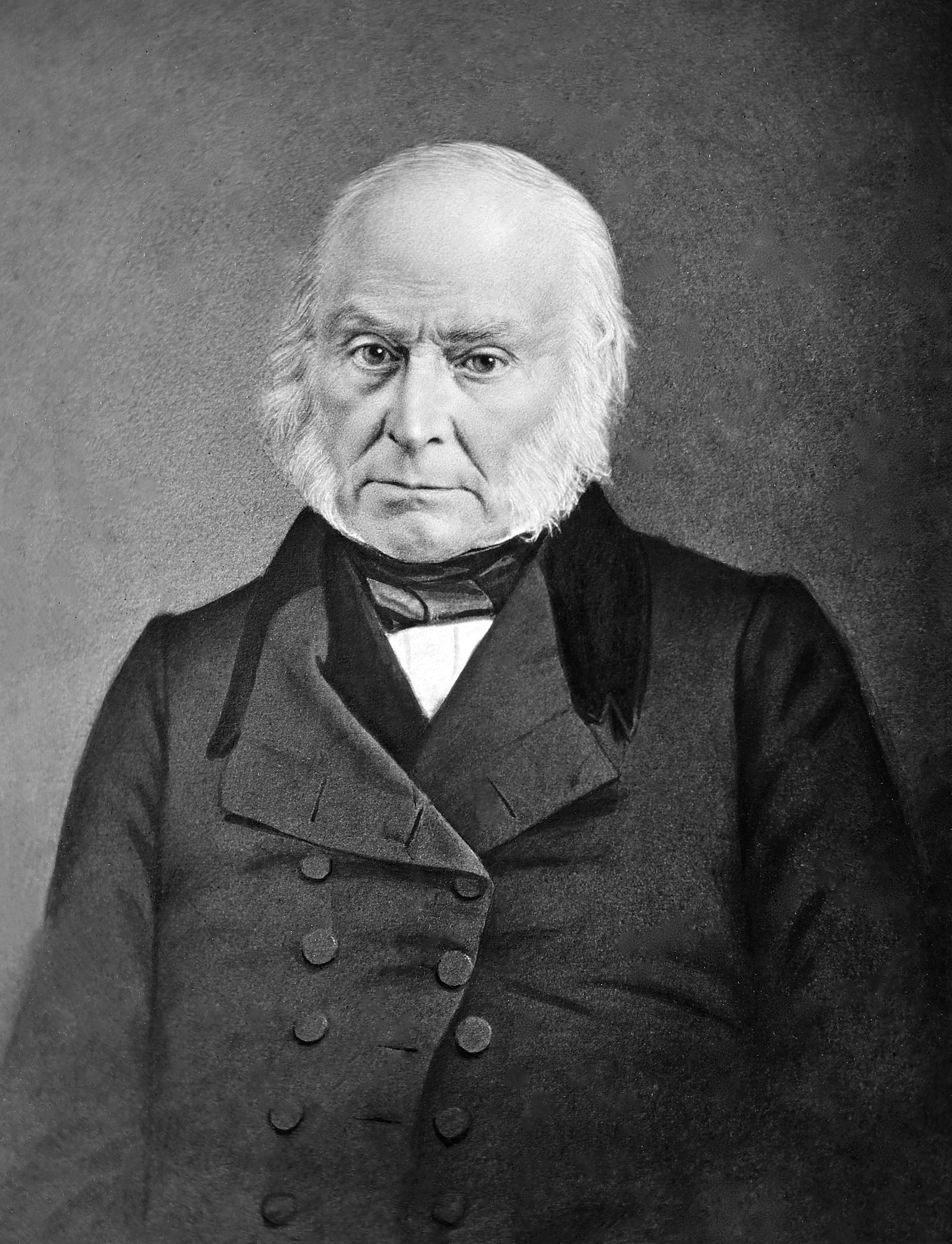
John Quincy Adams (1767–1848)

- Adams, John Quincy (1873–1933), österreichischer Maler
- Adams, Johnny (1932–1998), US-amerikanischer Blues-Sänger
- Adams, Jonathan (1931–2005), britischer Schauspieler
- Adams, Jonathan (* 1967), US-amerikanischer Schauspieler und Synchronsprecher
- Adams, Josef (1902–1966), deutscher römisch-katholischer Geistlicher und Dompropst in Worms
- Adams, Joseph Henry (1863–1938), britischer Dirigent, Organist und Komponist
- Adams, Josh (* 1995), walisischer Rugby-Union-Spieler
- Adams, Josh (* 1996), US-amerikanischer American-Football-Spieler
- Adams, Julia (* 1999), US-amerikanische Tennisspielerin
- Adams, Julian (* 1954), kanadischer Pharmakologe
- Adams, Julie (1926–2019), US-amerikanische SchauspielerinJulie Adams (1926–2019)

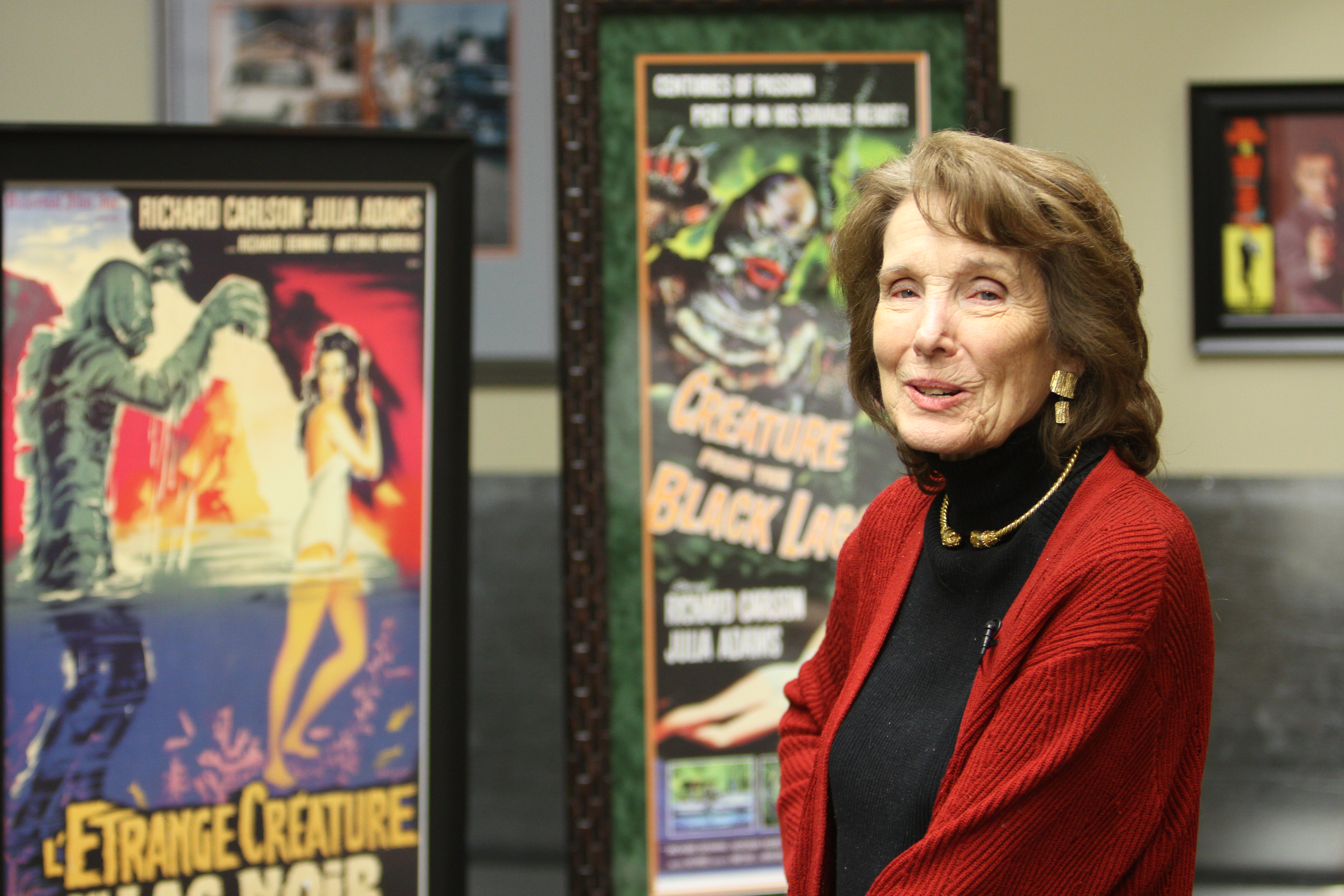
Julie Adams (1926–2019)

- Adams, Juliette Graves (1858–1951), US-amerikanische Pianistin und Musikpädagogin
- Adams, Jürgen (* 1961), deutscher Eishockeyspieler
- Adams, Jüri (* 1947), estnischer Politiker

###### Adams, K
- Adams, Karl (1891–1967), US-amerikanischer Baseballspieler
- Adams, Kathryn (1893–1959), US-amerikanische Stummfilmschauspielerin
- Adams, Katrina (* 1968), US-amerikanische Tennisspielerin
- Adams, Kelly (* 1979), britische Schauspielerin
- Adams, Kenneth Miller (1897–1966), US-amerikanischer Maler, Lithograf, Wandmaler und Kunstpädagoge
- Adams, Keri (* 1970), kanadische Schauspielerin und Nachrichtensprecherin
- Adams, Kevyn (* 1974), US-amerikanischer Eishockeyspieler und -trainer
- Adams, Kingsley (* 1952), ghanaischer Weitspringer
- Adams, Konrad (* 1958), deutscher Schauspieler und Regisseur
- Adams, Kurt (1889–1944), deutscher Politiker (SPD), MdHB, Opfer des Nationalsozialismus

###### Adams, L
- Adams, Laurie (1931–2024), englischer Fußballspieler
- Adams, Leigh (* 1971), australischer Speedwayfahrer
- Adams, Leni (* 1985), deutsche Schauspielerin
- Adams, Lennox (* 1968), vincentischer Leichtathlet
- Adams, Leo (* 1942), amerikanischer Künstler und Designer
- Adams, Léonie (1899–1988), US-amerikanische Dichterin
- Adams, Leopold (1902–1997), deutscher Jurist und Staatsanwalt
- Adams, Leverett A. (1877–1976), US-amerikanischer Zoologe und Museumskurator
- Adams, Liam (* 1986), australischer Langstreckenläufer
- Adams, Liz, US-amerikanische Drehbuchautorin, Filmregisseurin, Kurzfilmproduzentin und Musikvideoeditorin
- Adams, Ljukman Rassakowitsch (* 1988), russischer Dreispringer
- Adams, Louisa (1775–1852), First Lady der USA (1825–1829)Louisa Adams (1775–1852)

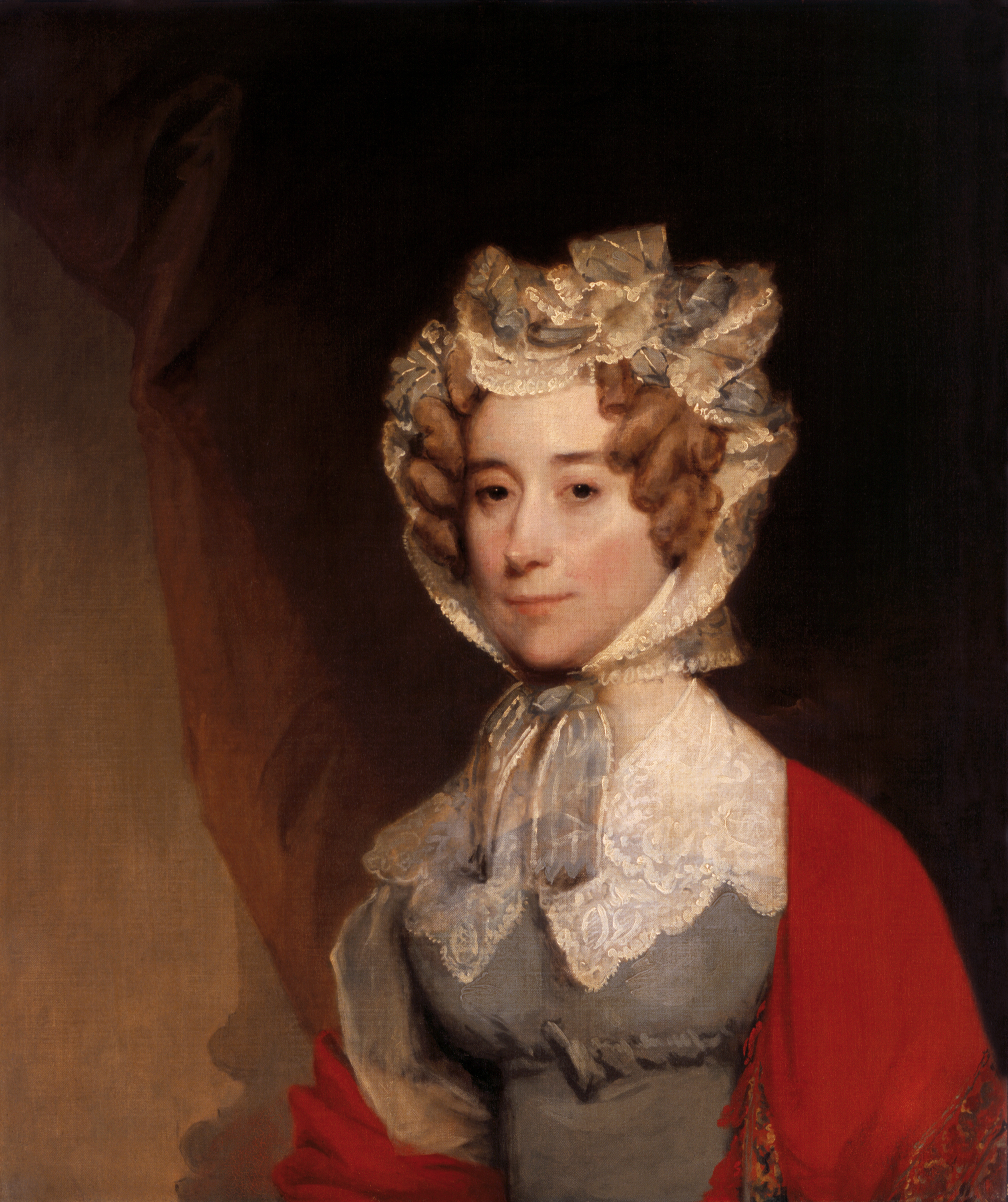
Louisa Adams (1775–1852)

- Adams, Louise Doris (1889–1965), britische Mathematikerin und Schulinspektorin
- Adams, Luke (* 1976), australischer Geher
- Adams, Luxolo (* 1996), südafrikanischer Sprinter

###### Adams, M
- Adams, Mac (* 1943), britischer Fotograf, Künstler und Bildhauer
- Adams, Manfred (1931–2019), deutscher Architekt
- Adams, Mareike (* 1990), deutsche Ruderin
- Adams, Marie (1925–1998), US-amerikanische R&B-Sängerin
- Adams, Martin (* 1956), englischer Dartspieler
- Adams, Mary Kay (* 1962), US-amerikanische Film- und Theaterschauspielerin
- Adams, Mason (1919–2005), US-amerikanischer Schauspieler
- Adams, Maud (* 1945), schwedische Filmschauspielerin und ehemaliges ModelMaud Adams (* 1945)

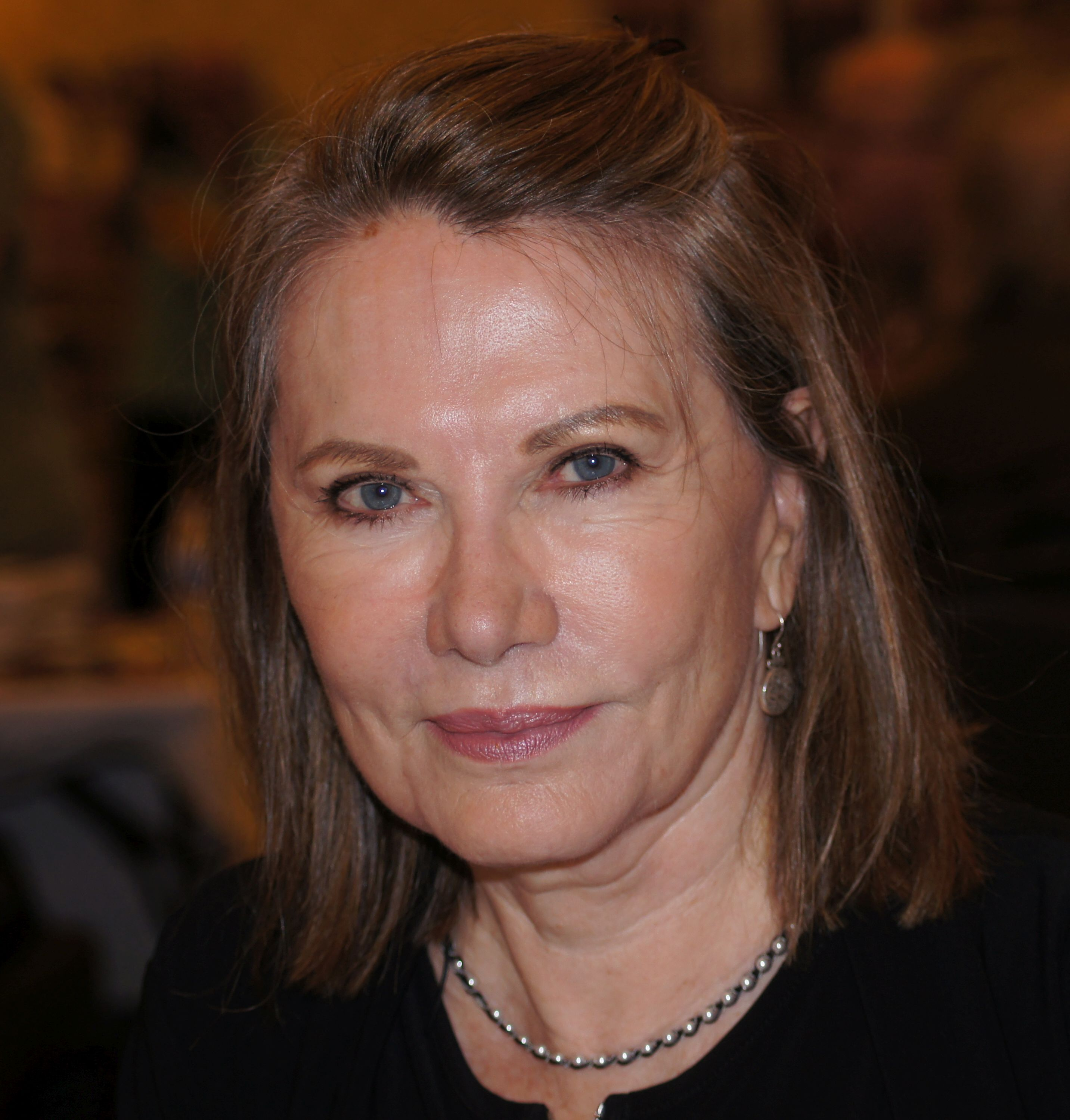
Maud Adams (* 1945)

- Adams, Maude (1872–1953), US-amerikanische Theaterschauspielerin
- Adams, McKenzie (* 1992), US-amerikanische Volleyballspielerin
- Adams, Meelah (* 1987), deutsche Schauspielerin
- Adams, Michael (1930–1967), US-amerikanischer Testpilot und Astronaut
- Adams, Michael (* 1937), englischer Maler
- Adams, Michael (* 1947), deutscher Wirtschaftsjurist
- Adams, Michael (* 1971), englischer SchachgroßmeisterMichael Adams (* 1971)

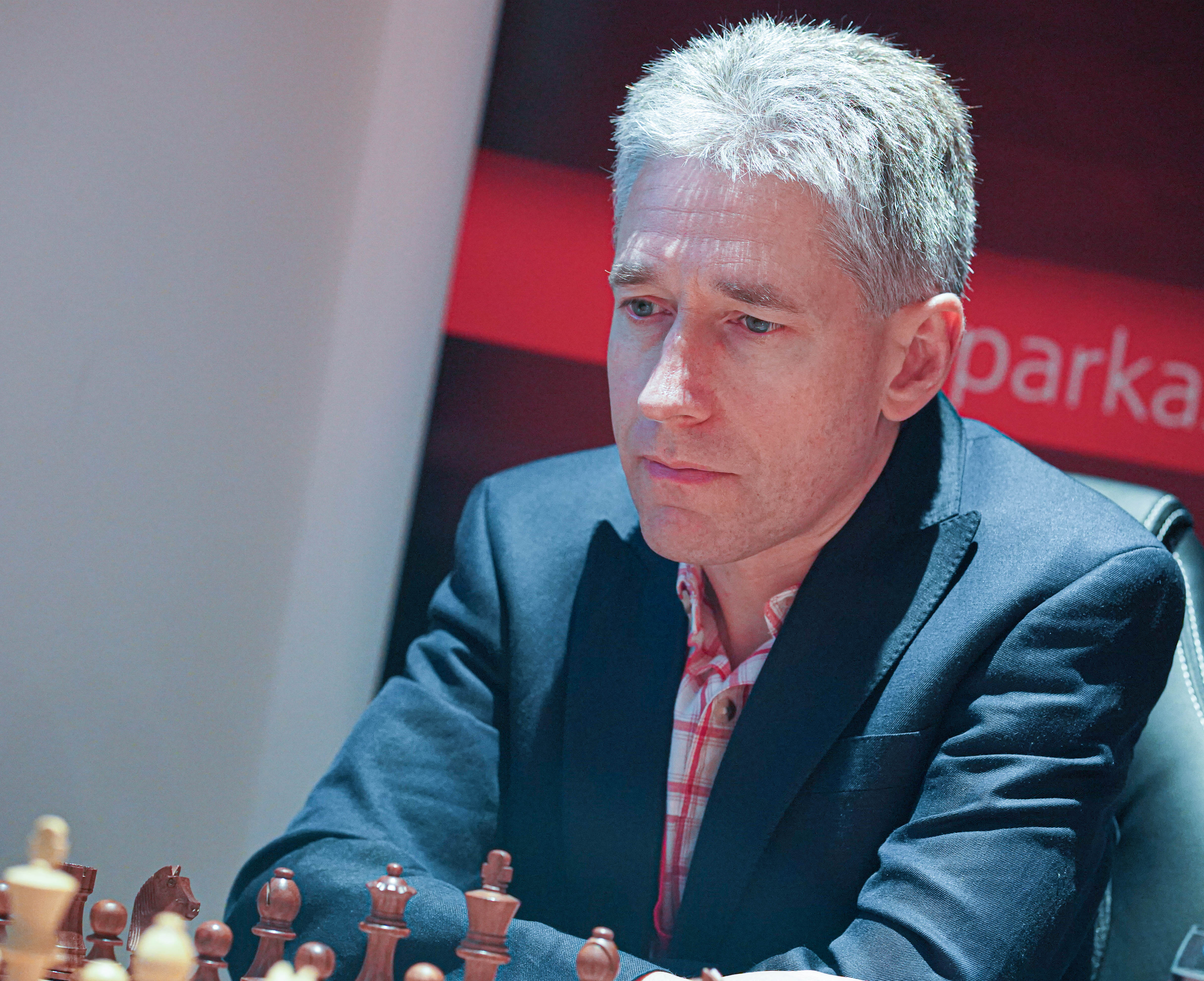
Michael Adams (* 1971)

- Adams, Michael (* 1977), südafrikanischer Badmintonspieler
- Adams, Michael Friedrich (1780–1838), deutsch-russischer Botaniker
- Adams, Mike, englischer Badmintonspieler
- Adams, Mike (* 1965), englischer Fußballspieler

###### Adams, N
- Adams, Nancy (1926–2007), neuseeländische Botanikerin, botanische Künstlerin und Museumskuratorin
- Adams, Nate (* 1984), US-amerikanischer Motocrossfahrer
- Adams, Neal (1941–2022), US-amerikanischer Comic-Zeichner
- Adams, Neil (* 1958), englischer Judoka
- Adams, Neil (* 1965), englischer Fußballspieler und -trainer
- Adams, Neile (* 1932), philippinische Schauspielerin und Tänzerin mit amerikanischer Staatsbürgerschaft
- Adams, Nene (1966–2015), US-amerikanische Schriftstellerin
- Adams, Nicholson B. (1895–1970), US-amerikanischer Hispanist
- Adams, Nick (1931–1968), US-amerikanischer Schauspieler
- Adams, Nick (* 1948), britischer Autorennfahrer
- Adams, Nicola (* 1982), englische Boxerin
- Adams, Nigel (* 1966), britischer Politiker (Conservative Party), Mitglied des House of Commons und Minister
- Adams, Nikolaus A. (* 1963), deutscher Ingenieur

###### Adams, O
- Adams, Oleta (* 1953), US-amerikanische Soul-Sängerin und Pianistin
- Adams, Orny (* 1970), US-amerikanischer Stand-up-Comedian und Schauspieler
- Adams, Ortwin (1958–2023), deutscher Virologe
- Adams, Otto (1887–1966), deutscher Gewerkschafter und Politiker, MdR

###### Adams, P
- Adams, Parmenio (1776–1832), US-amerikanischer Politiker
- Adams, Patch (* 1945), US-amerikanischer Arzt
- Adams, Patrick J. (* 1981), kanadischer SchauspielerPatrick J. Adams (* 1981)

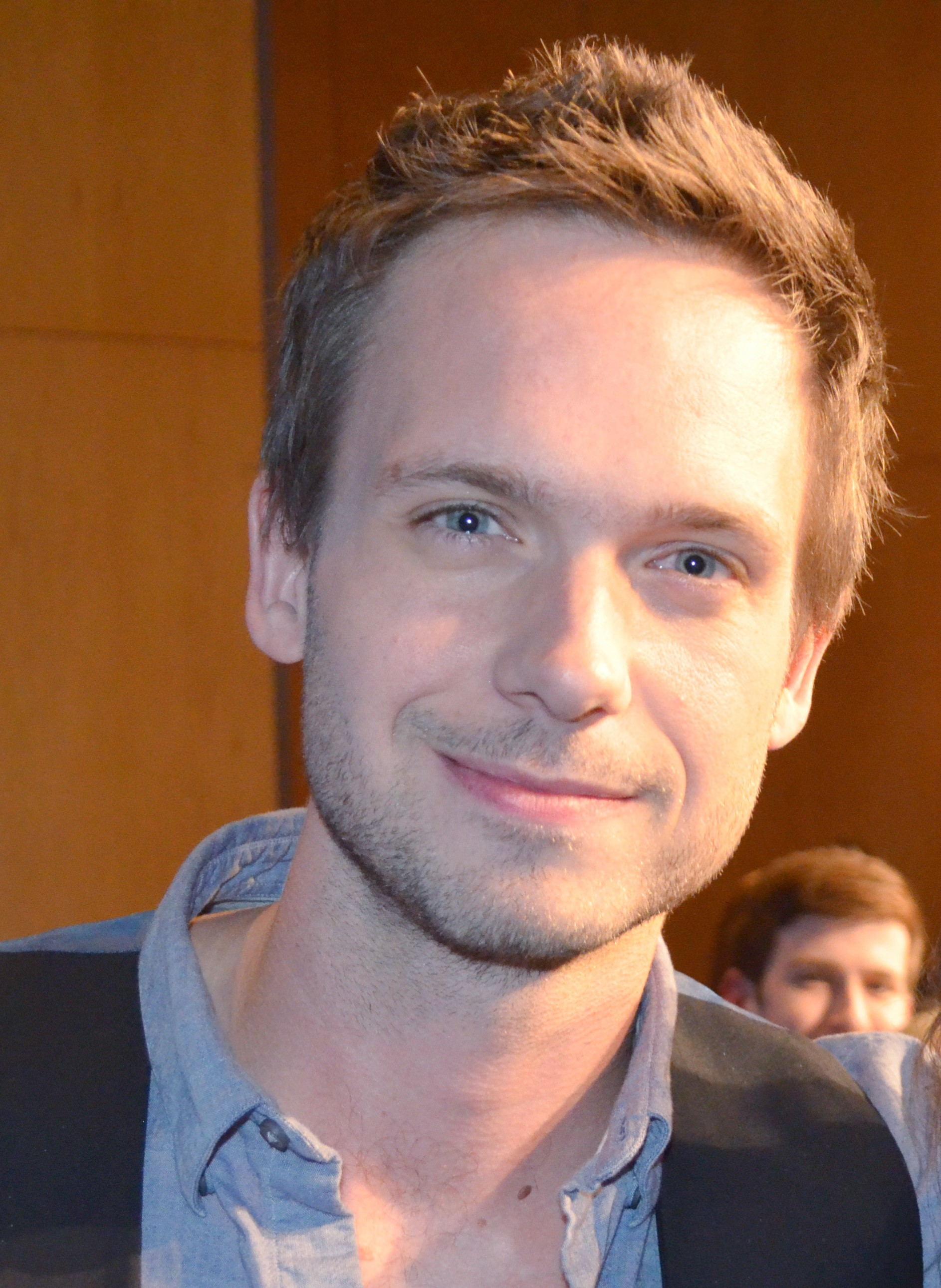
Patrick J. Adams (* 1981)

- Adams, Paul D. (1906–1987), US-amerikanischer Offizier der US Army
- Adams, Pepper (1930–1986), US-amerikanischer Baritonsaxophonist
- Adams, Percy (1914–1984), englischer Fußballspieler
- Adams, Philippe (* 1969), belgischer Autorennfahrer
- Adams, Pia (* 1996), deutsche Handballspielerin
- Adams, Placide (1929–2003), US-amerikanischer Jazzbassist
- Adams, Platt (1885–1961), US-amerikanischer Leichtathlet

###### Adams, Q
- Adams, Quawntay (* 1975), US-amerikanischer Straftäter und Ausbrecher

###### Adams, R
- Adams, R. J. Q. (* 1943), US-amerikanischer Historiker, Geschichtsschreiber und Autor
- Adams, Rachael (* 1990), US-amerikanische Volleyballspielerin
- Adams, Rahart (* 1996), australischer Schauspieler
- Adams, Ralph (* 1907), kanadischer Sprinter
- Adams, Ralph N. (1924–2002), US-amerikanischer Chemiker, Neurowissenschaftler und Hochschullehrer
- Adams, Renée, amerikanische Mathematikerin und Wirtschaftswissenschaftlerin
- Adams, Richard (1920–2016), britischer SchriftstellerRichard Adams (1920–2016)

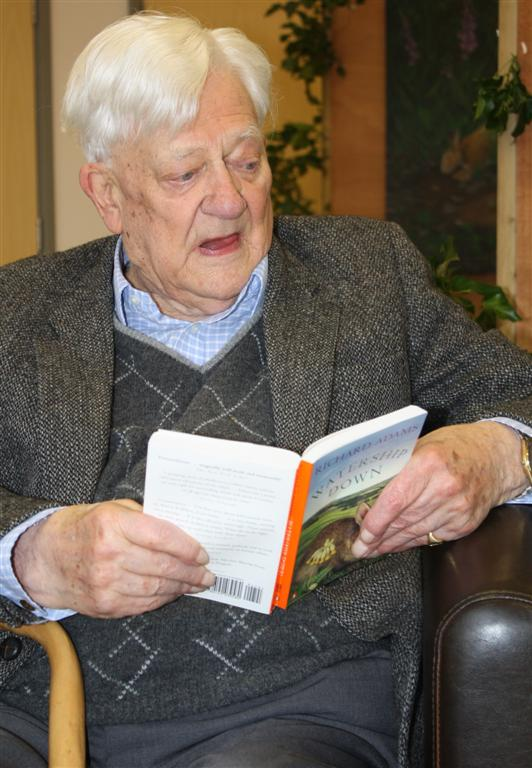
Richard Adams (1920–2016)

- Adams, Richard Newbold (1924–2018), US-amerikanischer Anthropologe
- Adams, Robert (1791–1875), irischer Chirurg
- Adams, Robert (1917–1984), britischer Bildhauer, Grafiker und Zeichner
- Adams, Robert (* 1937), US-amerikanischer Fotograf
- Adams, Robert H. (1792–1830), US-amerikanischer Politiker
- Adams, Robert junior (1849–1906), US-amerikanischer Politiker
- Adams, Robert McCormick Jr. (1926–2018), US-amerikanischer Anthropologe, Archäologe und Sekretär der Smithsonian Institution
- Adams, Robert Merrihew (1937–2024), US-amerikanischer evangelisch-reformierter Theologe und Philosoph
- Adams, Roger (1889–1971), US-amerikanischer Chemiker
- Adams, Rudi (1919–2013), deutscher Politiker (SPD), MdB, MdEP
- Adams, Russ (1930–2017), US-amerikanischer Sportfotograf
- Adams, Ruth (1914–2004), US-amerikanische Anglistin und Hochschullehrerin
- Adams, Ryan (* 1974), US-amerikanischer Singer-SongwriterRyan Adams (* 1974)

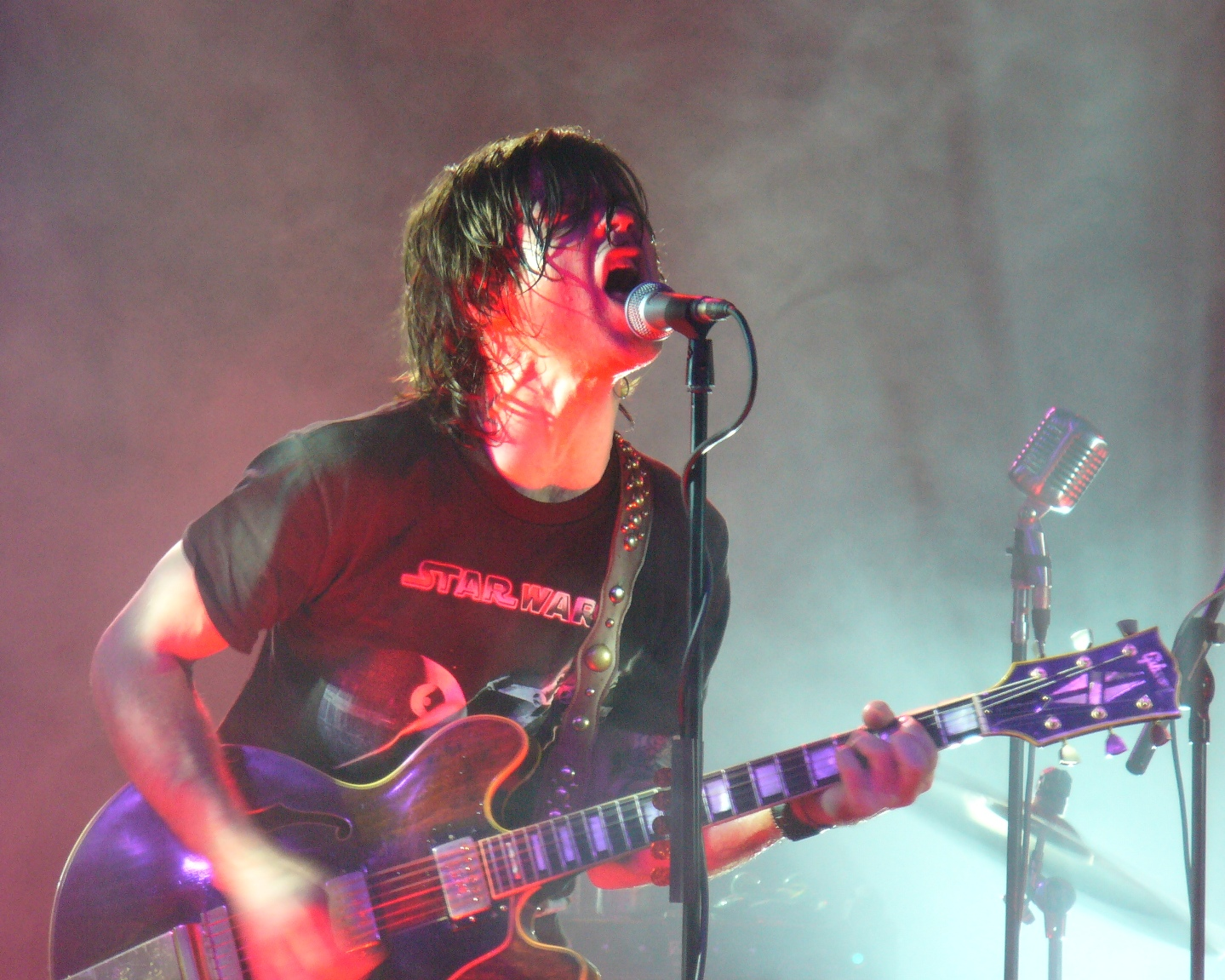
Ryan Adams (* 1974)

###### Adams, S
- Adams, Sam (* 1963), US-amerikanischer Politiker
- Adams, Sammy (* 1987), US-amerikanischer Rapper
- Adams, Samuel (1722–1803), US-amerikanischer Staatsmann und Revolutionär
- Adams, Samuel (1805–1850), US-amerikanischer Politiker
- Adams, Samuel A. (1934–1988), US-amerikanischer Nachrichtendienstler und Whistleblower
- Adams, Samuel Clifford Jr. (1920–2001), US-amerikanischer Entwicklungshelfer und Diplomat
- Adams, Samuel Hopkins (1871–1958), US-amerikanischer Schriftsteller und Journalist
- Adams, Sandy (* 1956), US-amerikanische Politikerin
- Adams, Sarah Flower (1805–1848), englische Dichterin
- Adams, Scott (* 1952), US-amerikanischer Programmierer und Computerspiel-Entwickler
- Adams, Scott (* 1957), US-amerikanischer ComiczeichnerScott Adams (* 1957)

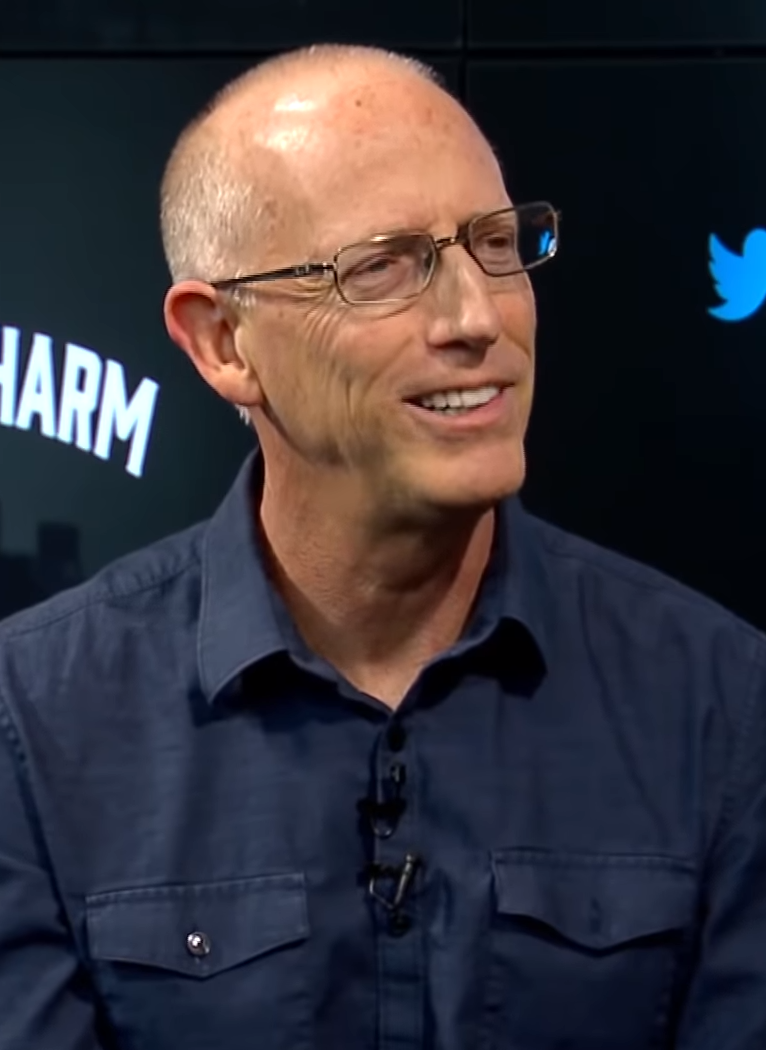
Scott Adams (* 1957)

- Adams, Scott (* 1971), australischer Behindertensportler im Ski Alpin
- Adams, Sherman (1899–1986), US-amerikanischer Politiker
- Adams, Silas (1839–1896), US-amerikanischer Politiker
- Adams, Simon (* 1967), südafrikanischer Dartspieler
- Adams, Simone Regina (* 1967), deutsche Psychotherapeutin und Schriftstellerin
- Adams, Stanley (1915–1977), US-amerikanischer Schauspieler
- Adams, Stanley (1927–2016), maltesischer Pharmamanager und Whistleblower
- Adams, Steff (* 1966), deutsche Künstlerin
- Adams, Stephen (1807–1857), US-amerikanischer Politiker (Demokratische Partei)
- Adams, Stephen (* 1984), ghanaischer Fußballtorhüter
- Adams, Stephen (* 1990), nordirischer Eishockeyspieler
- Adams, Steve (* 1958), englischer Fußballspieler
- Adams, Steve (* 1980), englischer Fußballspieler
- Adams, Steven (* 1993), neuseeländischer Basketballspieler
- Adams, Stewart (1904–1978), kanadischer Eishockeyspieler
- Adams, Stewart (1923–2019), britischer Pharmakologe
- Adams, Sunrise (* 1982), US-amerikanische PornodarstellerinSunrise Adams (* 1982)

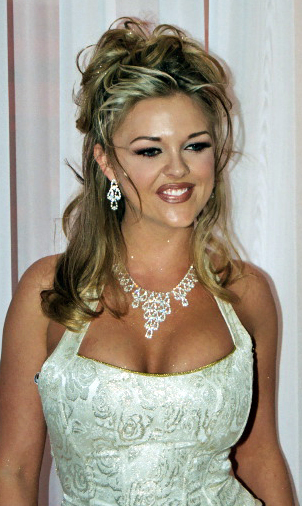
Sunrise Adams (* 1982)

- Adams, Susan, kanadische Skeletonpilotin
- Adams, Sylvan (* 1958), kanadisch-israelischer Unternehmer, Philanthrop und Radsportenthusiast

###### Adams, T
- Adams, Taeyanna (* 2002), mikronesische Schwimmerin
- Adams, Tag (* 1972), US-amerikanischer Pornodarsteller
- Adams, Taim M. (* 1992), deutsch-syrischer Filmregisseur, Drehbuchautor, Filmproduzent und Schauspieler
- Adams, Ted (1890–1973), US-amerikanischer Schauspieler
- Adams, Ted (1906–1991), englischer Fußballspieler
- Adams, Terry (* 1948), amerikanischer Fusionmusiker (Keyboard, Komposition)
- Adams, Thomalina (* 1993), namibische Fußballspielerin
- Adams, Thomas (1730–1788), US-amerikanischer Politiker
- Adams, Thomas (1785–1858), englischer Organist und Komponist
- Adams, Thomas (1818–1905), US-amerikanischer Erfinder und Unternehmer
- Adams, Thomas (1857–1918), englischer Komponist und Organist
- Adams, Thomas Boylston (1772–1832), britisch-amerikanischer Jurist
- Adams, Thomas Burton (1917–2006), US-amerikanischer Politiker
- Adams, Timothy (* 1986), kanadischer Pokerspieler
- Adams, Tommy (* 1980), US-amerikanischer Basketballspieler
- Adams, Tony (1953–2005), US-amerikanischer Film- und Theaterproduzent
- Adams, Tony (* 1966), englischer Fußballspieler und -trainer
- Adams, Tracey (* 1959), US-amerikanische Schauspielerin und ehemalige PornodarstellerinTracey Adams (* 1959)

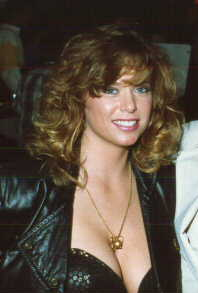
Tracey Adams (* 1959)

- Adams, Tracy, US-amerikanischer Filmeditor
- Adams, Tyler (* 1999), US-amerikanischer Fußballspieler

###### Adams, V
- Adams, Valerie (* 1984), neuseeländische Leichtathletin
- Adams, Valmar (1899–1993), estnischer Schriftsteller und Literaturwissenschaftler
- Adams, Vyvyan (1900–1951), britischer Politiker (Conservative Party)

###### Adams, W
- Adams, Walter (1945–2023), deutscher Leichtathlet
- Adams, Walter Sydney (1876–1956), US-amerikanischer Astronom
- Adams, Wayman Elbridge (1883–1959), US-amerikanischer Porträt- und Genremaler
- Adams, Weaver W. (1901–1963), US-amerikanischer Schachspieler und -autor
- Adams, Werner (1898–1987), deutscher Eisenbahningenieur
- Adams, Weston (1904–1973), US-amerikanischer Sportfunktionär
- Adams, Wilbur L. (1884–1937), US-amerikanischer Politiker
- Adams, Wilhelm (1896–1984), deutscher Dirigent, Chorleiter und Komponist
- Adams, Will (* 1963), britischer Autor von Thrillern
- Adams, Willi Paul (1940–2002), deutscher Amerikanist und Historiker
- Adams, William (1564–1620), englischer Seefahrer und vermutlich erster Europäer, der den Titel eines Samurai erhieltWilliam Adams (1564–1620)

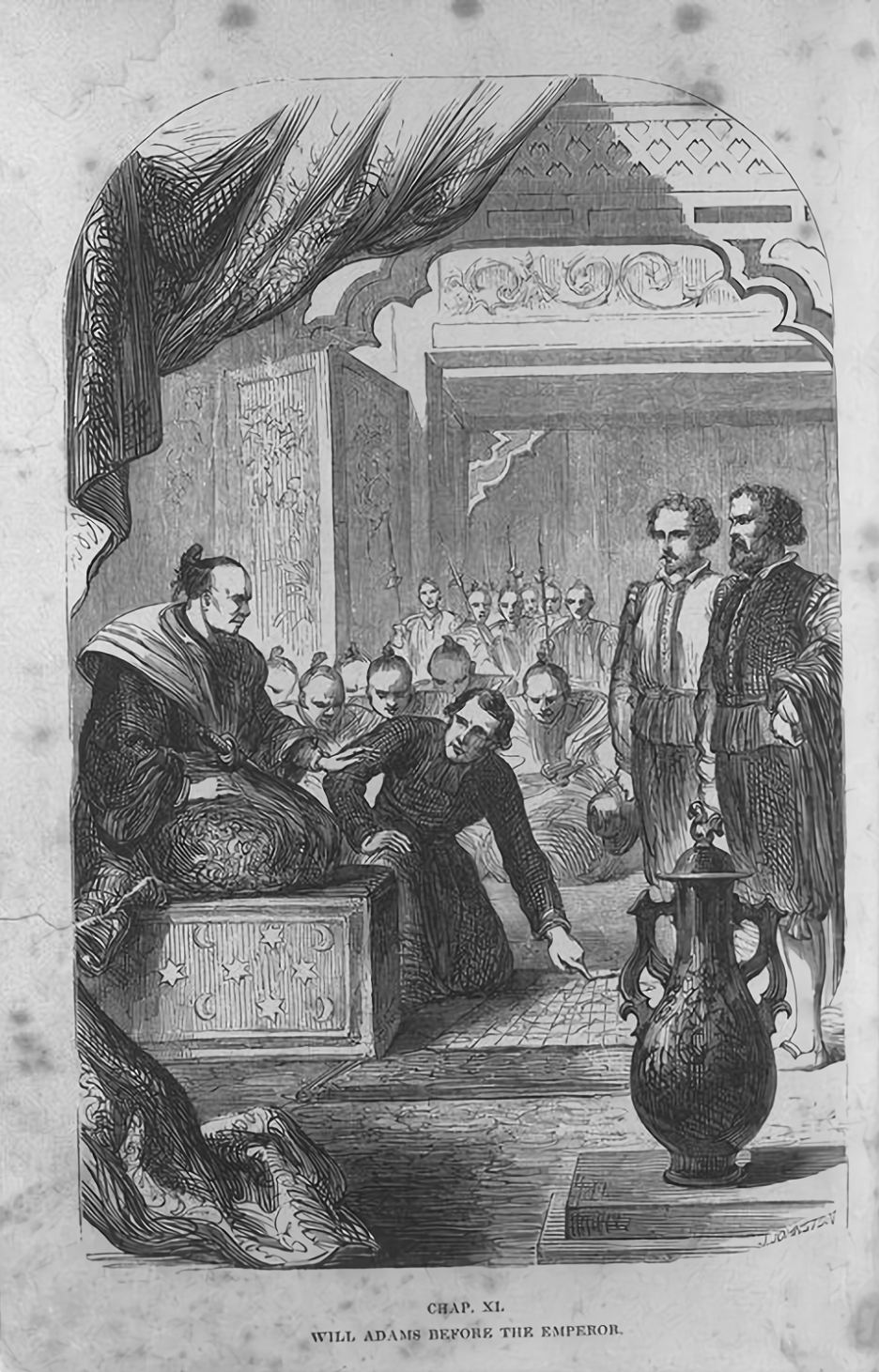
William Adams (1564–1620)

- Adams, William (1823–1904), britischer Lokomotiveningenieur bei der englischen Eisenbahn
- Adams, William (1861–1954), US-amerikanischer Politiker
- Adams, William Alexander (1821–1896), britischer Ingenieur und Unternehmer
- Adams, William Bridges (1797–1872), britischer Publizist, Eisenbahnkonstrukteur und Unternehmer
- Adams, William Grylls (1836–1915), britischer Physiker
- Adams, William M. (* 1955), britischer Geograph
- Adams, William Pitt (1804–1852), britischer Botschafter
- Adams, William Wirt (1819–1888), General der Konföderierten Staaten von Amerika im Sezessionskrieg
- Adams, Willie (* 1934), kanadischer Politiker
- Adams, Willis Seaver (1842–1921), US-amerikanischer Maler

###### Adams, Y
- Adams, Yolanda (* 1961), US-amerikanische Gospelsängerin

##### Adams-

###### Adams-B
- Adams-Burnett, Cherise (* 1995), britische Jazzmusikerin (Gesang)

###### Adams-F
- Adams-Frey, Andrea (* 1966), deutsche Sängerin christlicher Pop- und Lobpreismusik

###### Adams-R
- Adams-Ray, Daniel (* 1983), schwedischer Rapper, Sänger und Modedesigner

##### Adamsk
- Adamska, Aleksandra (* 1990), polnische Schauspielerin
- Adamska, Zofia (1903–1988), polnische Cellistin und Musikpädagogin
- Adamska-Gallant, Anna (* 1975), polnische Juristin
- Adamske, Antonius (* 1992), deutscher Dirigent
- Adamski (* 1967), britischer Dance-MusikerAdamski (* 1967)

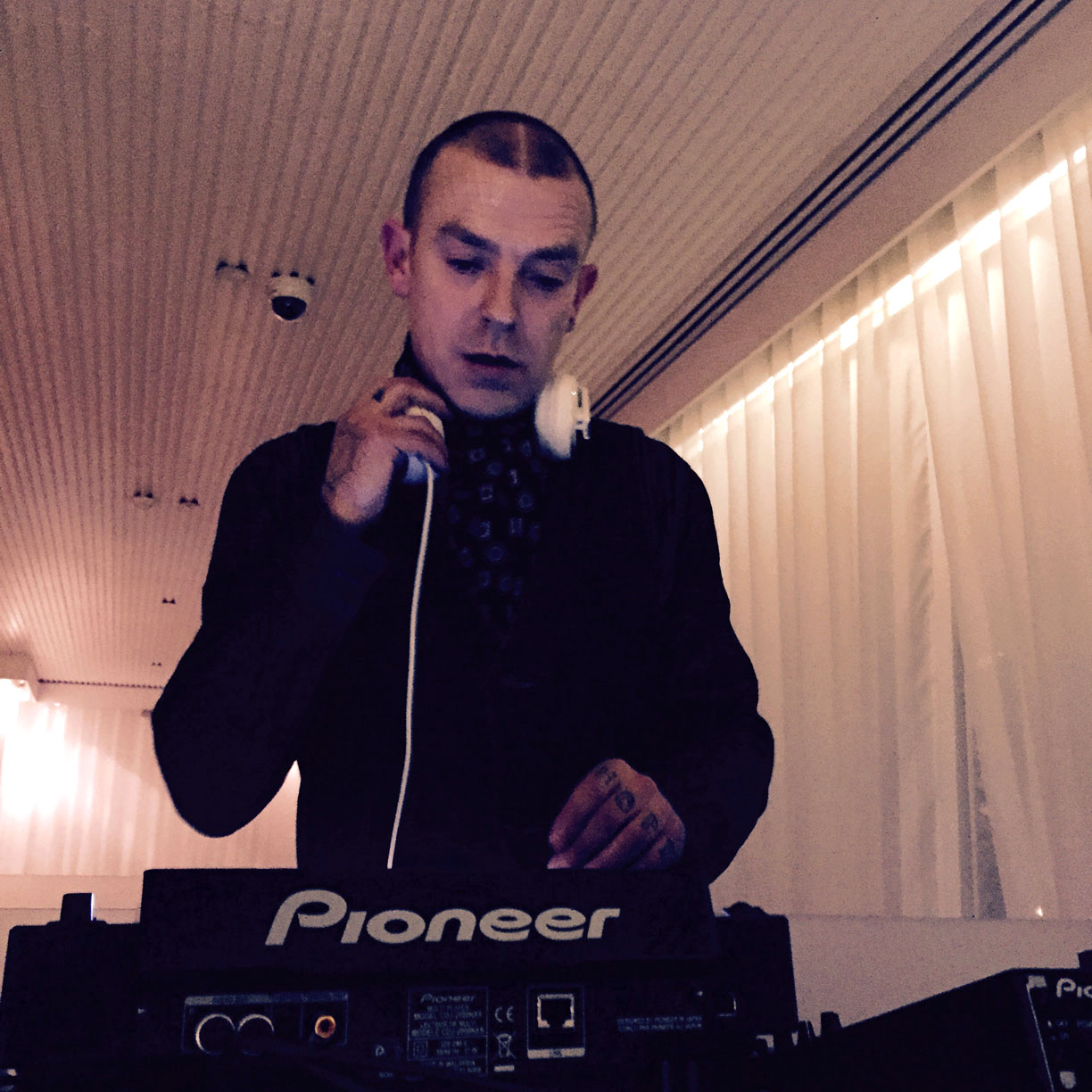
Adamski (* 1967)

- Adamski, Adam (* 1960), deutscher Kulturmanager, Autor, Produzent von TV-Sendungen und Textildesigner
- Adamski, Filip (* 1983), deutscher Ruderer
- Adamski, Florian (1971–2023), österreichischer Kabarettist und Schauspieler
- Adamski, George (1891–1965), US-amerikanischer Science-Fiction-Schriftsteller und Ufologe
- Adamski, Hans Peter (* 1947), deutscher Maler und Grafiker
- Adamski, Heinz-Josef (1911–2002), deutscher Historiker, Volkskundler und Gymnasiallehrer
- Adamski, Herbert (1910–1941), deutscher Ruderer
- Adamski, Jerzy (1922–2001), polnischer Romanist, Literaturkritiker, Theaterkritiker und Übersetzer
- Adamski, Jerzy (1937–2002), polnischer Boxer, Europameister und Olympiateilnehmer
- Adamski, Kacper (* 1992), polnischer Handballspieler
- Adamski, Marcin (* 1975), polnischer Fußballspieler
- Adamski, Peter (* 1948), deutscher Geschichtsdidaktiker
- Adamski, Stanisław (1875–1967), katholischer Bischof, Mitglied des Sejm
- Adamski, Tarek (* 1996), österreichischer Radiomoderator
- Adamski, Władysław (* 1963), polnischer Politiker, Mitglied des Sejm

##### Adamso
- Adamson, Al (1929–1995), US-amerikanischer Filmregisseur und -produzent
- Adamson, Amandus (1855–1929), estnischer Bildhauer
- Adamson, Andrew (* 1966), neuseeländischer Regisseur
- Adamson, Barry (* 1958), britischer Punk-BassistBarry Adamson (* 1958)

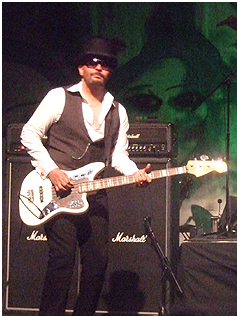
Barry Adamson (* 1958)

- Adamson, Bartlett (1884–1951), australischer Journalist, Dichter, Schriftsteller und Bürgerrechtler
- Adamson, Chuck (1936–2008), US-amerikanischer Polizist und späterer Drehbuchautor, Fernsehproduzent und Schauspieler
- Adamson, Clare (* 1967), schottische Politikerin
- Adamson, Donald (1939–2024), britischer Historiker, Übersetzer und Kritiker
- Adamson, George (1906–1989), britischer Naturforscher
- Adamson, Gillian (* 1961), kanadische Schriftstellerin
- Adamson, Harold (1906–1980), US-amerikanischer Songwriter, Filmkomponist und Liedtexter
- Adamson, Hendrik (1891–1946), estnischer Dichter und Esperantist
- Adamson, James C. (* 1946), US-amerikanischer Astronaut
- Adamson, Jennie (1882–1962), britische Politikerin
- Adamson, Jimmy (1929–2011), englischer Fußballspieler und -trainer
- Adamson, Joanne (* 1967), britische Diplomatin
- Adamson, Joy (1910–1980), britisch-österreichische Naturforscherin und Malerin
- Adamson, Keith (* 1945), englischer Fußballspieler
- Adamson, Patrick (1537–1592), schottischer Erzbischof von St Andrews der schottisch-reformierten Kirche
- Adamson, Peter (* 1972), US-amerikanischer Arabist
- Adamson, Robert (1821–1848), schottischer Chemiker und Fotograf
- Adamson, Robert (* 1985), US-amerikanischer Schauspieler
- Adamson, Robert Stephen (1885–1965), britischer Botaniker
- Adamson, Samuel (* 1969), australischer Dramatiker und Drehbuchautor
- Adamson, Stuart (1958–2001), britischer MusikerStuart Adamson (1958–2001)

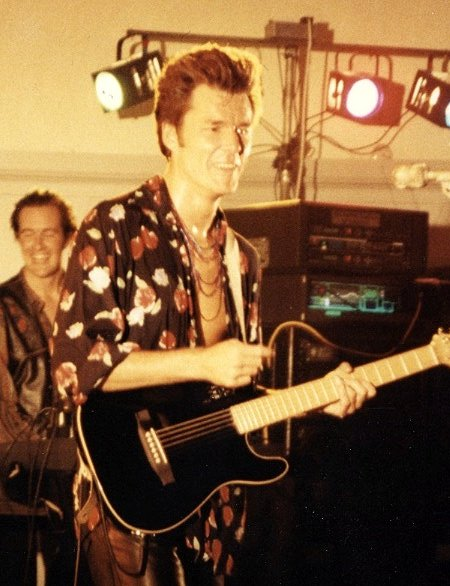
Stuart Adamson (1958–2001)

- Adamson, Terry (* 1948), englischer Fußballspieler
- Adamson, Walter (1911–2010), deutscher Schriftsteller
- Adamson, William (1863–1936), schottischer Gewerkschafter und Politiker (Labour Party), Mitglied des House of Commons
- Adamson, William C. (1854–1929), US-amerikanischer Politiker
- Adamson-Eric (1902–1968), estnischer Maler und Kunsthandwerker
- Ādamsons, Eriks (1907–1946), lettischer Schriftsteller

##### Adamss
- Adamsson, Anders (* 1957), schwedischer Radrennfahrer
- Adamsson, Owe (1935–2023), schwedischer Radrennfahrer
- Adamsson, Stefan (* 1978), schwedischer Radrennfahrer

#### Adamt
- Adamthwaite, Michael (* 1981), kanadischer Synchronsprecher und Schauspieler

#### Adamu
- Adamu, Birtukan (* 1992), äthiopische Hindernisläuferin
- Adamu, Ibrahim (* 1981), nigerianischer Badmintonspieler
- Adamu, Junior (* 2001), österreichischer FußballspielerJunior Adamu (* 2001)

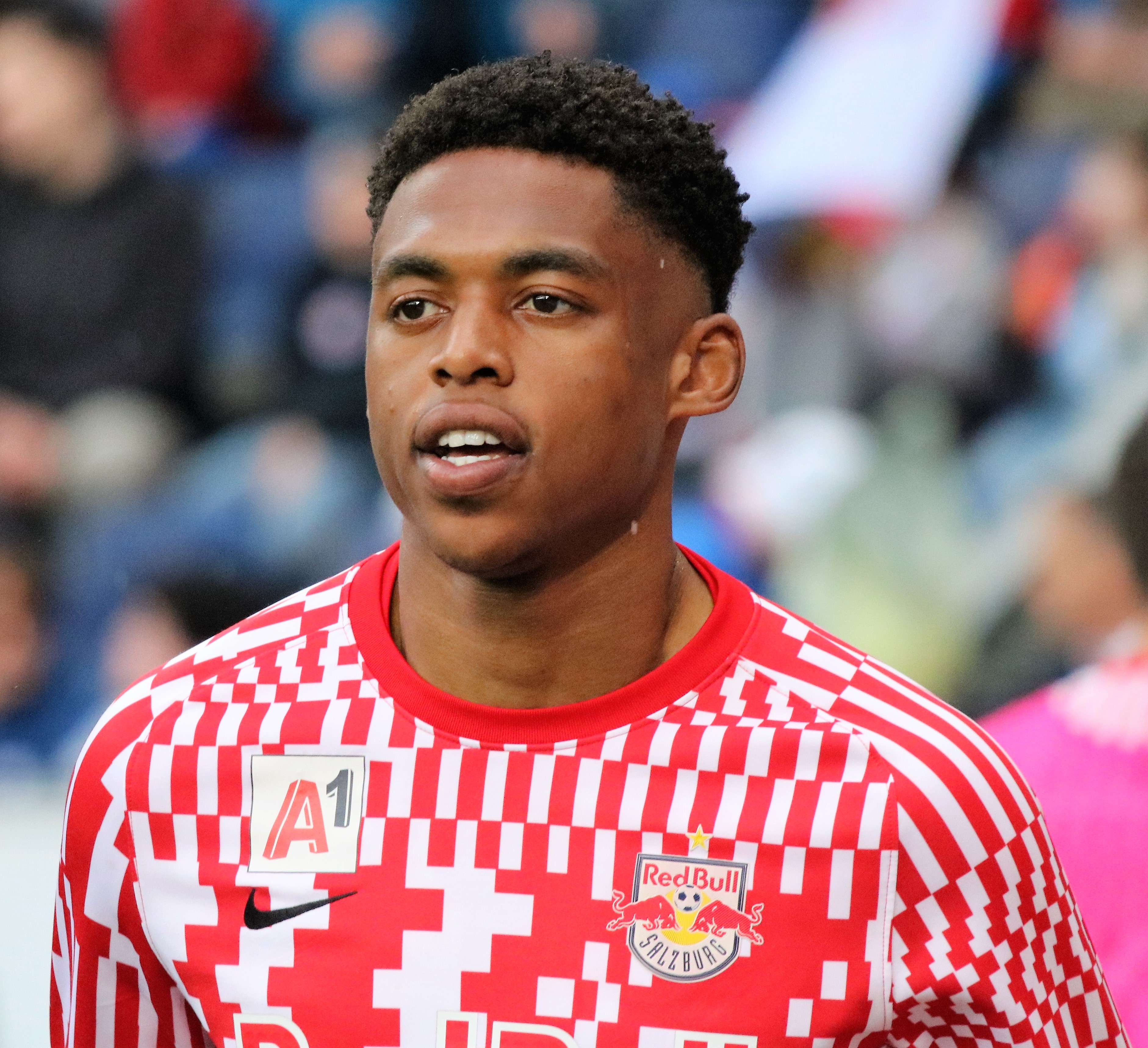
Junior Adamu (* 2001)

- Adamu, Semira (1978–1998), nigerianisches Opfer von Polizeigewalt
- Adamu, Yakubu (* 1981), nigerianischer Fußballspieler
- Adamus, Damian (* 1967), deutsch-polnischer Eishockeyspieler
- Adamus, Henryk (1880–1950), polnischer Cellist, Komponist, Dirigent und Musikpädagoge
- Adamus, Jan (1896–1962), polnischer Historiker
- Adamuszek, Michał (* 1986), polnischer Handballspieler

#### Adamy
- Adamy, Hans (1890–1976), deutscher Maler und Grafiker
- Adamy, Heinrich (1812–1897), deutscher Geograph und Lehrer
- Adamy, Joseph (1778–1849), nassauischer Politiker
- Adamy, Kurt (1932–2007), deutscher Historiker
- Adamy, Rudolf (1850–1898), deutscher Kunsthistoriker, Archäologe und Museumsinspektor
- Adamyan, Sargis (* 1993), armenischer Fußballspieler

#### Adamz
- Adamzewytsch, Jewhen (1904–1972), ukrainischer Bandurist
- Adamzik, Kirsten (* 1955), deutsch-schweizerische germanistische Sprachwissenschafterin und Hochschullehrerin
- Adamzik, Michael (* 1971), deutscher Anästhesist und Intensivmediziner
- Adamzyk, Helmut (1926–1996), deutscher Politiker (CDU, SPD), MdL

### Adan
- Adán, Antonio (* 1987), spanischer FußballtorhüterAntonio Adán (* 1987)

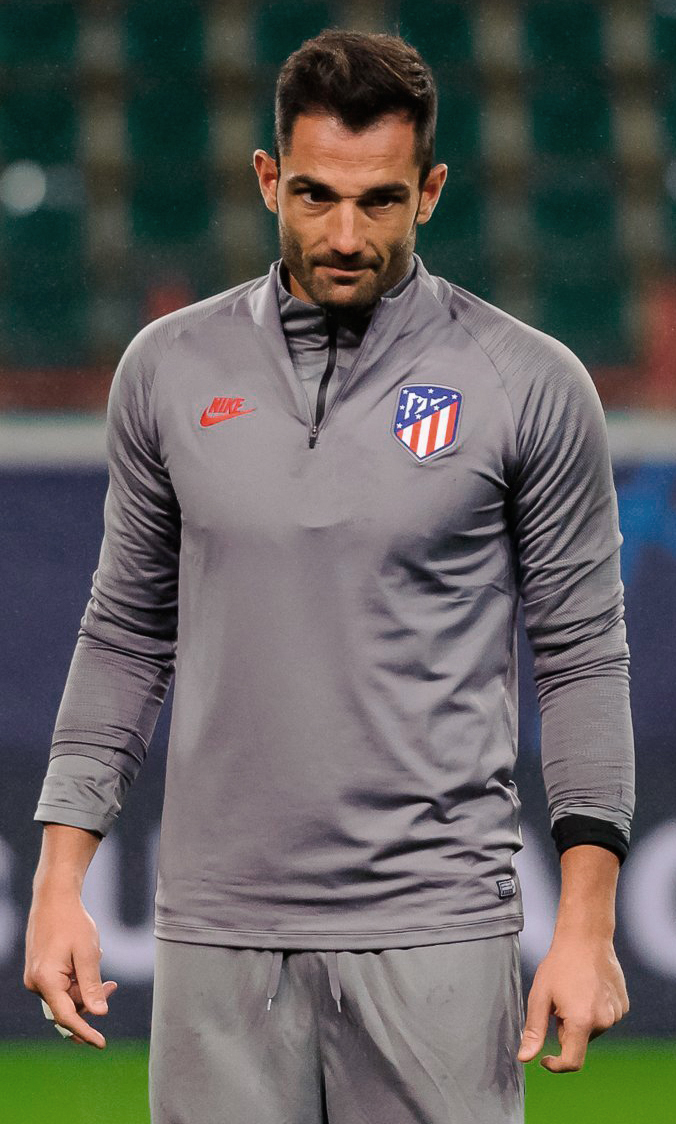
Antonio Adán (* 1987)

- Adan, Avraham (1926–2012), israelischer Offizier und Militärschriftsteller
- Adan, Émile (1839–1937), französischer Maler
- Adan, Fartuun (* 1969), somalische Menschenrechtsaktivistin und Frauenrechtlerin
- Adan, Fatuma Abdulkadir (* 1978), kenianische Rechtsanwältin und Friedensaktivistin
- Adán, Martín (1908–1985), peruanischer Schriftsteller, Dichter und Literaturwissenschaftler
- Adandé, Alexandre († 1993), beninischer Politiker (Republik Dahomey)
- Adandozan, König von Dahomey
- Adanech, Zekiros (* 1982), äthiopische Marathonläuferin
- Adanhouegbe, Pascaline Adjimon (* 1995), beninische Speerwerferin
- Adani, Daniele (* 1974), italienischer Fußballspieler
- Adani, Gautam (* 1962), indischer Geschäftsmann, Gründer und Vorsitzender der Adani GroupGautam Adani (* 1962)

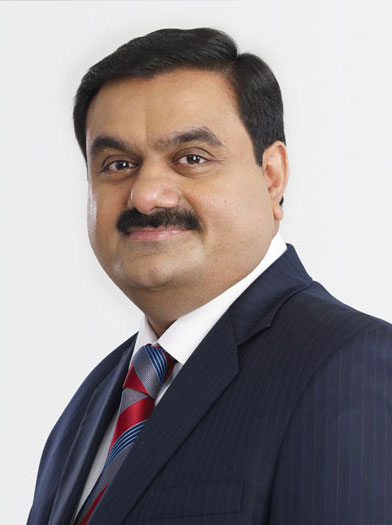
Gautam Adani (* 1962)

- Adani, Laura (1906–1996), italienische Schauspielerin
- Adani, Salomo ha- (* 1567), jüdischer Gelehrter
- Adanir, Can (* 1999), deutscher Handballtorwart
- Adanır, Fikret (* 1941), türkischer Historiker
- Adanır, Recep (1929–2017), türkischer Fußballspieler
- Adanitschkina, Aljona Wladislawowna (* 1992), russische Triathletin
- Adank, Simone (* 1993), Schweizer Unihockeyspielerin
- Adanson, Michel (1727–1806), französischer Botaniker
- Adanuty, Anthony Kwami (* 1940), ghanaischer Geistlicher und emeritierter römisch-katholischer Bischof von Keta-Akatsi

### Adao
- Adão Gomes, Welington (* 1988), brasilianischer Fußballspieler
- Adão, Cláudio (* 1955), brasilianischer Fußballspieler
- Adão, Joaquim (* 1992), schweizerisch-angolanischer Fußballspieler
- Adãozinho (1923–1991), brasilianischer Fußballspieler

### Adar
- Adar, Yasemin (* 1991), türkische Ringerin
- Adara, Amirah (* 1992), ungarische Pornodarstellerin
- Adarabioyo, Tosin (* 1997), englischer FußballspielerTosin Adarabioyo (* 1997)

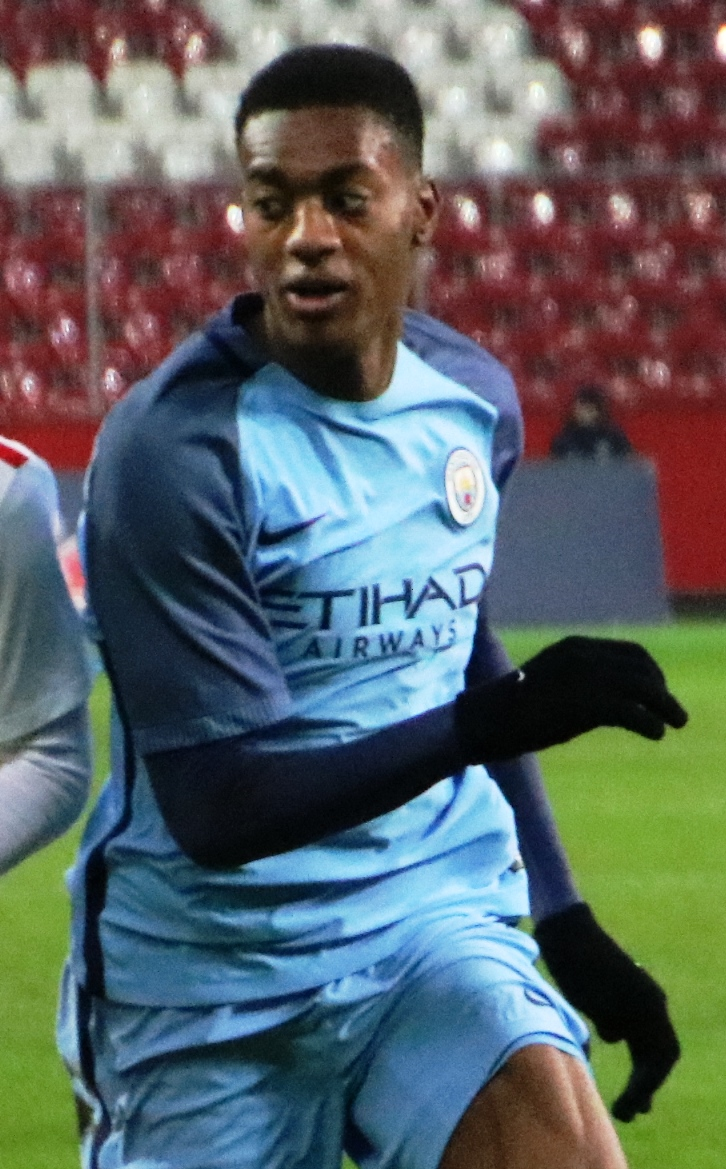
Tosin Adarabioyo (* 1997)

- Adarnase IV. († 923), König von Georgien
- Adaro (* 1980), niederländischer Hardstyle-DJ
- Adarraga, Austin (* 1965), spanischer Squashspieler
- Adarraga, Luis (1889–1965), spanischer Radrennfahrer

### Adas
- Adasch, Thomas (* 1965), deutscher Politiker (CDU), MdL
- Adaschew, Alexei Fjodorowitsch († 1561), russischer Staatsmann
- Adaschewski, Konstantin Ignatjewitsch (1897–1987), sowjetischer Schauspieler
- Adasi, altassyrischer König
- Adasiewicz, Jason (* 1977), US-amerikanischer Jazzmusiker und Komponist
- Adaskin, Frances (1900–2001), kanadische Pianistin
- Adaskin, Harry (1901–1994), kanadischer Geiger und Musikpädagoge
- Adaskin, John (1908–1964), kanadischer Dirigent, Cellist und Rundfunkproduzent
- Adaskin, Murray (1906–2002), kanadischer Komponist und Dirigent
- Adassinski, Anton Alexandrowitsch (* 1959), russischer Schauspieler, Komiker und Tänzer
- Adassovsky, Nicolas Duval (* 1958), französischer Filmproduzent

### Adat
- Adatepe, Ertan (* 1938), türkischer Fußballspieler
- Adatepe, Sabine (* 1963), deutsche Übersetzerin und Autorin
- Adatia-Sood, Ruhila (1975–2013), indisch-kenianische Journalistin

### Adau
- Adauctus, altkirchlicher Märtyrer

### Aday
- Aday, Batıcan (* 1995), türkischer Fußballspieler
- Aday, Gürcan (* 1958), türkischer Fußballspieler
- Aday, Pearl (* 1975), US-amerikanische SängerinPearl Aday (* 1975)

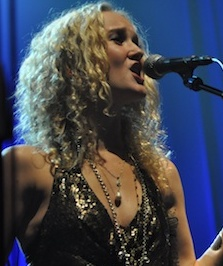
Pearl Aday (* 1975)

- Adayanthrath, Sebastian (* 1957), indischer Geistlicher, syro-malabarischer Bischof von Mandya